# Список померлих 2020 року
Це список енциклопедично значимих людей, що померли 2020 року, упорядкований за датою смерті. Під кожною датою розміщено перелік осіб в алфавітному порядку за прізвищем або псевдонімом. Тут також зазначено дати смерті значимих тварин та інших біологічних форм життя.
Типовий запис містить інформацію в такій послідовності:
- Ім'я, вік, країна громадянства і рід занять (причина значимості), встановлена причина смерті та джерело інформації.

Інструменти пошуку в новинах: google [Архівовано 31 грудня 2021 у Wayback Machine.], meta [Архівовано 31 грудня 2021 у Wayback Machine.].

## Грудень

### 31 грудня
- Томмі Догерті, 92, шотландський футболіст та тренер[1].
- Оборотов Юрій Миколайович, 74, радянський та український правознавець, фахівець у галузі філософії права[2].

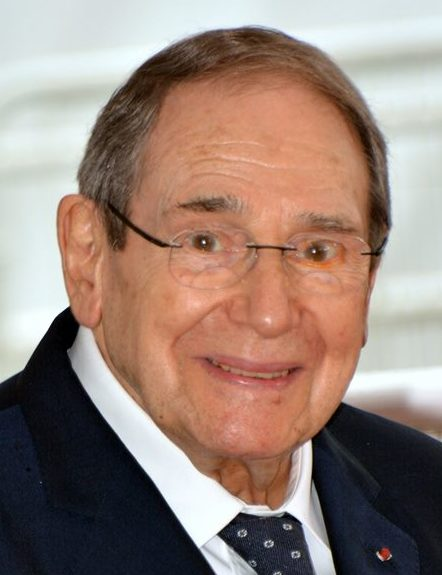
французький актор Робер Оссейн у 2018 році

- Робер Оссейн, 93, французький актор та режисер; COVID-19[3].
- Солнцева Лариса Олександрівна, 85, радянська і російська акторка та режисер, Народна артистка Росії (1983)[4].
- Дік Торнбург, 88, американський юрист та політик[5].

### 29 грудня
- Біленко Володимир Васильович, 86, радянський і український журналіст та видавець[6].
- Бондаренко Борис Іванович, 82, радянський та український фізик[7].
- Гожик Петро Федосійович, 83, радянський та український палеонтолог[8].
- Норман Голб, 92, американський історик-джерелознавець[9].
- Дзиговський Олександр Миколайович, 67, радянський та український археолог; COVID-19[10].
- Хосефіна Ечанове, 92, мексиканська акторка[11].

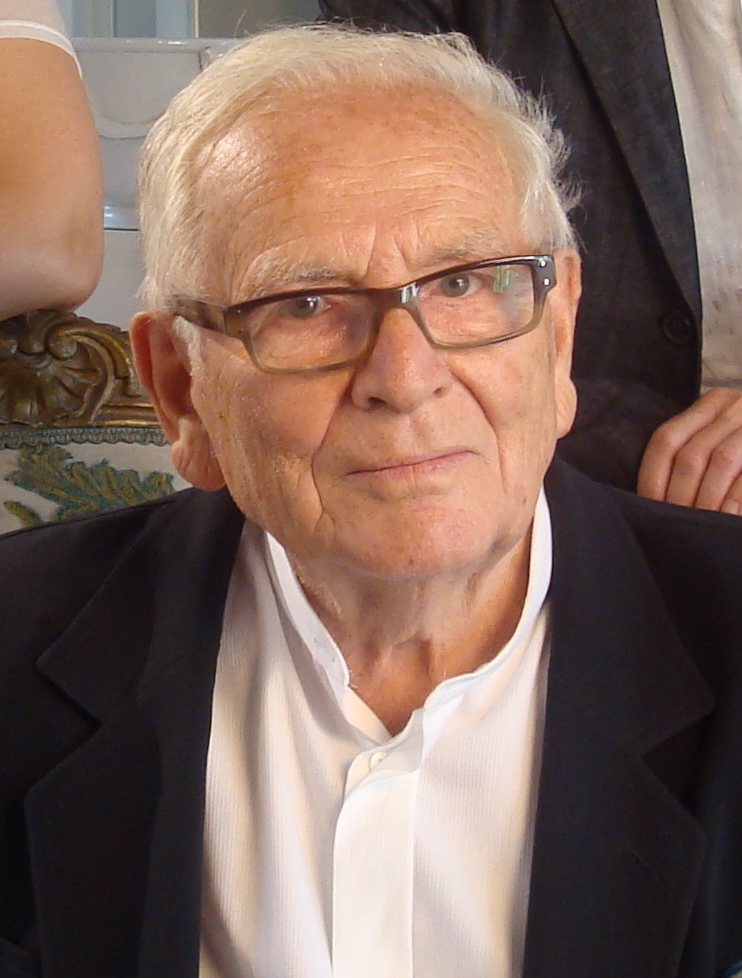
французький модельєр П'єр Карден у 2010 році

- П'єр Карден, 98, французький модельєр[12].
- Кучеренко Євгенія Маркіянівна, 98, радянський та український педагог, Герой Соціалістичної Праці (1968)[13].
- Алексі Лайхо, 41, фінський музикант[14].

### 28 грудня
- Ушкалов Віктор Федорович, 84, український науковець у галузі статичної динаміки складних механічних систем, педагог, Заслужений діяч науки і техніки України[15].
- Щегловський Володимир Стефанович, 80, радянський російський футболіст[16].

### 27 грудня
- Джульєтта Вашакмадзе, 87, грузинська акторка та телеведуча, Заслужена артистка Грузинської РСР (1967)[17].
- Кремко Олександр Олександрович, 76, український фотограф, письменник, журналіст та громадський діяч[18].
- Клавіо Меча, 24, албанський плавець[19].
- Чос Володимир Григорович, 49, український журналіст, письменник та краєзнавець[20].

### 26 грудня
- Мілка Бабович, 92, югославська легкоатлетка та спортивна журналістка; COVID-19[21].
- Джордж Блейк, 98, радянський розвідник[22].
- Люк Гарпер (Броді Лі), 41, американський рестлер[23].
- Джим Маклін, 83, шотландський футболіст та тренер[24].

### 25 грудня
- Богдан Іван Гаврилович, 92, радянський і український борець класичного стилю та тренер[25].
- Майкл Еліг, 54, американський клубний промоутер, музикант, письменник та злочинець[26].

### 24 грудня
- Іврі Гітліс, 98, ізраїльський скрипаль[27].
- Александар Івош, 89, югославський футболіст[28].
- Сушинський Богдан Іванович, 74, радянський і український письменник та журналіст[29].

### 23 грудня
- Андріасян Аркадій Георгійович, 73, радянський і вірменський футболіст та тренер[30].
- Джеймс Едвін Ганн, 97, американський письменник-фантаст[31].
- Євтушенко Олександр Миколайович, 63, український музичний журналіст та критик[32].
- Френкі Ренделл, 59, американський боксер[33][34].

### 22 грудня
- Йоахім Безе, 81, німецький футболіст[35].

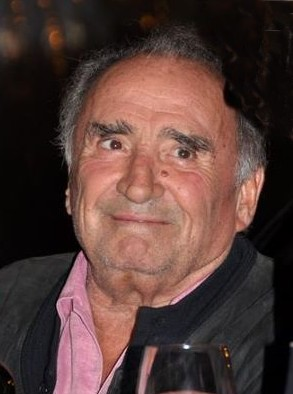
французький актор Клод Брассер у 2011 році

- Клод Брассер, 84, французький актор[36].
- Брижинський Михайло Іванович, 69, радянський мордовський письменник[37].
- Норма Каппальї, 81, аргентинська модель, переможниця конкурсу Міс Світу-1960; ДТП[38].
- Едмунд Кларк, 75, американський науковець у галузі теоретичної інформатики та верифікації; COVID-19[39].
- Лисенко Анатолій Олександрович, 79, український політик[40].

### 21 грудня
- Паршина Валентина Романівна, 83, радянська господарська діячка, Герой Соціалістичної Праці (1978)[41].
- Перебийніс Валентина Ісидорівна, 97, радянський і український лінгвіст та педагог.
- Озкан Сюмер, 83, турецький футболіст[42].

### 20 грудня

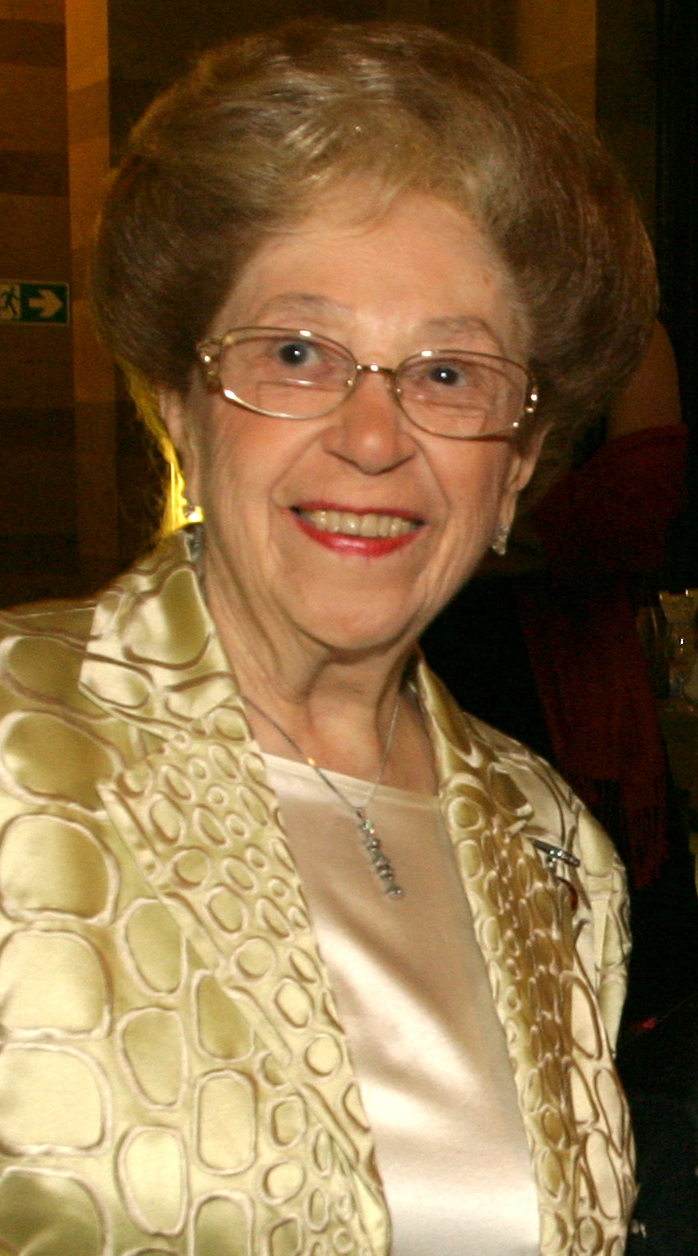
британська піаністка Фанні Ватерман у 2009 році

- Фанні Ватерман, 100, британська піаністка та педагог, засновниця Лідського міжнародного конкурсу піаністів (1961)[43].
- Говорун Дмитро Миколайович, 70, радянський і український біофізик та біолог[44].
- Скочиляс Ігор Ярославович, 53, український історик та краєзнавець; COVID-19[45].

### 19 грудня
- Аркадін-Школьник Олександр Аркадійович, 68, радянський і український режисер та педагог, Заслужений діяч мистецтв України; COVID-19[46].
- Девід Гайлер, 77, американський продюсер, сценарист, режисер та актор[47].
- Зарічний Ігор Семенович, 84, радянський та український скульптор[48].
- Міна Кітагава, 115, японська довгожителька[49].
- Розалінд Найт, 87, британська акторка[50].
- Серебряков Володимир Петрович, 78, радянський і український композитор, диригент та педагог, Заслужений працівник культури України (2004)[51].

### 18 грудня
- Майкл Джеффері, 83, австралійський політик, генерал-губернатор Австралії (2003—2008)[52].
- Пересічний Михайло Іванович, 68, український науковець, фахівець у галузі технології та організації громадського харчування, педагог[53].
- Оскар Рібас Реч, 84, андоррський політик, Прем'єр-міністр Андорри (1982—1984, 1990—1994)[54].
- Тім Северін, 80, британський мандрівник-дослідник, історик та письменник[55].

### 17 грудня
- П'єр Буйоя, 71, бурундійський політик, Президент Бурунді (1986—1993, 1996—2003); COVID-19[56].
- Кшиштоф Бульський, 33, польський шахіст, гросмейстер (2012)[57].

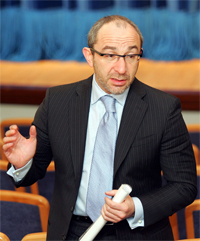
український політик Геннадій Кернес

- Кернес Геннадій Адольфович, 61, український політик, мер Харкова (2010—2020); COVID-19[58].
- Кобець Василь Дмитрович, 77, український поет, письменник, журналіст та громадський діяч[59].
- Ігнац Пушник, 86, австрійський футболіст[60].
- Гарольд Ернест Робінсон, 88, американський ботанік та біолог[61].

### 16 грудня
- Дяченко Юрій Михайлович, 83, радянський і російський футболіст та тренер[62].
- Флавіо Котті, 81, швейцарський юрист та політик, Президент Швейцарії (1991, 1998); COVID-19[63].
- Отто Леодольтер, 84, австрійський стрибун з трампліна[64].
- Перетяпко Дмитро Кирилович, 96, учасник німецько-радянської війни, почесний громадянин Херсона[65][66].
- Ходукін Валентин Михайлович, 81, радянський і український футболіст та тренер[67].
- Кальман Шоварі, 79, угорський футболіст[68].

### 15 грудня
- Слободян Петро Петрович, 67, радянський і український футболіст та тренер[69].
- Тяжельников Євген Михайлович, 92, радянський партійний діяч та дипломат[70].

### 14 грудня
- Ельбрус Аббасов, 70, радянський і азербайджанський футболіст та тренер[71].
- Гуцалов Олександр Валерійович, 35 український дизайнер, журналіст та фотограф[72].
- Качановський Віталій Миколайович, 61, радянський боксер[73].
- Мотузка Олександр Миколайович, 76, радянський і український географ та педагог[74].
- Гюнтер Савіцкі, 88, німецький футболіст[75].
- Жерар Ульє, 73, французький футболіст та тренер[76].

### 13 грудня
- Отто Барич, 87, югославський і австрійський футболіст та тренер; COVID-19[77].
- Амброз Мандвуло Дламіні, 52, політик свазі, Прем'єр-міністр Есватіні (2018—2020); COVID-19[78].
- Кісь Роман Ярославович, 71, український філософ, антрополог та поет[79].
- Сапунов Андрій Борисович, 64, російський рок-музикант, співак та автор пісень[80].

### 12 грудня

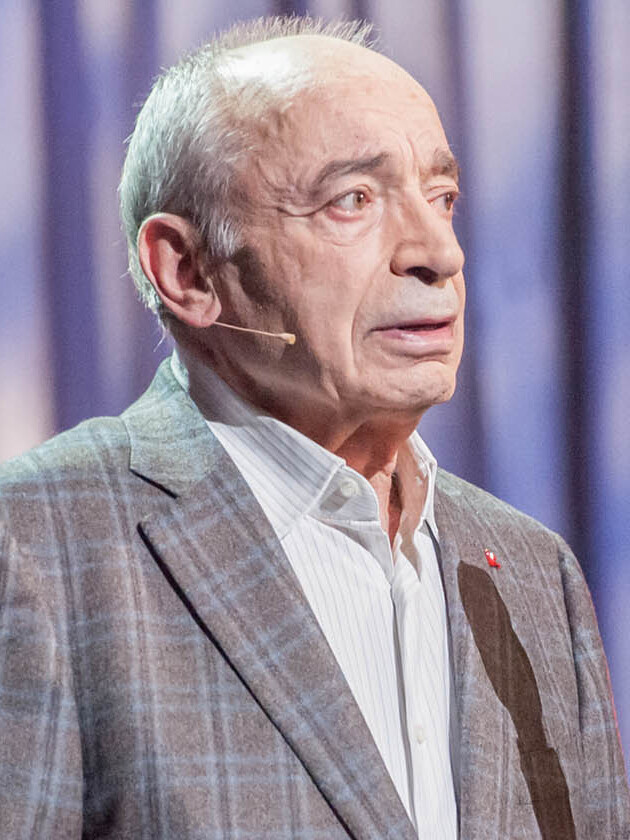
радянський і російський актор Валентин Гафт

- Гафт Валентин Йосипович, 85, радянський і російський актор, режисер та письменник, Народний артист Росії (1984)[81].
- Жилінський Олександр Євгенович, 65, радянський і український композитор, актор та співак, Заслужений діяч мистецтв України (1995)[82].
- Рухолла Зам, 42, іранський журналіст та активіст; страта[83].

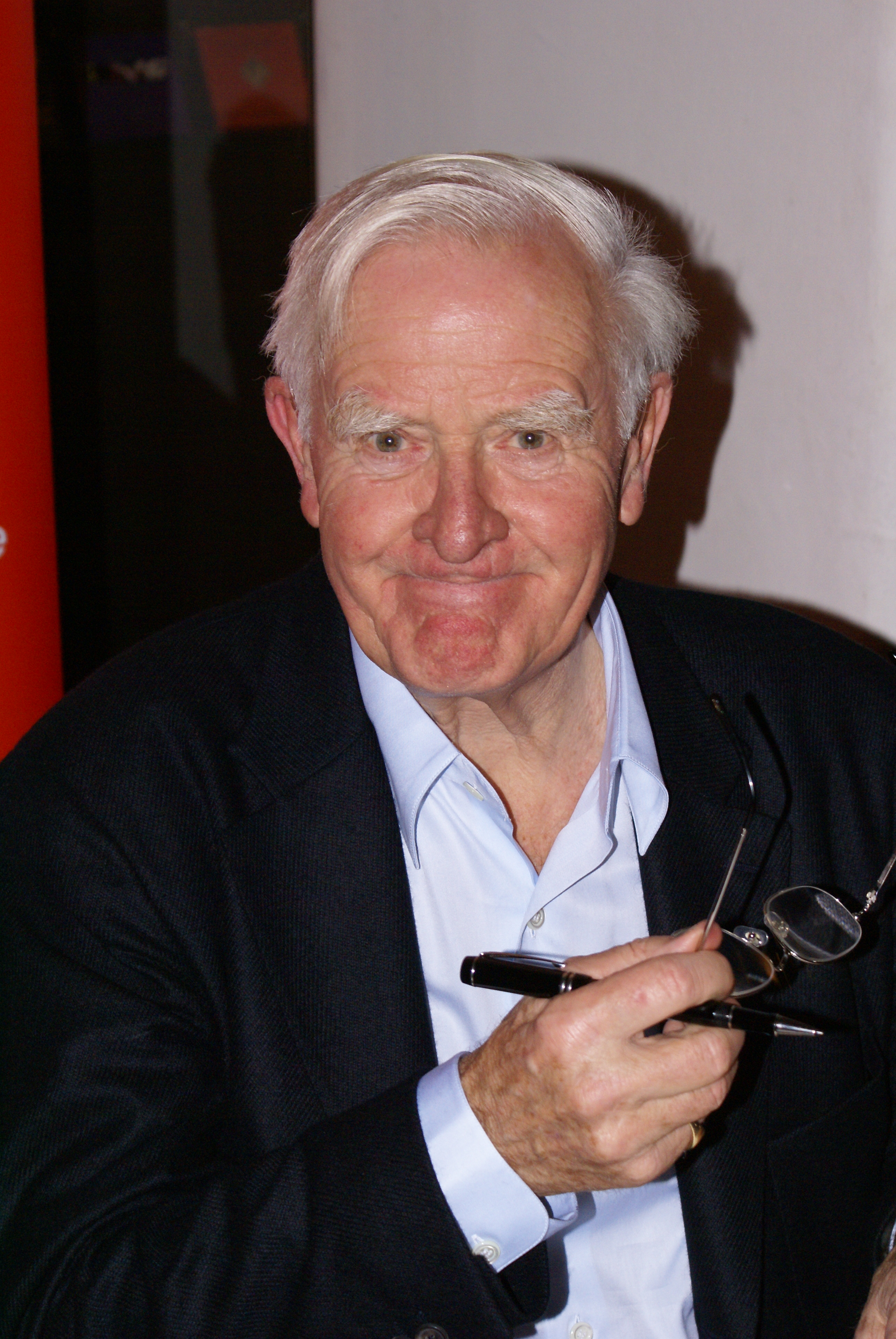
британський письменник Джон Ле Карре у 2008 році

- Джон Ле Карре, 89, британський письменник, автор шпигунських трилерів[84].
- Енн Рейнкінг, 71, американська танцівниця, хореограф та акторка[85].
- Джек Стейнбергер, 99, американський фізик, лауреат Нобелівської премії з фізики (1988, спільно з Леоном Ледерманом та Мелвіном Шварцем)[86].
- Фікре Селассіє Вогдересс, 75, ефіопський політик, Прем'єр-міністр Ефіопії (1987—1989)[87].

### 11 грудня
- Ірена Вейсайте, 92, литовський літературознавець та театрознавець; COVID-19[88].
- Іванов Микола Миколайович, 77, радянський та російський актор, Народний артист Росії (1992)[89].

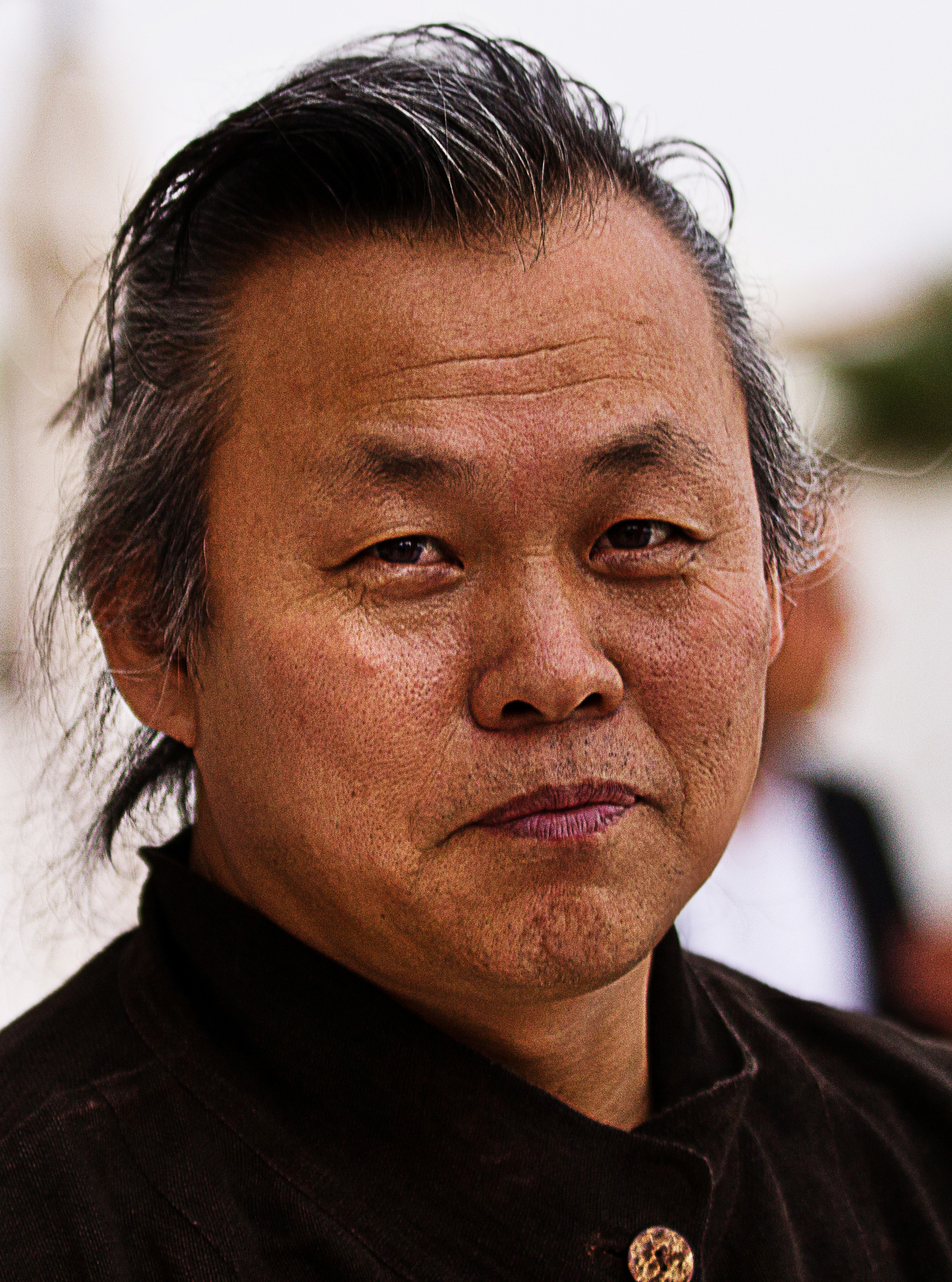
південнокорейський режисер Кім Кі Дук у 2012 році

- Кім Кі Дук, 59, південнокорейський режисер; COVID-19[90][91].
- Кіт Григорій Семенович, 90, український фізик[92].
- Коломийчук Василь Степанович, 69, український економіст[93].
- Шаповалова Сюзанна Олександрівна, 84, радянський та український режисер-документаліст; COVID-19[94].

### 10 грудня
- Барбара Віндзор, 83, британська акторка[95].
- Том Лістер-молодший, 62, американський рестлер та актор[96].
- Джозеф Сафра, 82, бразильський фінансист ліванського походження[97].

### 9 грудня
- Кебіч В'ячеслав Францович, 84, білоруський політик, Прем'єр-міністр Білорусі (1990—1994); COVID-19[98].
- Паоло Россі, 64, італійський футболіст[99].

### 8 грудня
- Герасимова-Персидська Ніна Олександрівна, 92, радянський та український музикознавець, культуролог та педагог, Заслужений діяч мистецтв України (1997)[100].
- Зайцев Юрій Дмитрович, 79, український історик[101].
- Алехандро Сабелья, 66, аргентинський футболіст та тренер[102].
- Шапошников Євген Іванович, 78, радянський і російський військово-політичний діяч; COVID-19[103].
- Курт Штеттлер, 88, швейцарський футболіст; COVID-19[104].

### 7 грудня
- Волох Дмитро Степанович, 84, радянський і український науковець у галузі фармації, педагог[105].
- Чак Єгер, 97, американський льотчик-випробовувач[106].

### 6 грудня
- Березкін Станіслав Семенович, 61, український політик[107].
- Табаре Васкес, 80, уругвайський політик, Президент Уругваю (2005—2010, 2014—2020)[108].
- Мойсеєв Микола Андрійович, 86, радянський військово-політичний діяч[109].
- Хельо Мянд, 94, естонська письменниця та поетеса[110].
- Поливанова Галина Анатоліївна, 91, радянська та українська співачка (сопрано), Народна артистка Української РСР (1963); COVID-19[111].
- Ратников Борис Костянтинович, 76, генерал-майор ФСО Росії, письменник.
- Пол Сарбейнз, 87, американський політик та юрист[112].

### 5 грудня
- Бучель Наталія Анатоліївна, 68, українська співачка, композитор та авторка пісень[113].
- Генрик Кукер, 90, польський боксер[114].

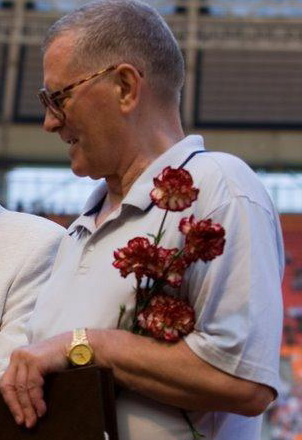
радянський футболіст та тренер Віктор Понєдєльнік у 2007 році

- Понєдєльнік Віктор Володимирович, 83, радянський російський футболіст та тренер[115].

### 4 грудня
- Самойленко Анатолій Михайлович, 82, радянський та український математик[116].
- Сергієнко Роллан Петрович, 84, радянський та український режисер[117].
- Сухайла Сіддік, 71, афганська політична діячка; COVID-19[118].

### 3 грудня
- Голуб Володимир Семенович, 76, український актор та громадський діяч[119].
- Губа Володимир Петрович, 81, радянський та український композитор, Народний артист України (1999)[120].
- Фрезинський Борис Якович, 79, радянський і російський письменник, історик літератури; COVID-19[121].

### 2 грудня
- Давіташвілі Коба Романович, 49, грузинський політик[122].
- Рейфер Джонсон, 85, американський легкоатлет та актор[123].

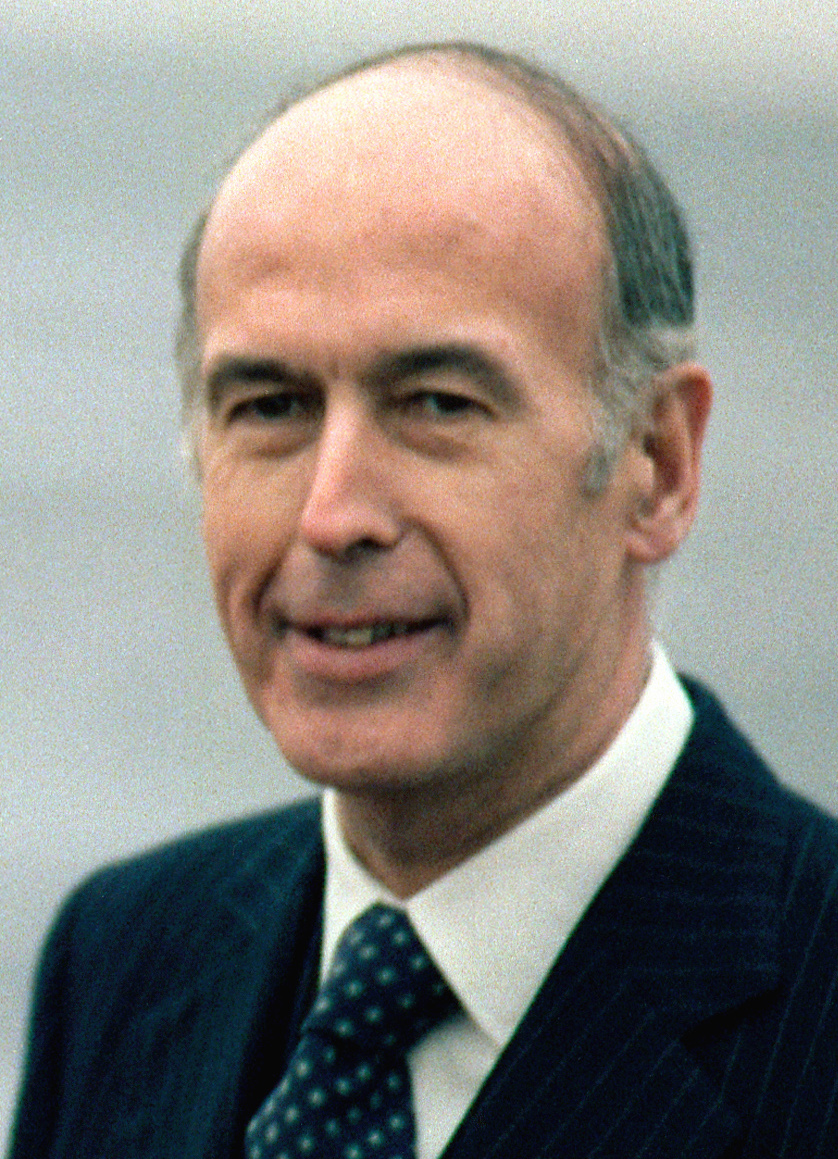
Президент Франції Валері Жискар д'Естен у 1978 році

- Валері Жискар д'Естен, 94, французький політик, Президент Франції (1974—1981); COVID-19[124].

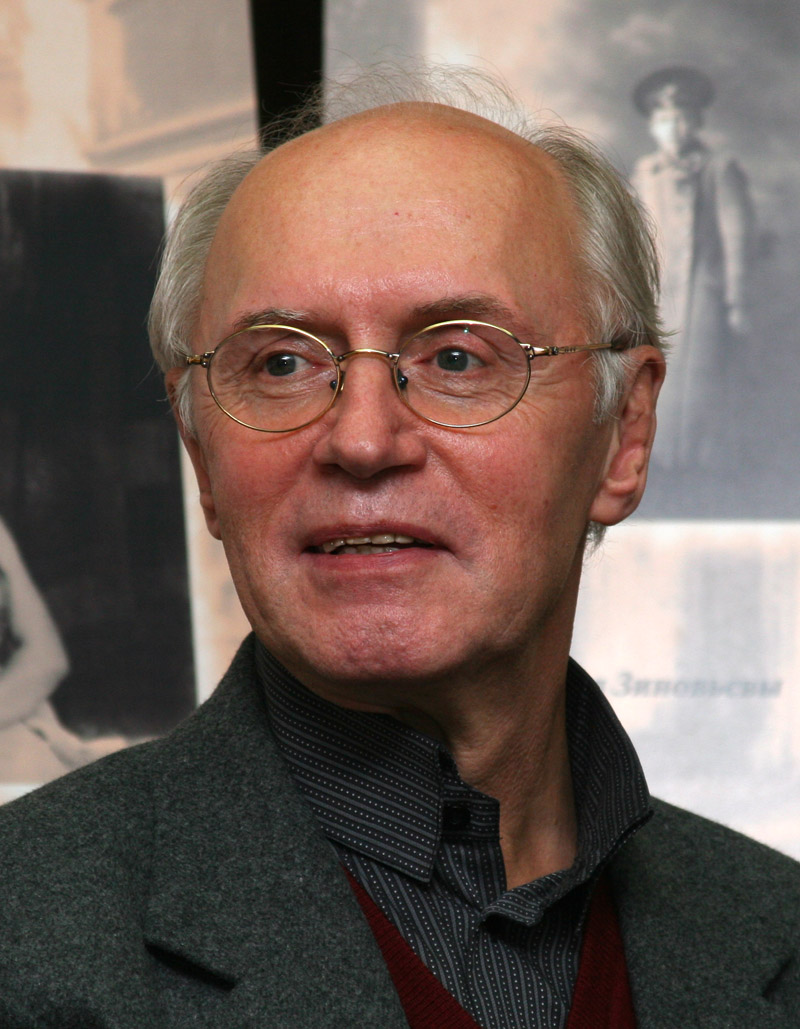
радянський та російський актор Борис Плотников у 2012 році

- Плотников Борис Григорович, 71, радянський та російський актор, Народний артист Росії (2005); COVID-19[125].
- Памела Тіффін, 78, американська акторка та модель[126].
- Шестопалюк Олександр Васильович, 69, український педагог[127].

### 1 грудня
- Жарій Олег Юрійович, 63, український фотограф та журналіст[128].
- Іванова Ніна Георгіївна, 86, радянська і російська акторка та сценаристка[129].
- Іткіна Марія Леонтіївна, 88, радянська білоруська легкоатлетка[130].
- Едуарду Лоренсу, 97, португальський письменник та філософ[131].
- Арні Робінсон, 72, американський легкоатлет; COVID-19[132].
- Йов (Тивонюк), 82, єпископ Російської православної церкви, митрополит Челябінський та Златоустівський (1996—2011); COVID-19[133].

## Листопад

### 30 листопада
- Антонова Ірина Олександрівна, 98, радянський та російський мистецтвознавець, директор Державного музею образотворчих мистецтв ім. О. С. Пушкіна (1961—2013); COVID-19[134].

### 29 листопада
- Антипов Анатолій Олександрович, 61, радянський і російський хокеїст та тренер[135].
- Бен Бова, 88, американський письменник-фантаст; COVID-19[136].
- Папа Буба Діоп, 42, сенегальський футболіст[137].
- Островський Йосип Володимирович, 86, радянський та український математик[138].
- Фортов Володимир Євгенович, 74, радянський та російський фізик, президент Російської академії наук (2013—2017); COVID-19[139].

### 28 листопада
- Додін Євген Васильович, 89, радянський і український юрист, правознавець та криміналіст.
- Неліна Тетяна Вікторівна, 69, український краєзнавець та громадська діячка, директор Фастівського державного краєзнавчого музею (1990—2017); COVID-19[140].
- Девід Проуз, 85, британський актор, культурист та важкоатлет; COVID-19[141].

### 27 листопада
- Перета Тереза Семенівна, 86, радянська та українська акторка, Народна артистка України (2009)[142].
- Мохсен Фахрізаде, 62, іранський фізик; вбивство[143].
- Тоні Шей, 46, американський інтернет-підриємець[144].

### 26 листопада
- Димитар Ларгов, 84, болгарський футболіст[145].

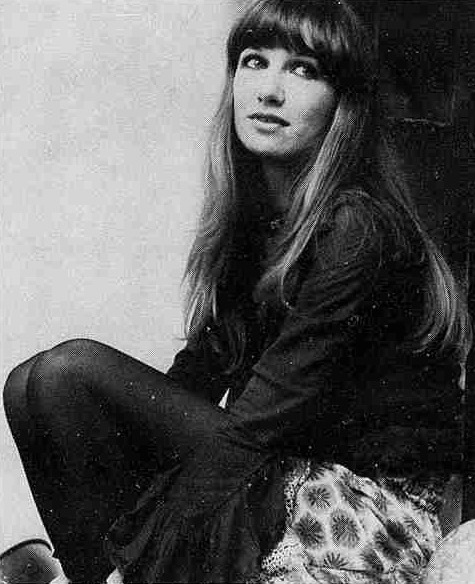
італійська акторка Дарія Ніколоді у 1974 році

- Дарія Ніколоді, 70, італійська акторка та сценаристка[146].
- Фріц Цейка, 92, австрійський футболіст[147].

### 25 листопада
- Голяник Валентин Платонович, 82, український письменник та краєзнавець.
- Грицюк Лев Романович, 37, український перекладач[148].

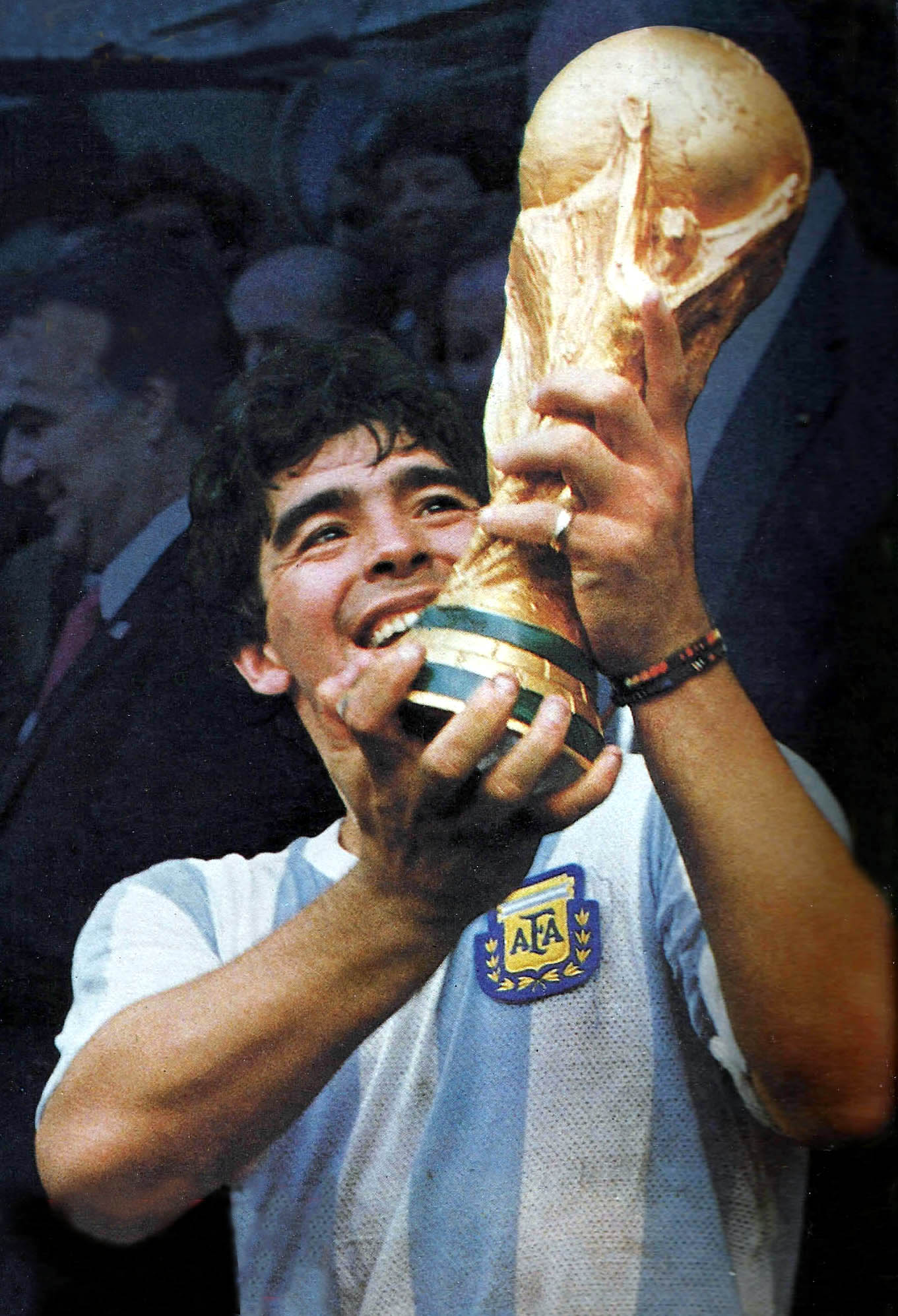
аргентинський футболіст Дієго Марадона на чемпіонаті світу 1986 року

- Дієго Марадона, 60, аргентинський футболіст та тренер[149].
- Турков Геннадій Леонідович, 75, український поет та перекладач[150].

### 24 листопада

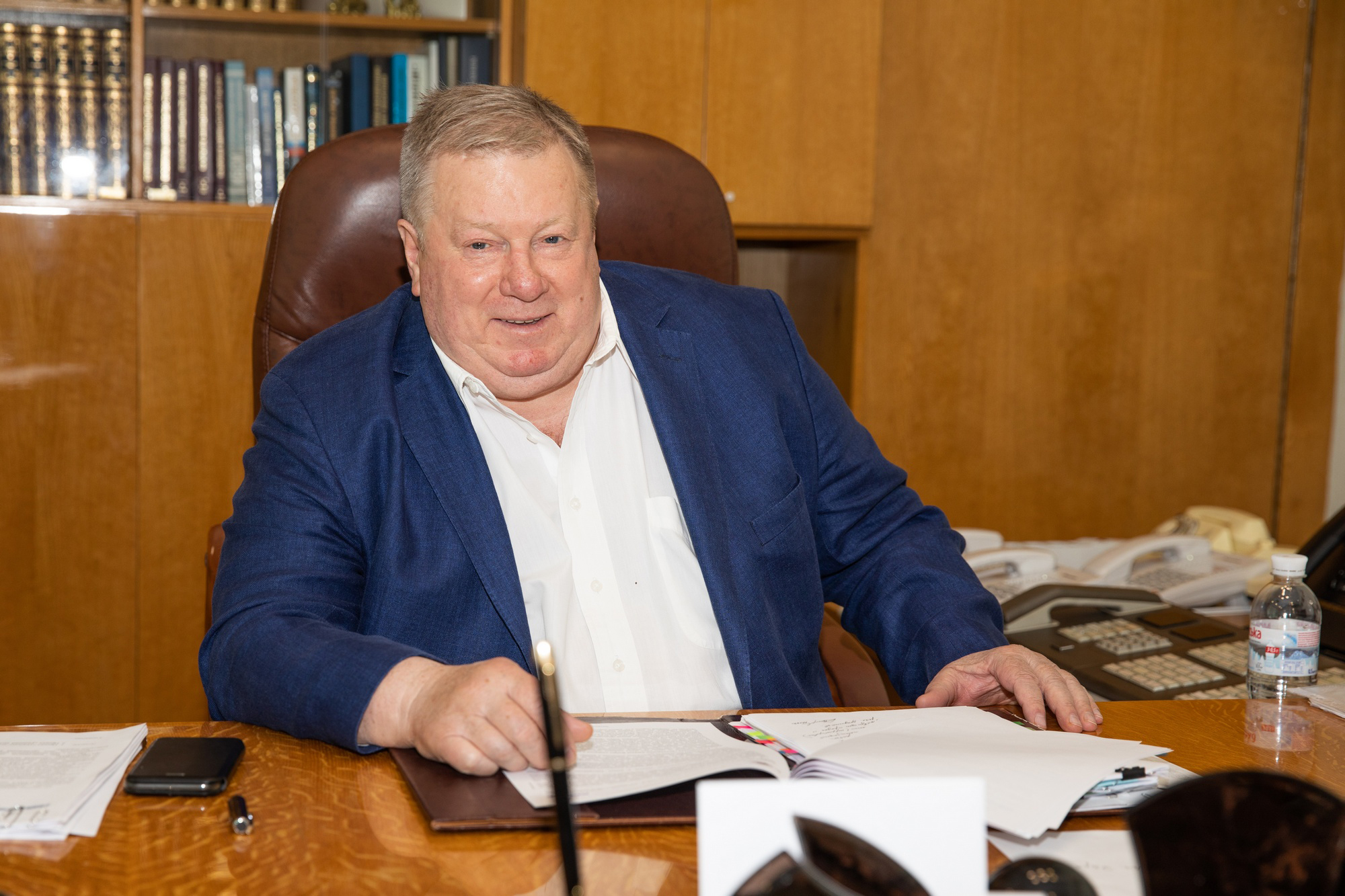
радянський та український конструктор, фахівець у галузі ракетно-космічної техніки Олександр Дегтярев

- Дегтярев Олександр Вікторович, 69, радянський та український конструктор, фахівець у галузі ракетно-космічної техніки, генеральний директор Державного конструкторського бюро «Південне» ім. М. К. Ягеля, Герой України (посмертно); COVID-19[151].
- Петрович Дмитро Леонідович, 49, білоруський поет, письменник та перекладач; COVID-19[152].
- Пенчо Стоянов, 89, болгарський композитор[153].
- Селігей Олександр Минович, 81, український винахідник.
- Якуша Василь Федорович, 62, радянський спортсмен-веслувальник[154].

### 23 листопада
- Галімов Ерік Михайлович, 84, радянський та російський геохімік; COVID-19[155].
- Девід Дінкінс, 93, американський політик, мер Нью-Йорка (1990—1993)[156].
- Едвард Лейзір, 72, американський економіст[157].
- Анеле Нгконгка, 33, південноафриканський футболіст; ДТП[158].
- Конрад Фіалковський, 80, польський науковець у галузі інформатики і кібернетики, письменник-фантаст та популяризатор науки[159].

### 22 листопада
- Корсюк Микола Миколайович, 70, український і румунський поет та письменник[160].
- Лобач В'ячеслав Іванович, 74, український політик.
- Малінін Василь Борисович, 64, радянський і російський криміналіст та шахіст, гросмейстер (2003)[161].
- Мустафа Надаревич, 77, хорватський актор[162].
- Плешаков Юрій Сергійович, 32, український та російський футболіст[163].
- Моріс Сеттерс, 83, британський футболіст та тренер[164].

### 21 листопада
- Артемій (Радосавлевич), 85, ієрарх Сербської православної церкви, позбавлений сану єпископ Расько-Прізренський (1991—2010); COVID-19[165].
- Малені Моралес, 67, мексиканська акторка[166].
- Олівер Фріггієрі, 73, мальтійський письменник, поет, критик та педагог[167].

### 20 листопада
- Джалілова Клара Алімадатівна, 82, радянська і узбецька співачка та акторка, Заслужена артистка Узбецької РСР (1977)[168].
- Іриней (патріарх Сербський), 90, ієрарх Сербської православної церкви, архієпископ Печський, митрополит Белград-Карловацький (2010—2020); COVID-19[169].
- Ернесто Канто, 61, мексиканський легкоатлет[170].
- Лазар (Самадбегішвілі), 65, ієрарх Православної церкви Грузії, єпископ Боржомський і Бакуріанський (2017—2020)[171].
- Черепін Валентин Тихонович, 90, радянський та український фізик[172].

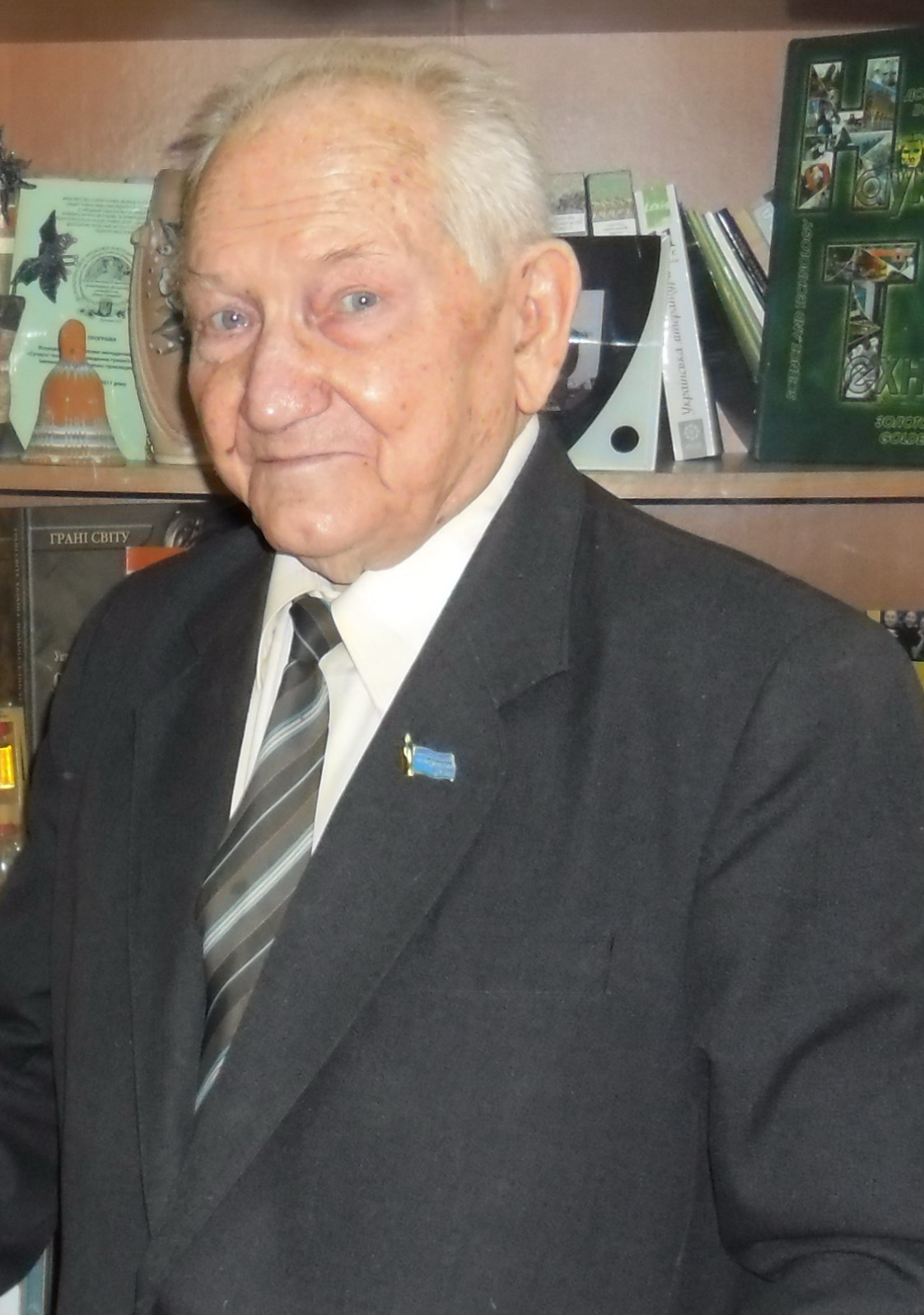
радянський та український педагог-новатор Віктор Шаталов у 2013 році

- Шаталов Віктор Федорович, 93, радянський та український педагог-новатор, Народний вчитель СРСР (1990)[173].
- Кен Шинкель, 87, канадський хокеїст та тренер[174].

### 19 листопада
- Антонець Володимир Михайлович, 75, український воєначальник, генерал-полковник авіації, командувач ВПС України (1991—1999)[175].
- Гелен Морган, 54, британська спортсменка (хокей на траві)[176].
- Шарипкін Сергій Якович, 79, польський та український філолог-класик, лінгвіст, антикознавець[177].

### 18 листопада
- Байко Марія Яківна, 89, радянська та українська співачка (сопрано), учасниця Тріо сестер Байко, Народна артистка Української РСР (1979)[178].
- Адам Мусял, 71, польський футболіст та тренер[179].
- Рум'янцева Любов Григорівна, 77, радянська та білоруська акторка, Заслужена артистка Білоруської РСР (1978)[180].

### 17 листопада

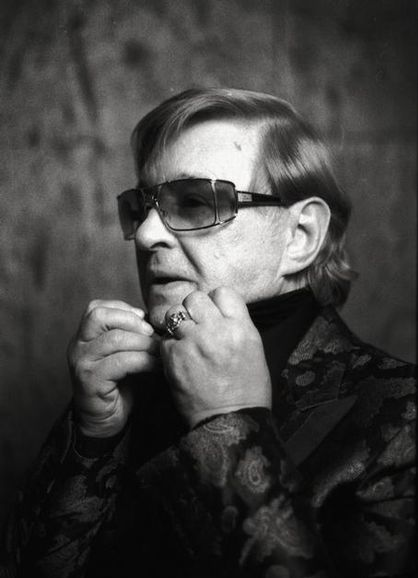
радянський, український і російський актор та режисер Роман Віктюк у 2008 році

- Віктюк Роман Григорович, 84, радянський, український і російський актор та режисер, художній керівник Театру Романа Віктюка (1996—2020), Народний артист України (2006), Народний артист Росії (2009); COVID-19[181].
- Гаряєв Петро Петрович, 78, російський науковець, автор псевдонаукової теорії «хвильового геному»[182].
- Пім Дусбург, 77, нідерландський футболіст[183].
- Савченко Степан Григорович, 83, український художник.
- Столбін Олексій Петрович, 98, радянський та український письменник[184].

### 16 листопада
- Анна Кісіль, 59, українська громадська діячка[185].
- Валід Муалем, 79, сирійський політик та дипломат[186].
- Пянида Борис Петрович, 84, радянський та український художник-кераміст[187].
- Садовський Леонід Вікторович, 71, радянський і український режисер та педагог, Заслужений діяч мистецтв України; вбивство[188].
- Чопик Марта Теодорівна, 89, українська поетеса та письменниця[189].

### 15 листопада
- Балкашинов Володимир Святославович, 59, український режисер, актор та театральний діяч[190].
- Березовський Вадим Якимович, 88, радянський і український патофізіолог, фахівець у галузі клінічної фізіології та космічної медицини[191].
- Воєвода Микола Трохимович, 80, український політик.
- Іоан (Тасьяс), 62, ієрарх Православної церкви Еллади, митрополит Лангадаський, Літійський та Рендінський (2010—2020)[192].
- Рей Клеменс, 72, британський футболіст та тренер[193].
- Косолапов Річард Іванович, 90, радянський партійний діяч та соціальний філософ[194].

### 14 листопада

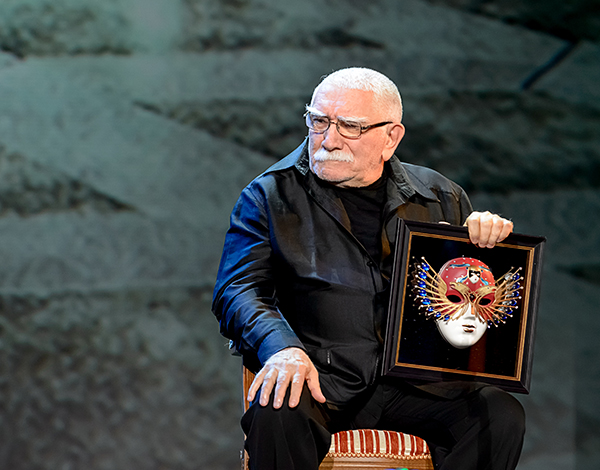
радянський, російський і вірменський актор Армен Джигарханян у 2015 році

- Джигарханян Армен Борисович, 85, радянський, російський і вірменський актор, режисер та педагог, Народний артист СРСР (1985)[195].
- Колінець Володимир Володимирович, 70, український політик, літературознавець та публіцист[196].
- Гасан Муратович, 80, боснійський політик, Прем'єр-міністр Боснії і Герцеговини (1996—1997); COVID-19[197].
- Петровський Мирон Семенович, 88, радянський і український літературознавець та письменник[198].

### 13 листопада
- Виден Апостолов, 79, болгарський футболіст[199].
- Полях Віталій Іванович, 72, український політик[200].
- Пітер Вільям Саткліфф, 74, британський серійний вбивця; COVID-19[201].

### 12 листопада
- Бондаренко Роман Ігорьович, 31, білоруський художник та громадський активіст; вбивство[202].
- Глухарьов Владислав Петрович, 81, радянський футболіст та тренер[203].
- Альберт Квіксолл, 87, британський футболіст[204].

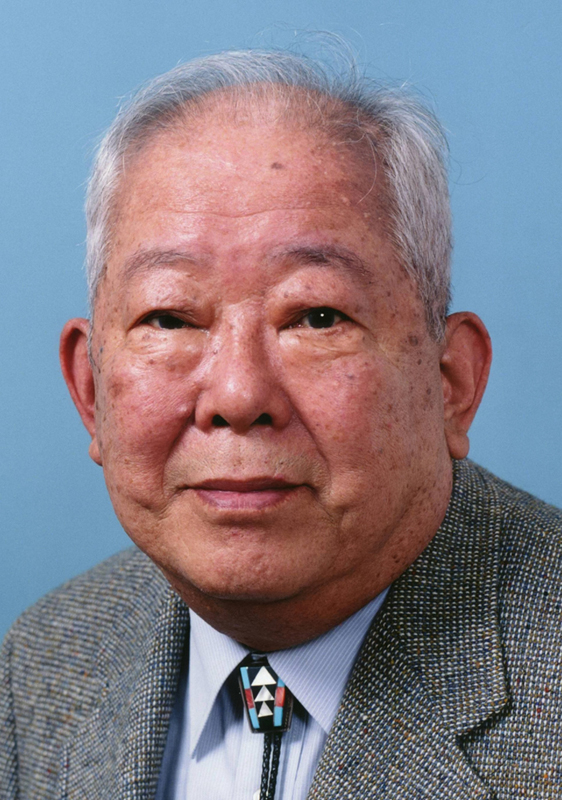
японський фізик Косіба Масатосі у 2002 році

- Косіба Масатосі, 94, японський фізик, лауреат Нобелівської премії з фізики (2002, спільно з Реймондом Девісом)[205].
- Тібор Мерай, 96, угорський журналіст та письменник[206].
- Потапов Леонід Васильович, 85, радянський та російський державний діяч; COVID-19[207].

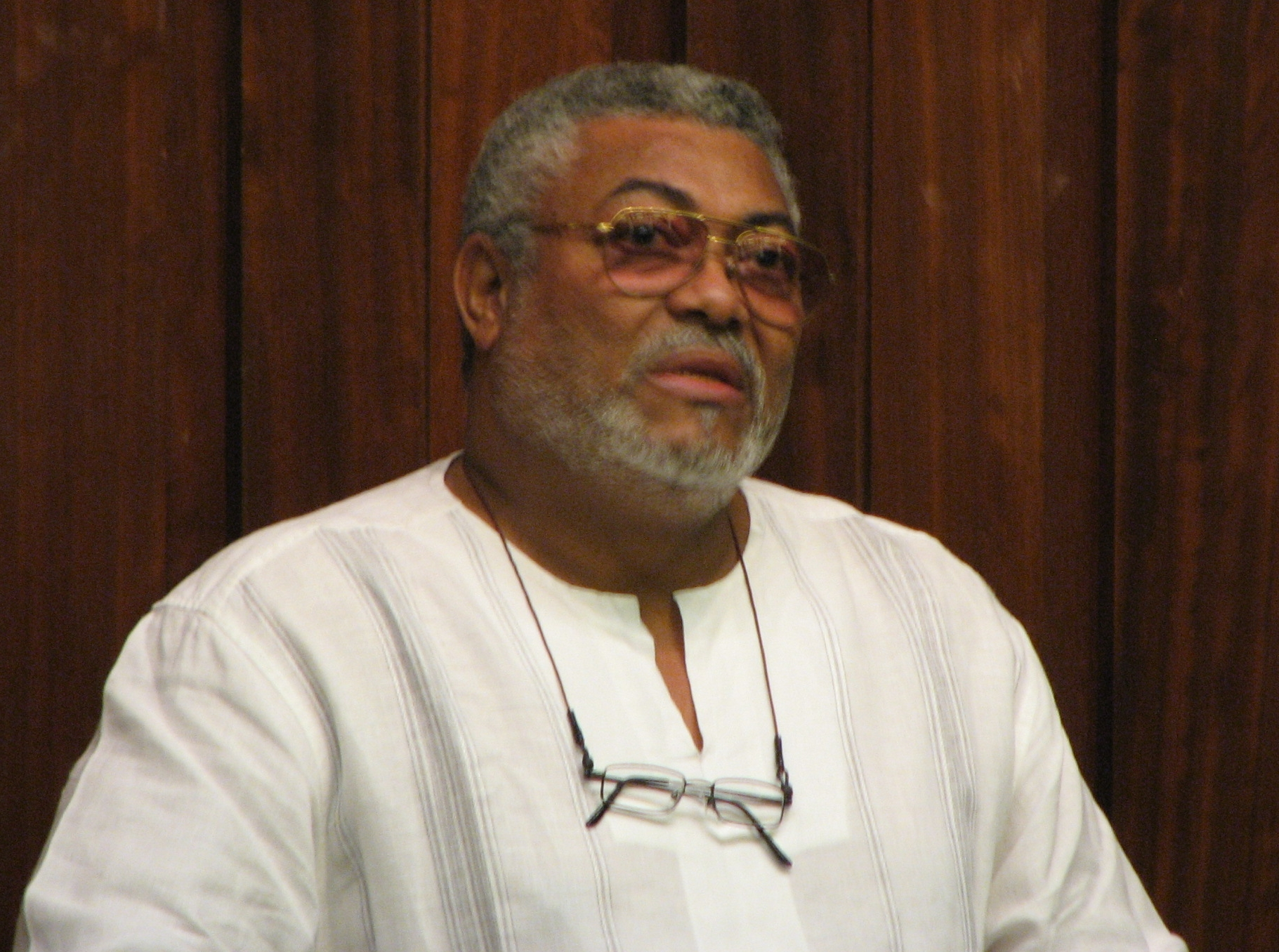
ганський політик, Президент Гани Джеррі Ролінгс у 2009 році

- Джеррі Ролінгс, 73, ганський політик, Президент Гани (1979, 1981—2001); COVID-19[208].
- Чайковський Сергій Михайлович, 78, український музеєзнавець, генеральний директор Національного музею історії України (1997—2015)[209].

### 11 листопада
- Гуревич Борис Михайлович, 83, радянський борець вільного стилю[210].
- Карлос Кампос Санчес, 83, чилійський футболіст[211].
- Джуліана Мінуццо, 88, італійська гірськолижниця[212].
- Халіфа ібн Салман аль-Халіфа, 83, член королівської династії Бахрейну, 1-й Прем'єр-міністр Бахрейну (1970—2020)[213].

### 10 листопада
- Айтхожина Нагіма Абенівна, 74, радянський та казахстанський біолог[214].
- Тоні Вейтерс, 83, британський футболіст та тренер[215].
- Голінатий Петро Миколайович, 81, радянський і український хоровий диригент, композитор та педагог[216].
- Чарльз Корвер, 84, нідерландський футбольний суддя, арбітр ФІФА (1972—1983)[217].
- Діно да Коста, 89, бразильський та італійський футболіст[218].
- Жорді Льопарт Рібас, 68, іспанський каталонський легкоатлет[219].
- Хуан Крус Соль, 73, іспанський футболіст[220].
- Мохорт Микола Антонович, 83, український фармаколог та педагог, Заслужений діяч науки і техніки України (2013).

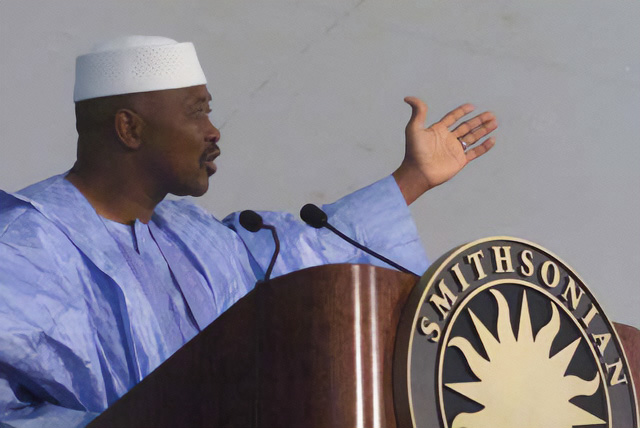
малійський політик, Президент Малі Амаду Тумані Туре у 2004 році

- Амаду Тумані Туре, 72, малійський політик, Президент Малі (1991—1992, 2002—2012)[221].

### 9 листопада
- Фернандо Атцорі, 78, італійський боксер[222].

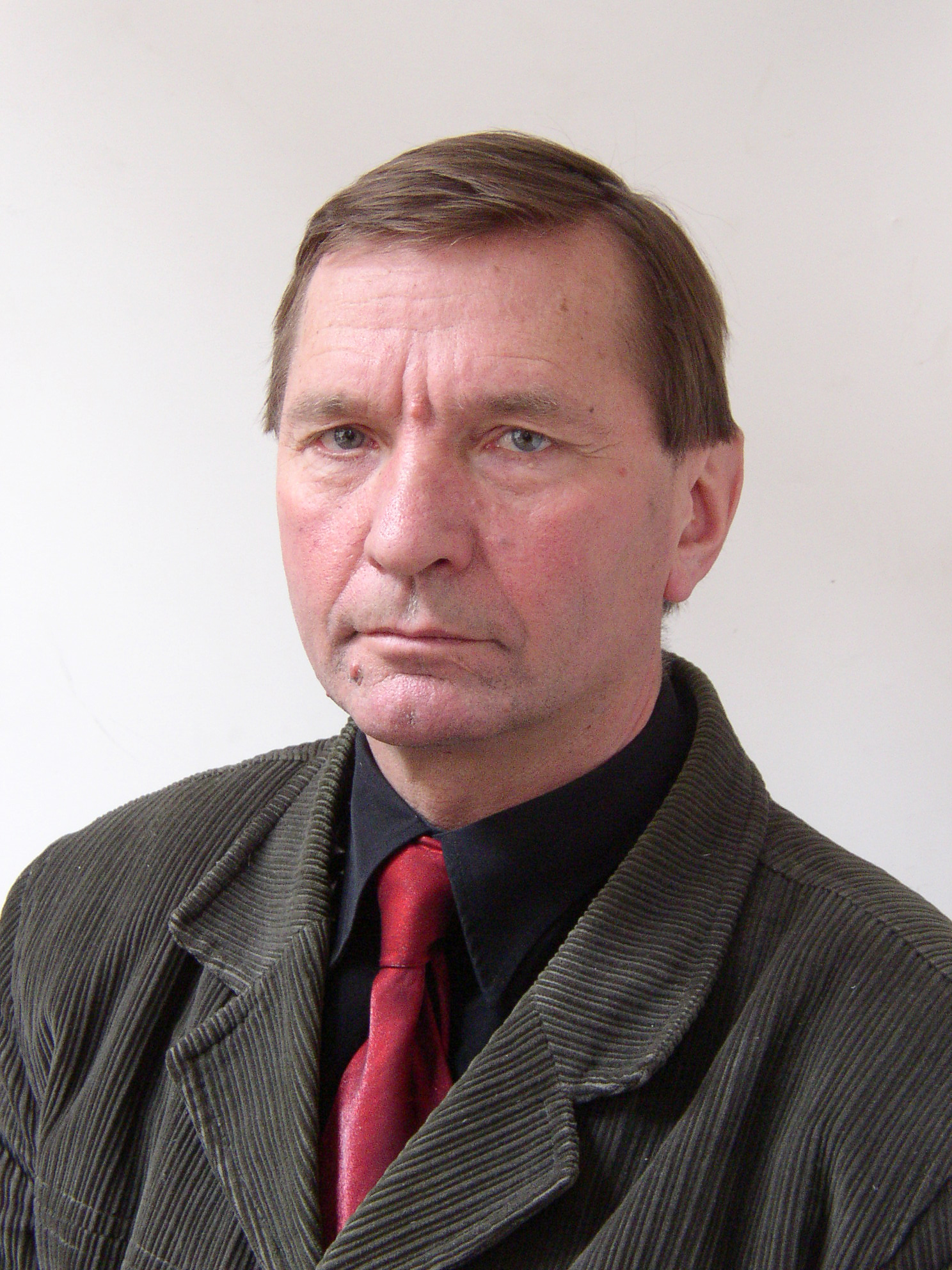
український науковець Віталій Огородніков у 2015 році

- Огородніков Віталій Антонович, 79, радянський і український науковець, винахідник та педагог, Заслужений діяч науки і техніки України (2016)[223].
- Щегельський Антон Григорович, 69, український журналіст та письменник[224].

### 8 листопада
- Оскар Бентон, 71, нідерландський співак та композитор[225].
- Корольов Адлер Степанович, 83, радянський і український художник, письменник та педагог[226].
- Говард Мікер, 97, канадський хокеїст[227].
- Олендер Віктор Петрович, 79, радянський та український режисер-документаліст[228].
- Алекс Требек, 80, американський журналіст та телеведучий[229].

### 7 листопада
- Мінзянов Юрій Аглямзянович, 64, радянський, російський та український продюсер[230].
- Едвард Перкінс, 92, американський дипломат[231].
- Яшина Лариса Іванівна, 79, радянська та російська поетеса[232].
- Глі, 16, кішка, яка народилася і мешкала в Софійському соборі та здобула популярність серед туристів[233].

### 6 листопада
- Білий Юрій Іванович, 69, радянський і російський воєнний діяч та інженер[234].

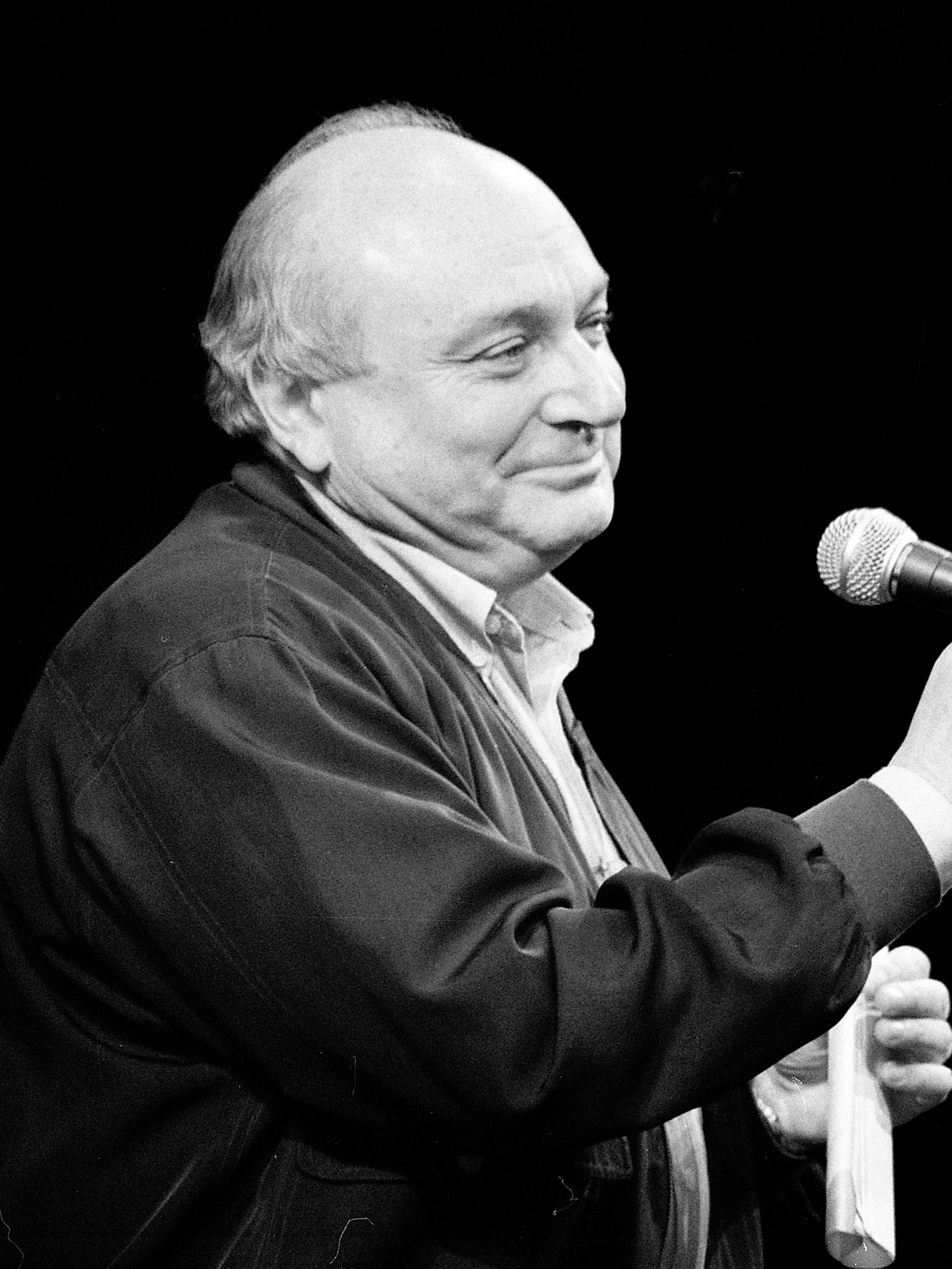
радянський та російський письменник-сатирик Михайло Жванецький у 2017 році

- Жванецький Михайло Михайлович, 86, радянський та російський письменник-сатирик, Народний артист України (1999), Народний артист Росії (2012)[235].
- Натан Зах, 89, ізраїльський поет, перекладач та літературознавець[236].
- Джим Нілсон, 78, канадський хокеїст[237].
- Савченко Олександра Яківна, 78, радянський та український педагог[238].
- Патрік Сєгєджа Чокала, 72, танзанійський політик та дипломат[239].
- Шевченко Юрій Анатолійович, 81, радянський та російський розвідник-нелегал[240].

### 5 листопада
- Біленький Самоїл Міхелевич, 92, радянський та російський фізик[241].
- Романова Наталія Андріївна, 59, українська політична діячка[242].
- Назаров Ігор Миколайович, 43, український актор та режисер[243].

### 4 листопада
- Кен Генслі, 75, британський музикант-мультиінструменталіст, співак та автор пісень[244].
- Кобичик Петро Дмитрович, 75, радянський і український футболіст та футбольний арбітр[245].

### 3 листопада
- Клод Жиро, 84, французький актор[246].

радянський та український історик Анатолій Климов у 2013 році

- Климов Анатолій Олексійович, 72, радянський та український історик[247].
- Хасін Геннадій Борисович, 85, радянський і білоруський футболіст та тренер[248].

### 2 листопада
- Іоан (Бойчук), 63, архієрей Православної церкви України, єпископ Коломийський і Косівський (1997—2013)[249].
- Джіджі Проєтті, 80, італійський актор та співак[250].
- Ризванюк Степан Олексійович, 81, радянський і український філолог, перекладач та дипломат[251].
- Рожок Володимир Іванович, 74, радянський та український хоровий диригент, Народний артист України (2008); COVID-19[252].

### 1 листопада
- Андрійчук Михайло Омелянович, 92, радянський та український художник[253].
- Дон МакДермотт, 90, американський ковзаняр[254].
- Максюта Микола Кирилович, 73, російський політик; COVID-19[255].

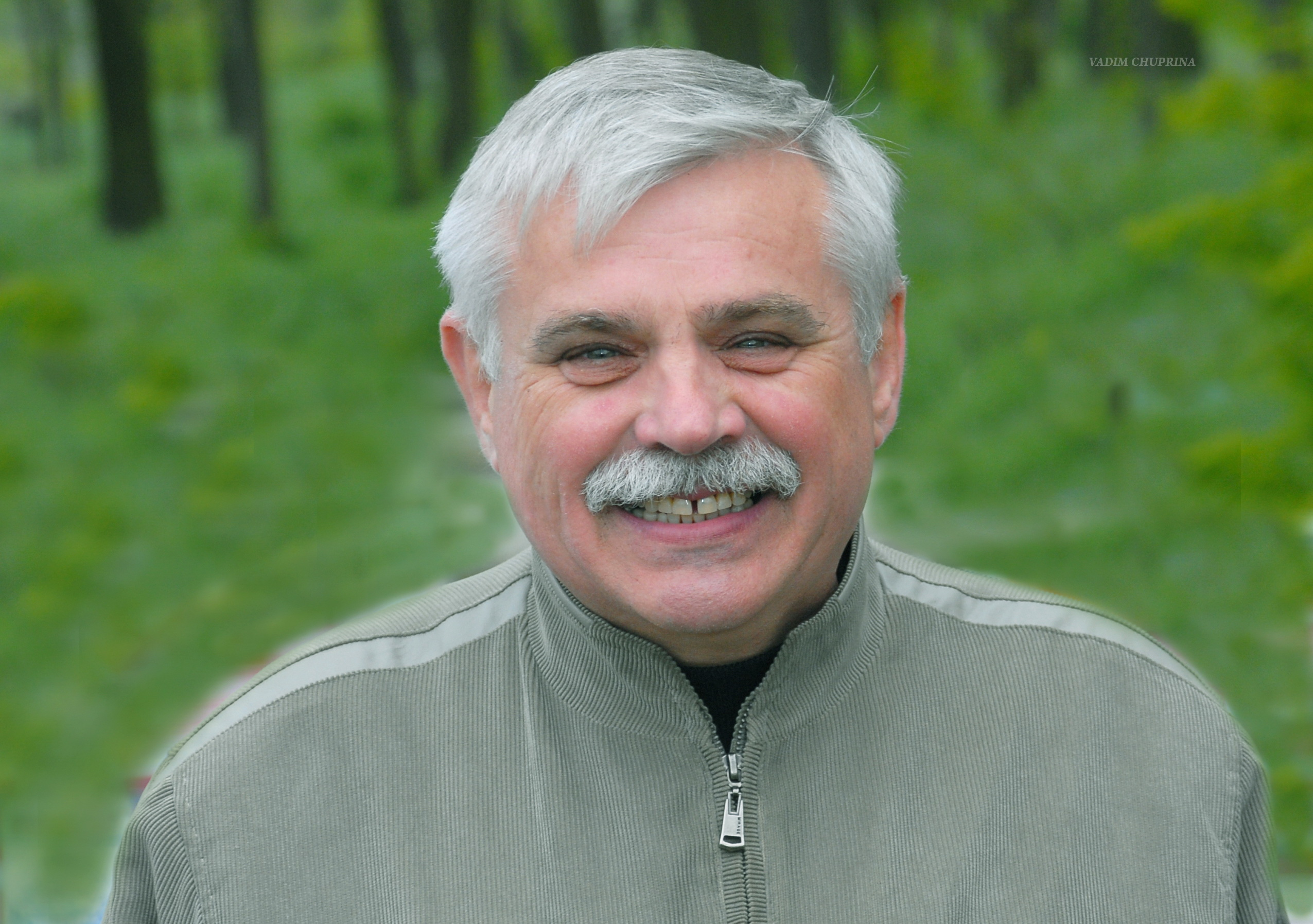
радянський та український актор Олександр Немченко у 2008 році

- Немченко Олександр Дмитрович, 66, радянський та український актор, Заслужений артист Української РСР (1986)[256].
- Туренко Анатолій Миколайович, 80, радянський та український науковець-автотранспортник[257].

## Жовтень

### 31 жовтня
- Єремеєв Валерій Миколайович, 78, радянський і український океанолог та геофізик[258].

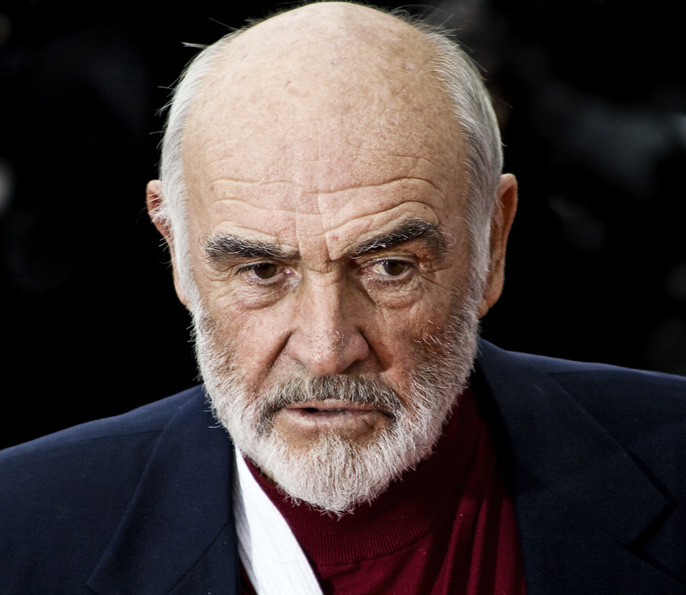
шотландський актор Шон Коннері у 2008 році

- Шон Коннері, 90, шотландський актор та продюсер[259].
- MF Doom, 48, британсько-американський репер, продюсер[260].

### 30 жовтня
- Амфілохій (Радович), 82, єпископ Сербської православної церкви, митрополит Черногорський і Приморський (1990—2020); COVID-19[261].
- Рікардо Блуме, 87, перуанський і мексиканський актор та режисер[262].
- Джентил, 44, американська порноакторка[263].
- Дроботюк Борис Іванович, 78, український художник; COVID-19[264].
- Месут Їлмаз, 72, турецький політик, Прем'єр-міністр Туреччини (1991, 1996, 1997—1999)[265].
- Ноббі Стайлс, 78, британський футболіст[266].
- Роберт Фіск, 74, британський журналіст[267].

### 29 жовтня
- Анжеліка Амон, 53, австрійсько-американський біолог[268].
- Астаф'єв Олександр Григорович, 68, радянський і український поет, критик, літературознавець та перекладач[269].
- Бабич Валерій Георгійович, 67, український підприємець та громадсько-політичний діяч; COVID-19[270].
- Бондаренко Володимир Петрович, 81, радянський та український науковець у галузі матеріалознавства[271].
- Ведерников Олександр Олександрович, 56, радянський та російський диригент; COVID-19[272].
- Вуйчицький Анатолій Станіславович, 83, український господарський діяч, Герой України (2002)[273].
- Думан-Скоп Тетяна Михайлівна, 38, українська художниця[274].
- Славен Замбата, 80, хорватський футболіст[275].
- Ішемгулов Амір Мінніахметович, 60, радянський та російський біолог[276].

### 28 жовтня
- Єгіазарян Гурген Амбарцумович, 72, вірменський політик; COVID-19[277].
- Федорчук Анатолій Соловйович, 60, український політик; COVID-19[278].
- Чибісова Світлана Михайлівна, 93, радянська та українська акторка, Народна артистка Української РСР (1972)[279].

### 27 жовтня
- Войнаренко Михайло Петрович, 70, український економіст; COVID-19[280].
- Гамма Микола Опанасович, 63, радянський та український гастроентеролог, полковник медичної служби Збройних сил України[281].
- Ян Нємєц, 62, єпископ-помічник Кам'янець-Подільської дієцезії РКЦ; COVID-19[282].
- Хільберто Пенайо, 87, парагвайський футболіст[283].
- Присяжнюк Валентин Арсенійович, 82, радянський і український геолог та палеонтолог[284].
- Девід Сайм, 76, шотландський футбольний суддя, арбітр ФІФА (1984—1991)[285].

### 26 жовтня
- Ріхард Адьєй, 37, німецький бобслеїст[286].
- Микитенко Олег Іванович, 91, український літературознавець та перекладач, головний редактор журналу «Всесвіт» (1986—2007)[287].

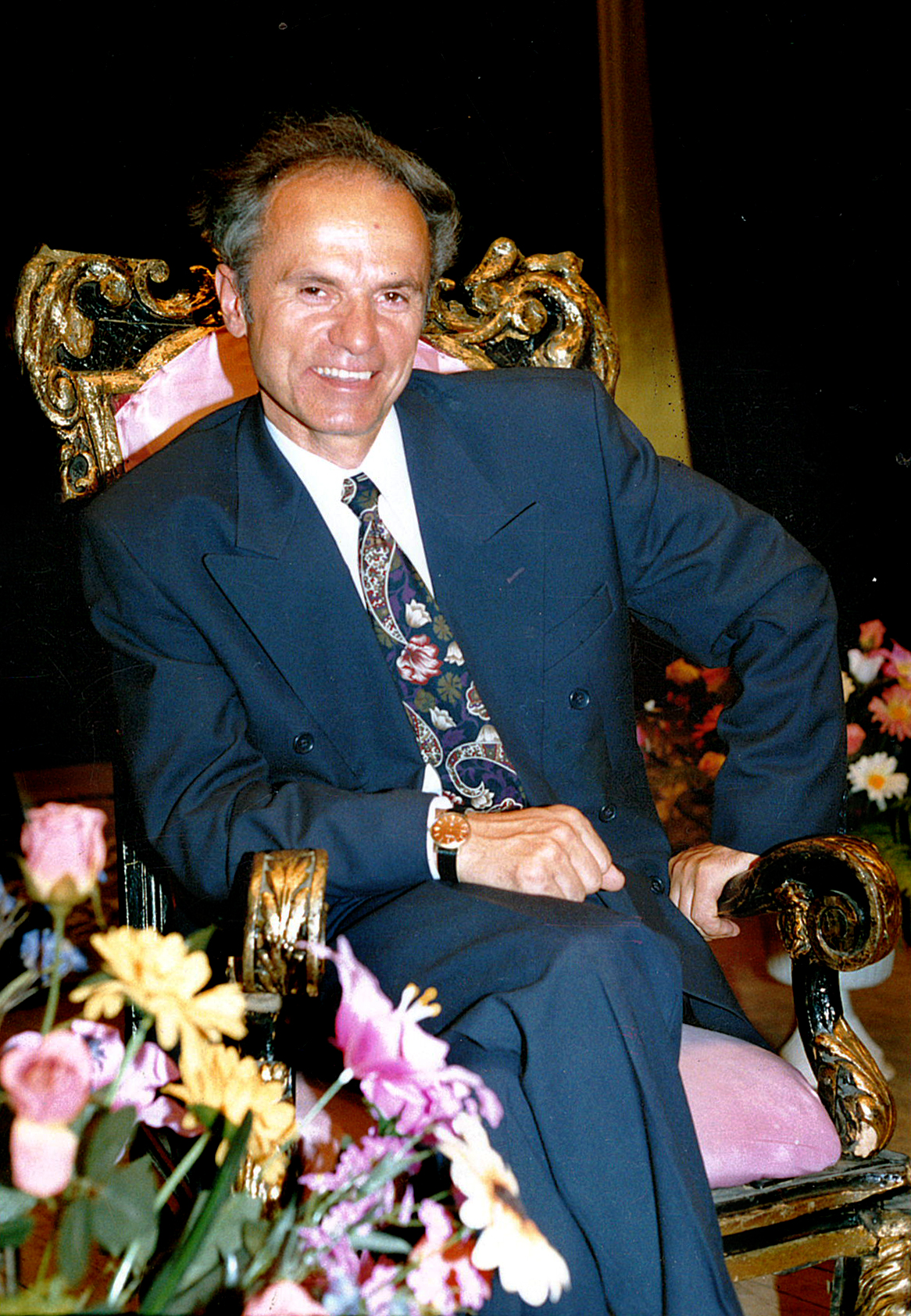
український диригент та композитор Олександр Огороднік

- Огороднік Олександр Володимирович, 73, український диригент та композитор, Народний артист України (1993)[288].
- Ставицький Віктор Михайлович, 82, радянський та український інженер, фахівець у галузі суднобудування[289].

### 25 жовтня
- Бабух Василь Іванович, 77, український журналіст, письменник та поет[290].
- Діана ді Пріма, 86, американська поетеса-бітник, письменниця та видавець[291].
- Славен Летиця, 73, хорватський економіст, політик та письменник[292].
- Павлюк Вадим Антонович, 85, український радянський діяч та науковець[293].

### 24 жовтня
- Воденіктов Іван Георгійович, 88, український радянський діяч[294].
- Абу Мухсін аль-Масрі, 61, єгипетський військовик та терорист[295].
- Мельничук-Мартинюк Сергій Мойсейович, 87, український релігійний діяч та педагог[296].
- Синявська Ірина Максимівна, 63, український педагог; COVID-19[297].
- Твердохліб Людмила Григорівна, 91, українська волонтерка та поетеса[298].

### 23 жовтня
- Новіков Володимир Павлович, 62, український хімік[299].

### 22 жовтня
- Недопьокін Федір Вікторович, 71, радянський та український фізик[300].
- Стойко Степан Михайлович, 100, український ботаніко-географ[301].

### 21 жовтня
- Смирнов Дмитро Миколайович, 69, російський релігійний та громадський діяч; COVID-19[302].
- Віола Сміт, 107, американська барабанщиця[303].
- Тітов Юрій Миколайович, 40, український поет; COVID-19[304].
- Мардж Чемпіон, 101, американська танцівниця та акторка[305].

### 20 жовтня
- Бруно Мартіні, 58, французький футболіст[306].
- Мочанов Юрій Олексійович, 85, радянський та російський археолог[307].
- Ребенок Павло Олексійович, 40, латвійський юрист та політик; вбивство[308].
- Джеймс Ренді, 92, американський ілюзіоніст та науковий скептик[309].

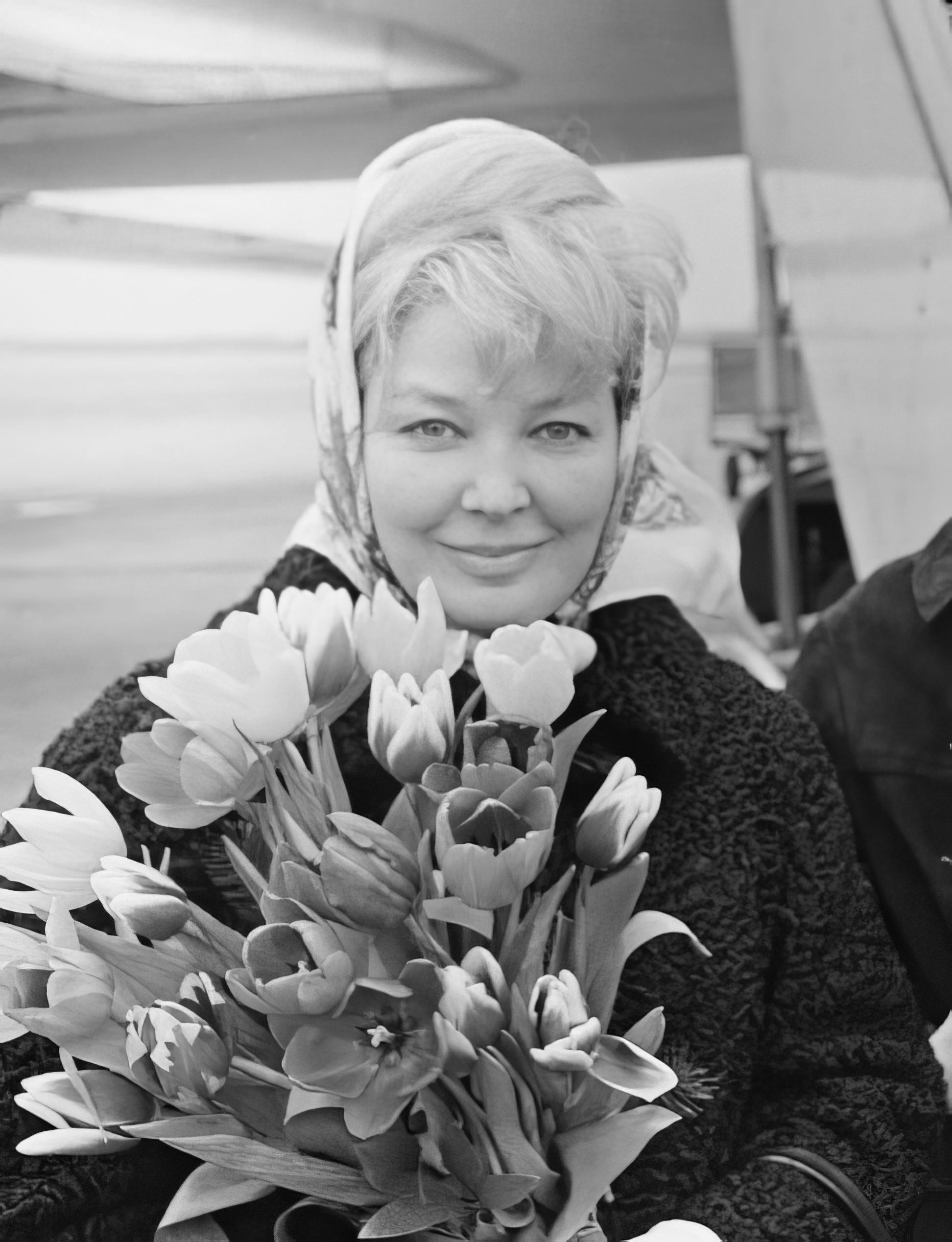
радянська та російська акторка Ірина Скобцева у 1966 році

- Скобцева Ірина Костянтинівна, 93, радянська та російська акторка, Народна артистка Росії (1974)[310].

### 19 жовтня
- Спенсер Девіс, 81, британський музикант[311].
- Ковтуненко Валерій Іванович, 69, український актор, композитор та поет, Народний артист України (2004)[312].
- Пашук Андрій-Ярослав Іванович, 93, український філософ та педагог, Заслужений діяч науки і техніки України (1999)[313].

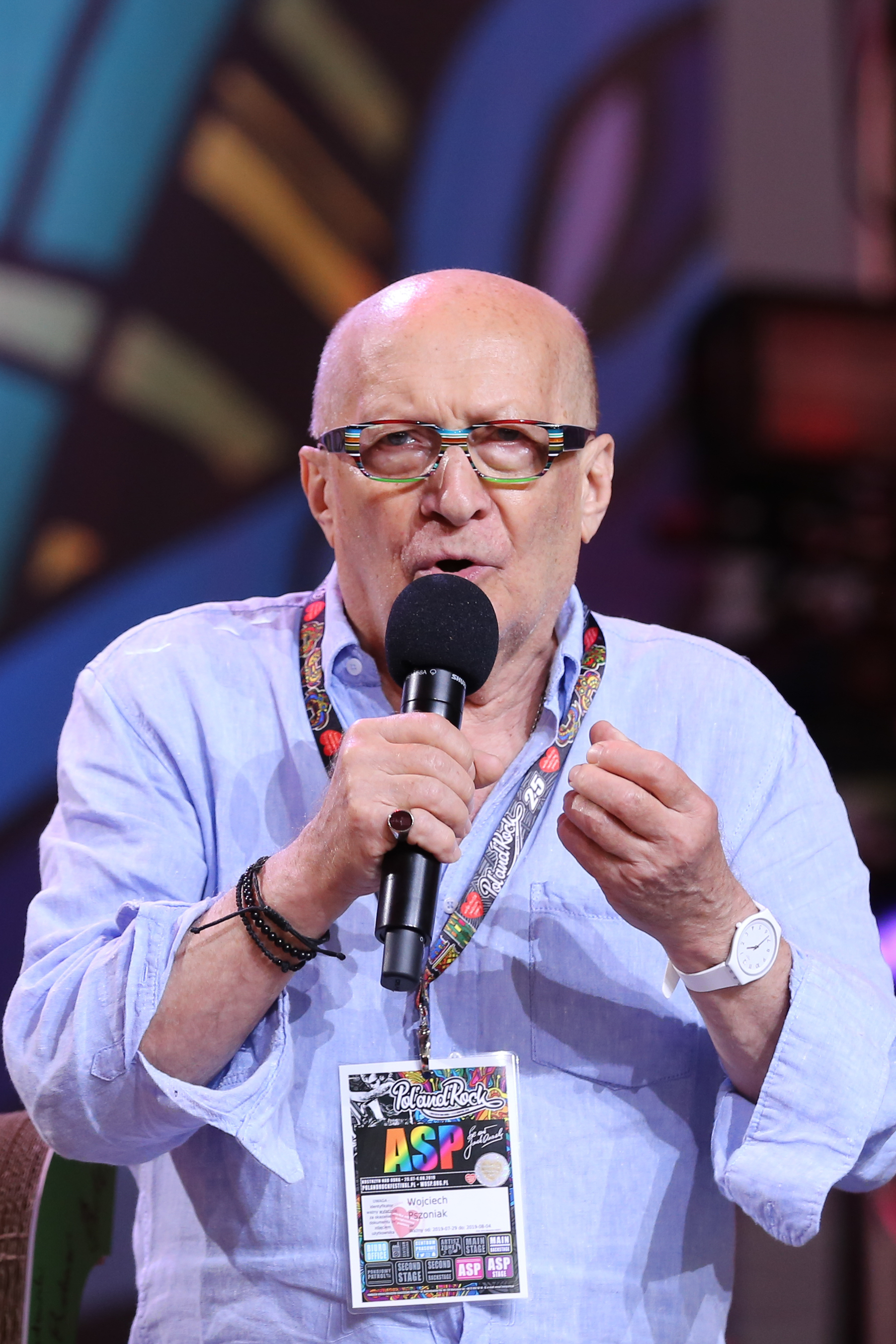
польський актор Войцех Пшоняк у 2019 році

- Войцех Пшоняк, 78, польський актор[314].
- Феодосій (Лазор), 86, американський релігійний діяч українського походження, ієрарх Православної церкви в Америці, архієпископ Вашингтонський, митрополит всієї Америки та Канади (1977—2002)[315].

### 18 жовтня
- Кобушкін Олександр Петрович, 75, радянський та український фізик[316].
- Посацький Богдан Степанович, 78, український архітектор та фотохудожник[317].
- Рене Фельбер, 87, швейцарський політик, Президент Швейцарії (1992)[318].
- Ян Ханас, 86, польський астроном[319].

### 17 жовтня
- Грушко Валерій Сергійович, 60, український кардіолог, науковець у галузі валеології та психології здоров'я[320].
- Іоанникій (Кобзєв), 82, єпископ УПЦ, митрополит Луганський і Алчевський (2007—2012)[321].
- Сивак Іван Степанович, 68, український релігійний діяч та поет[322].
- Шем'ї-заде Айдин Ешрефович, 87, кримськотатарський письменник, поет та математик; COVID-19[323].

### 16 жовтня
- Вітченко Дмитро Іванович, 83, український актор, Народний артист України (2005)[324].
- Геннадій (Зервос), 83, єпископ Константинопольської православної церкви, митрополит Італійський (1996—2020)[325].
- Руді Гоффманн, 85, німецький футболіст[326].
- Зільберман Михайло Анатолійович, 68, радянський та російський кінопродюсер[327].
- Кирпичников Анатолій Миколайович, 91, радянський та російський археолог[328].
- Нікітенко Віктор Васильович, 82, український радянський діяч[329].

### 15 жовтня
- Соня Рутстрем-Едстрем, 89, шведська лижниця[330].
- Фамбаре Уаттара Натчаба, 75, тоголезький політик[331].

### 14 жовтня
- Курінний Микола Іванович, 73, радянський і український футболіст та тренер[332].

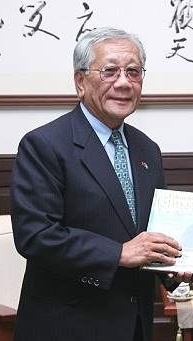
палауанський політик, Президент Палау Куніо Накамура у 2007 році

- Куніо Накамура, 76, палауанський політик, Президент Палау (1993—2001)[333].
- Пономарів Олександр Данилович, 84, український лінгвіст, публіцист, переклад та громадський діяч[334].

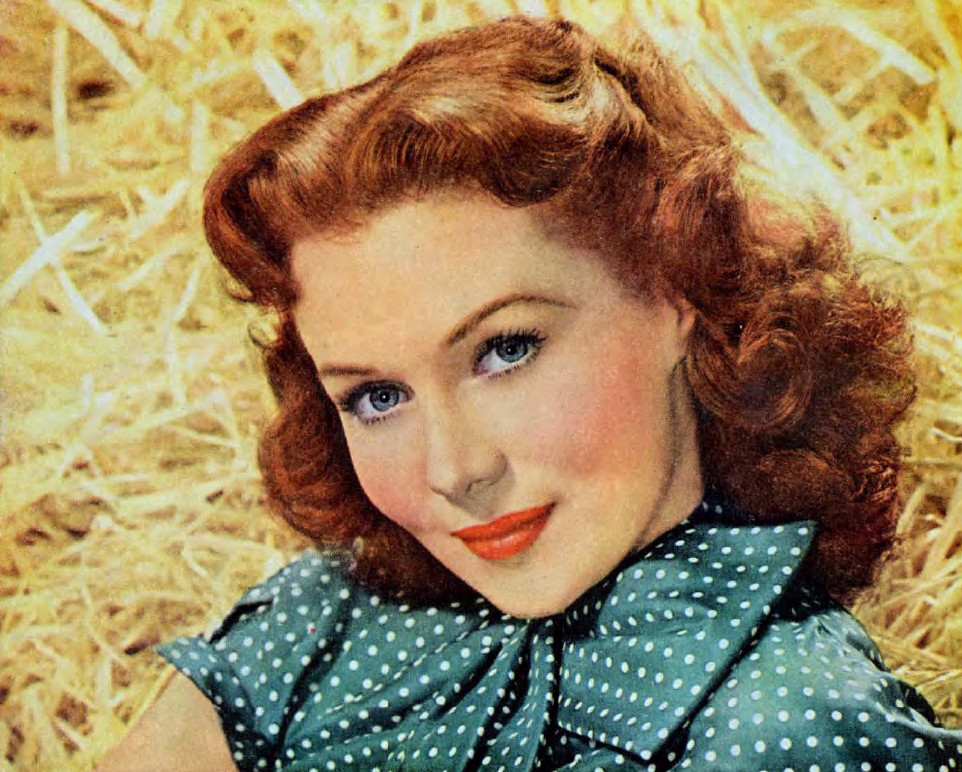
американська акторка Ронда Флемінг у 1951 році

- Ронда Флемінг, 97, американська акторка та співачка[335].

### 13 жовтня
- Едвард Меєр, 91, американський воєначальник, 29-й начальник штабу Армії США (1979—1983)[336].
- Узбекова Дінара Галієвна, 87, радянський та російський фармаколог[337].
- Saint Dog, 44, американський репер[338].

### 12 жовтня
- Голуб Юрій Володимирович, 72, білоруський письменник, поет та перекладач[339].
- Роберта Маккейн, 108, американська громадська діячка та світська особа[340].
- Літоква Томеінг, 80, політик та Президент Маршаллових Островів (2008—2009)[341].
- Кончата Феррелл, 77, американська акторка[342].

### 11 жовтня
- Міха Ремец, 92, словенський письменник-фантаст та журналіст[343].
- Романюк Антон Йосипович, 84, український педагог та громадський діяч[344].

### 10 жовтня

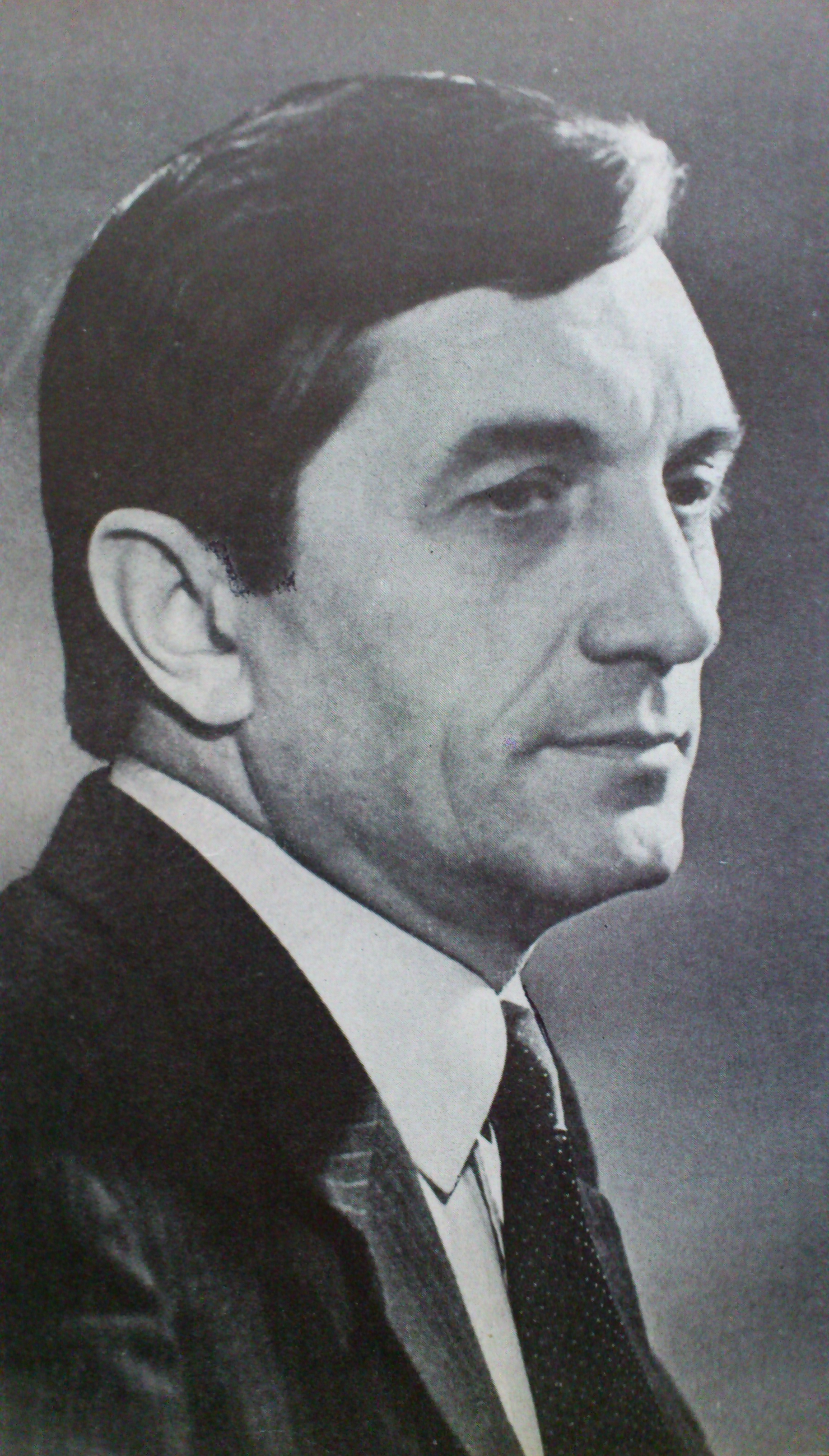
український поет Анатолій Кравченко

- Кравченко Анатолій Іванович, 83, український поет, публіцист та перекладач[345].
- Кульков Василь Сергійович, 54, радянський і російський футболіст та тренер[346].
- Петренко Микола Євгенович, 94, український письменник, поет та драматург; COVID-19[347].

### 9 жовтня
- Ковтун Михайло Фотійович, 83, радянський та український біолог, фахівець у галузі еволюційної морфології[348].
- Лаппо Георгій Михайлович, 97, радянський та російський географ-урбаніст[349].
- Жучок Володимир Григорович, 71, український педагог та краєзнавець[350].

### 8 жовтня
- Браян Локінг, 81, британський музикант[351].
- Мухаммед Реза Шаджарян, 80, іранський співак та композитор[352].

### 7 жовтня
- Долгих Володимир Іванович, 95, радянський та російський державний діяч[353].
- Маріо Моліна, 77, мексиканський хімік, лауреат Нобелівської премії з хімії (1995, спільно з Шервудом Роулендом та Паулем Крутценом)[354].

### 6 жовтня
- Едді Ван Хален, 65, американський гітарист[355].
- Рут Клюґер, 88, австрійсько-американська письменниця-мемуаристка, педагог та літературний критик[356].

### 5 жовтня
- Андреєв Олександр Петрович, 97, радянський воєначальник, генерал-полковник авіації[357].
- Олійник Ярослав Богданович, 67, радянський та український економіко-географ, Заслужений діяч науки і техніки України (2002); COVID-19[358].

### 4 жовтня
- Гунтер де Бройн, 93, німецький письменник[359].
- Козій Ярослав Васильович, 63, український педагог та громадський діяч[360].

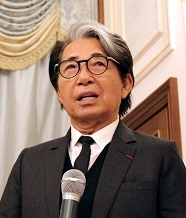
японський та французький модельєр Кендзо Такада у 2017 році

- Кендзо Такада, 81, японський та французький модельєр, засновник бренду Kenzo; COVID-19[361].

### 3 жовтня
- Армелія Макквін, 68, американська акторка та співачка[362].
- Следзь Володимир Вікторович, 56, український архітектор; COVID-19[363].
- Карел Фіала, 95, чеський оперний співак (тенор) та актор[364].

### 2 жовтня
- Кальянов Олександр Іванович, 73, радянський і російський звукорежисер, співак, композитор та актор[365].
- Кушкова-Шевченко Лідія Степанівна, 81, українська акторка та режисерка, Народна артистка Української РСР (1979); COVID-19[366].
- Славіна Ірина В'ячеславівна, 47, російська журналістка та громадська діячка[367].
- Фізер Іван Васильович, 67, український художник та скульптор[368].

### 1 жовтня

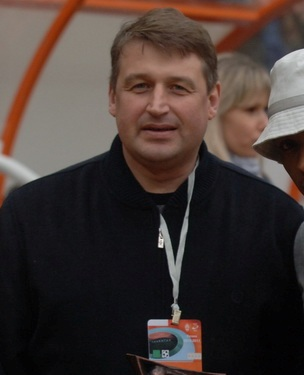
український футболіст та тренер Сергій Ателькін у 2011 році

- Ателькін Сергій Валерійович, 48, український футболіст та тренер[369].
- Доріченко Олесь Васильович, 84, український поет, письменник та художник; дата повідомлення про смерть[370].

## Вересень

### 30 вересня
- Венжинович Іван Федорович, 51, український терапевт; COVID-19[371].
- Хоакін Сальвадор Лавадо (Кі́но), 88, аргентинський художник-карикатурист[372].

### 29 вересня
- Астер Беркхоф, 100, бельгійський письменник та журналіст[373].
- Тімоті Рей Браун, 54, американець, який вважається першою людиною, що вилікувалася від ВІЛ/СНІДу[374].
- Ісідора Жебелян, 53, сербський композитор та диригентка[375].
- Гелен Редді, 78, австралійська співачка, композитор та акторка[376].
- Сабах аль-Ахмед аль-Джабер ас-Сабах, 91, емір Кувейту (2006—2020)[377].
- Сілва Батута, 80, бразильський футболіст; COVID-19[378].
- Шпеник Отто Бартоломійович, 82, радянський та український фізик; COVID-19[379].

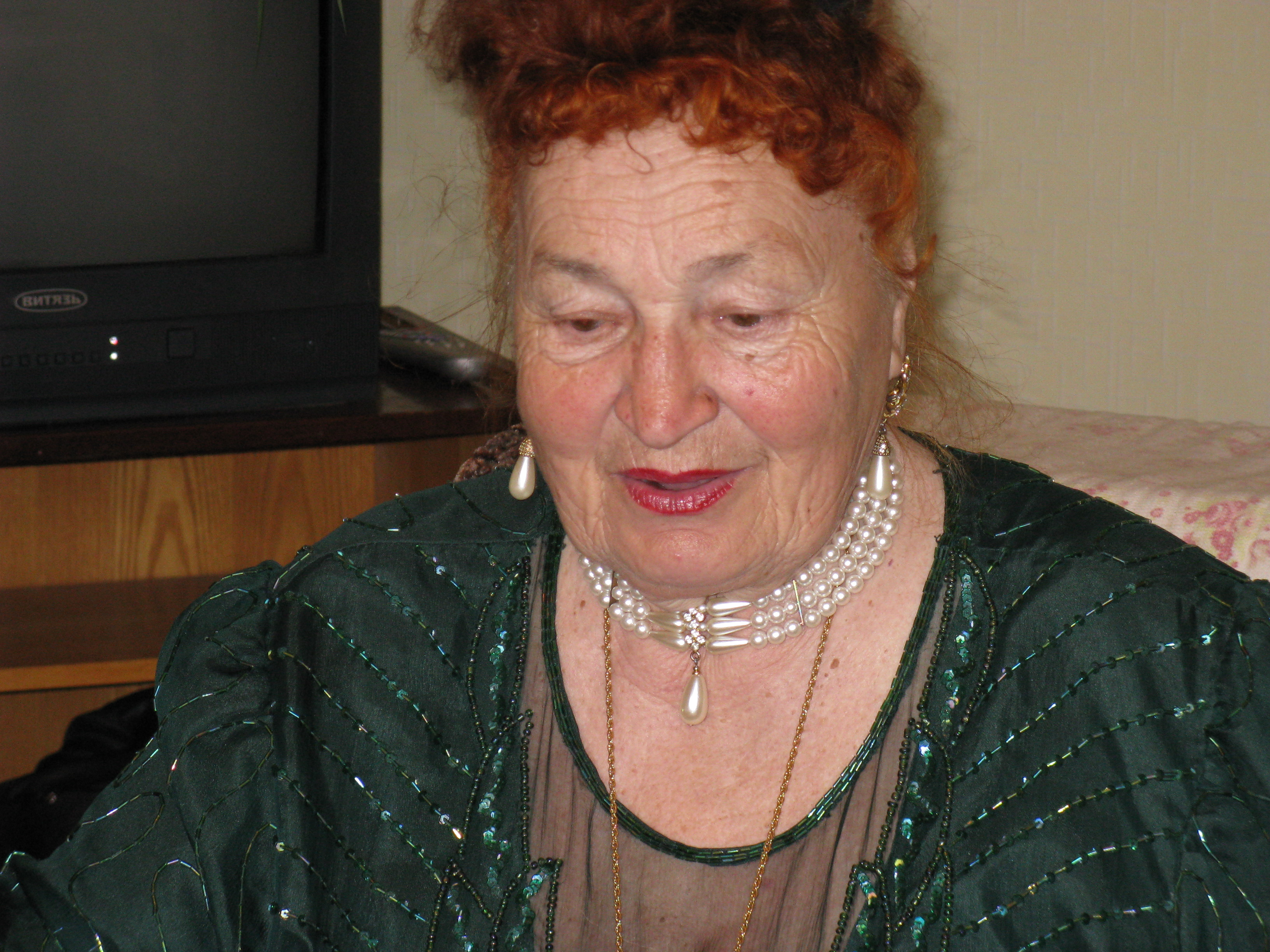
український педагог Софія Ярова у 2009 році

- Ярова Софія Григорівна, 95, український педагог, член комісії з увічнення пам'яті жертв Бабиного Яру, голова Асоціації Праведників народів світу та Праведників Бабиного Яру у Києві[380].

### 28 вересня
- Марущенко Віктор Іванович, 74, український фотограф, фотохудожник, арт-критик[381].
- Нечвоглод Микола Миколайович, 85, радянський та український художник[382].
- Польовий Лазар Львович, 92, молдовський радянський історик-медієвіст, археолог і нумізмат. Доктор історичних наук (1989)[383].

### 27 вересня
- Джон Барроу, 67, британський астрофізик[384].
- Вольфганг Клемент, 80, німецький політик[385].
- Орлов Юрій Федорович, 96, радянський та американський фізик[386].
- Осетинський Олег Євгенович, 83, радянський і російський сценарист, письменник та режисер-документаліст[387].
- Пліскановський Станіслав Тихонович, 91, український вчений-металург та політик[388].

### 26 вересня
- Жак Берлє, 75, бельгійський футболіст[389].

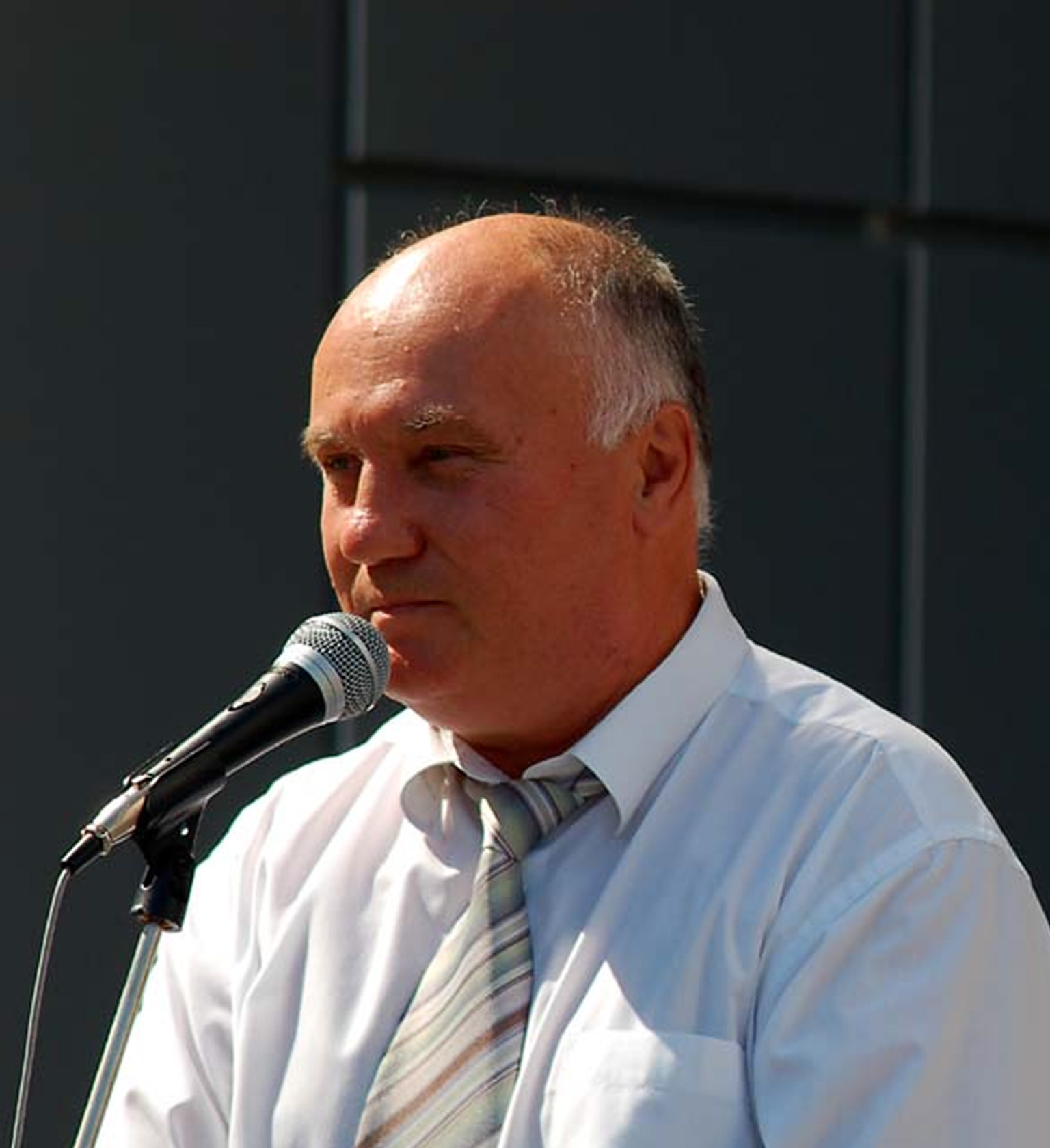
український політичний та громадський діяч Іван Салій у 2007 році

- Салій Іван Миколайович, 76, український політичний та громадський діяч, економіст[390].

### 25 вересня
- Боднар Юрій Васильович, 65, український художник; COVID-19[391].
- Ерль Володимир Ібрагімович, 73 російський поет та письменник[392].
- Стріла Микола Філонович, 85, український радянський діяч[393].

### 24 вересня
- Закалюжний Мирослав Миколайович, 79, український філолог[394].

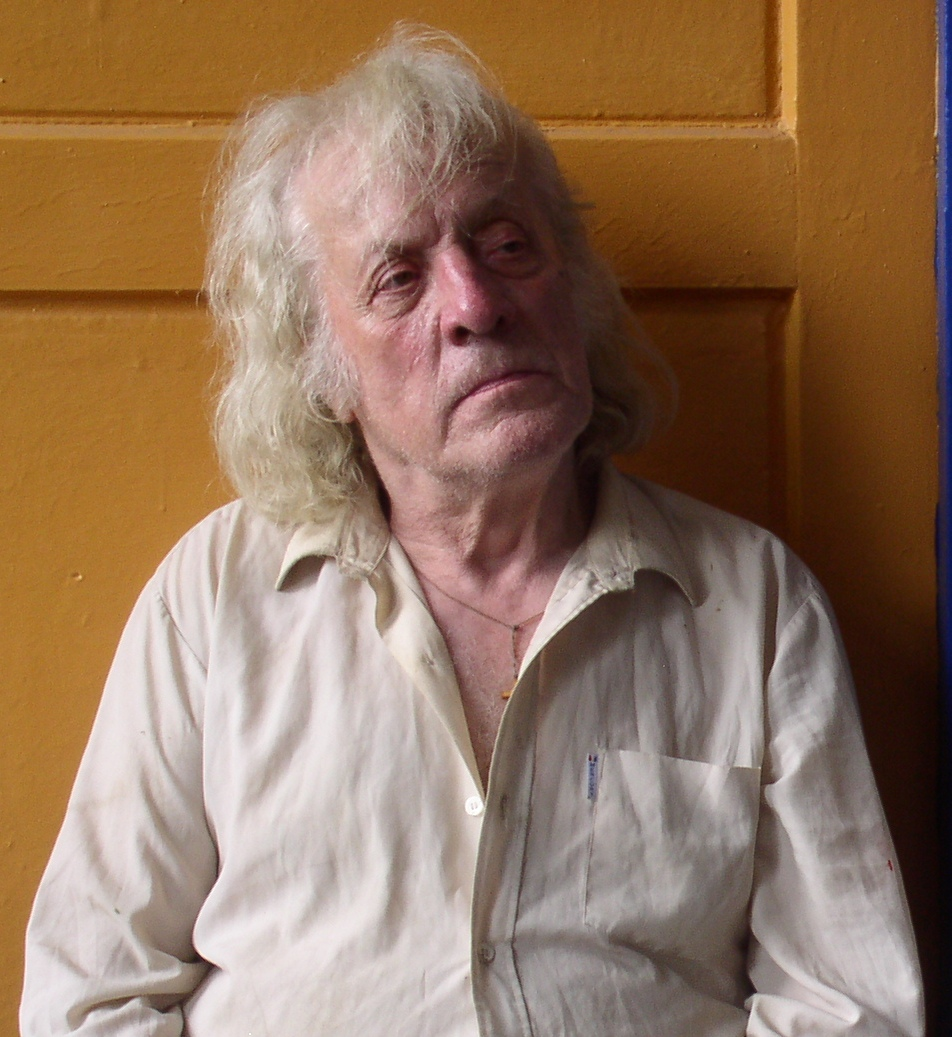
радянський та український художник Михайло Чорний у 2011 році

- Чорний Михайло Никифорович, 86, радянський та український художник[395].

### 23 вересня

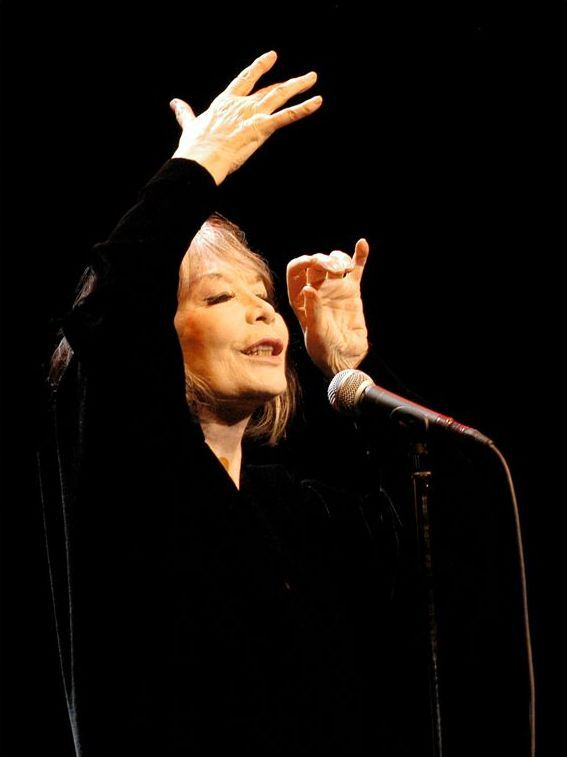
французька співачка та акторка Жульєт Греко у 2006 році

- Жульєт Греко, 93, французька співачка та акторка[396].

### 22 вересня
- Кейт Крейґ-Вуд, 43, британська підприємния у галузі IT[397].
- Агне Сімонссон, 84, шведський футболіст[398].
- Ячмінський Володимир Дмитрович, 84, український актор, співак (тенор). Народний артист України (1996)[399].

### 21 вересня
- Булах Андрій Глібович, 87, російський радянський вчений у галузі мінералогії[400].
- Артур Ешкін, 98, американський фізик, лауреат Нобелівської премії з фізики (2018, спільно з Жераром Муру та Донною Стрікленд)[401].
- Майкл Лонсдейл, 89, французький актор та режисер[402].
- Боб Невін, 82, канадський хокеїст[403].
- Поляков Микола Вікторович, 74, український математик[404].

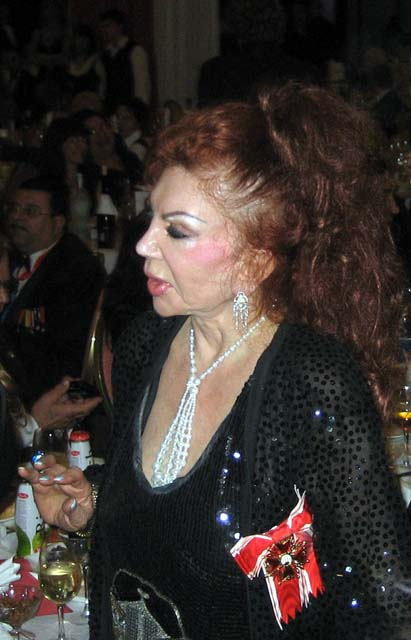
американська світська особа та акторка Жаклін Сталлоне у 2008 році

- Жаклін Сталлоне, 98, американська світська особа, астролог та акторка[405].
- Анг Рита Шерпа, непальський альпініст[406].

### 20 вересня
- Брицький Петро Павлович, 89, український історик та публіцист[407].
- Жежер Анатолій Михайлович, 82, радянський та український художник[408].
- Ефрам М'Бом, 66, камерунський футболіст[409].
- Подчос Григорій Степанович, 77, радянський і український господарський діяч та політик[410].
- Майкл Чепмен, 84, американський кінооператор[411].

### 19 вересня
- Ел Ланглуа, 85, канадський хокеїст[412].

### 18 вересня
- Бастрига Іван Михайлович, 82, український політик та промисловець[413].

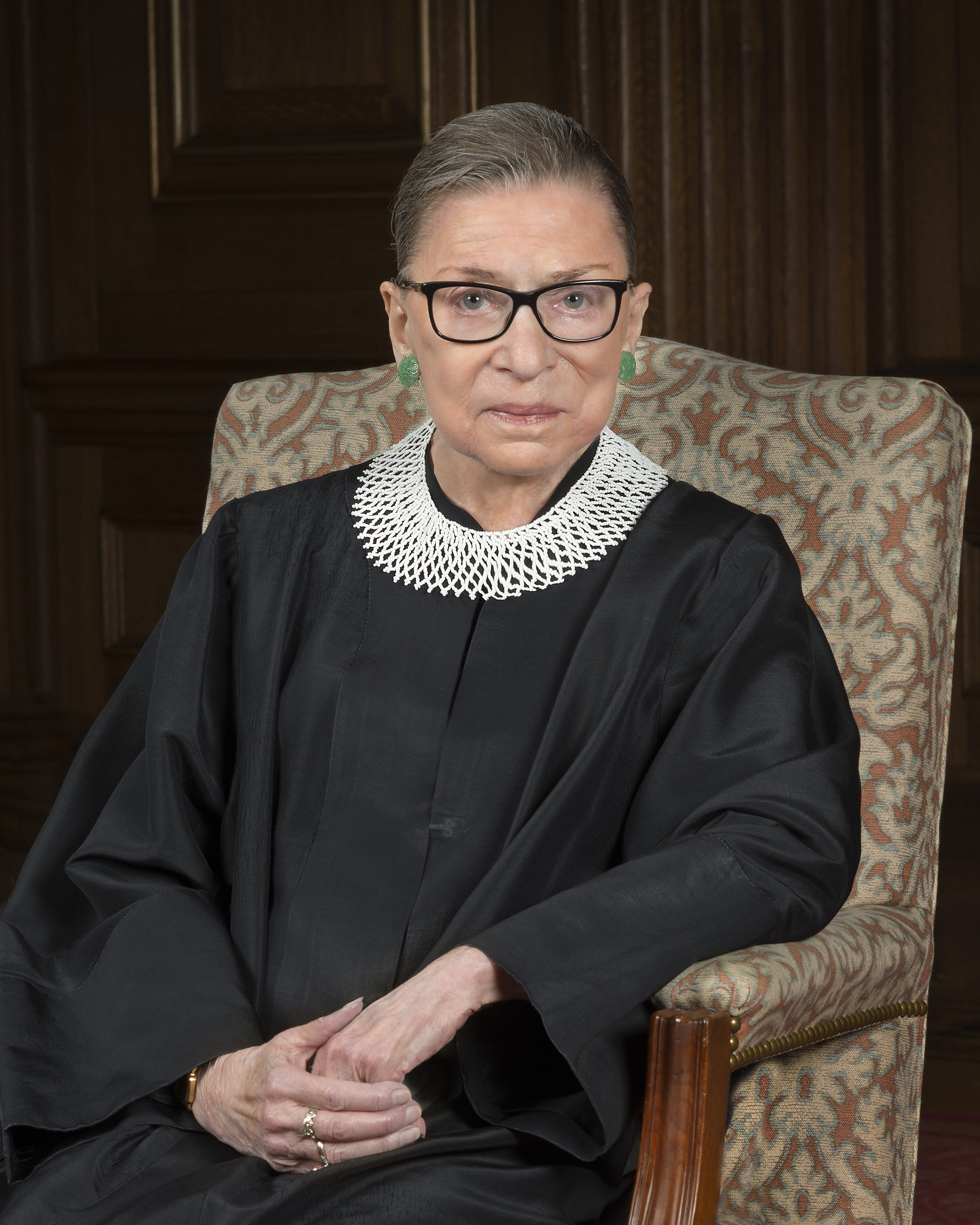
суддя Верховного суду США Рут Бейдер Гінзбург у 2016 році

- Рут Бейдер Гінзбург, 87, американський юрист, суддя Верховного суду США[414].
- Стівен Коен, 81, американський історик[415].
- Кондратюк Володимир Андрійович, 84, український науковець у галузі гігієни та екології[416].
- Анджей Пітинські, 73, польсько-американський скульптор-монументаліст[417].
- Джон Тернер, 91, канадський юрист та державний діяч, Прем'єр-міністр Канади (1984)[418].
- Шведюк Валерій Самойлович, 74, радянський і український футболіст та тренер[419].
- Щириця Павло Степанович, 82, радянський та український кінооператор[420].

### 17 вересня
- Лютик Мірча Савович, 81, український румунськомовний письменник[421].
- Лідія Матіяшек, 58, американська культурно-громадська діячка українського походження[422].
- Любош Перек, 101, чеський астроном[423].
- Притика Дмитро Микитович, 78, український юрист та політик[424].

### 16 вересня
- Вінстон Грум, 77, американський письменник[425].
- Гутник Іван Пантелійович, 94, український радянський діяч[426].
- Енріке Іразокі, 76, іспанський актор та вчений у галузі інформатики[427].
- Левченко Олексій Олексійович, 72, український художник кіно, режисер та сценарист[428].
- Марцинкевич Максим Сергійович, 36, російський відеоблогер неонацистського напрямку; вбивство[429][430][431].
- Стадник Олександр Михайлович, 57, український громадський діяч[432].

### 15 вересня
- Момчило Країшник, 75, боснійський політик; COVID-19[433].
- Муса Траоре, 83, малійський політичний діяч, Президент Малі (1968—1991)[434].
- Харьков Леонід Вікторович, 77, український науковець у галузі хірургічної стоматології[435].
- Шишка Олександр Володимирович, 77, український історик та краєзнавець[436].

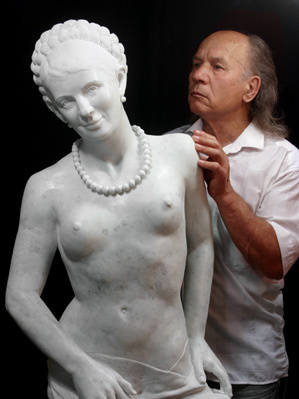
український скульптор та художник Микола Шматько у 2008 році

- Шматько Микола Гаврилович, 77, український скульптор та художник[437].

### 14 вересня
- Веслав Амброс, 69, польський кулінарний критик[438].

### 12 вересня
- Навід Афкарі, 27, іранський борець; страта[439].
- Горстков Євген Миколайович, 70, радянський російський боксер та рефері[440].

### 11 вересня
- Богатиренко Юрій Кирилович, 88, радянський і український художник кіно та художник-постановник[441].
- Сагалов Зиновій Володимирович, 89, український драматург, письменник та сценарист[442].
- Надім Шакер, 61, іракський футболіст та тренер; COVID-19[443].

### 10 вересня

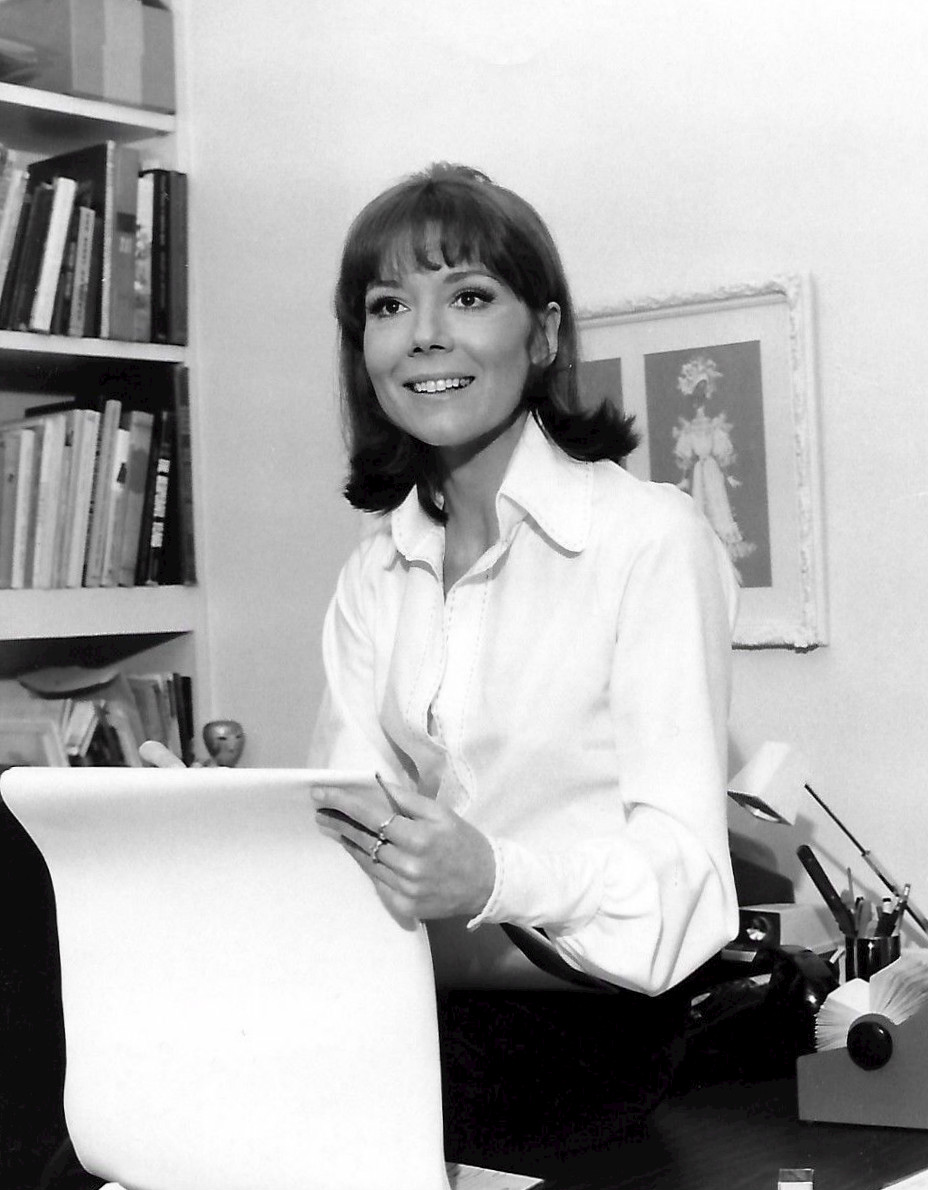
британська акторка Діана Рігг у 1973 році

- Діана Рігг, 82, британська акторка[444].

### 9 вересня
- Алан Мінтер, 69, британський боксер[445].
- Янтар Денис Андрійович, 31, український громадський діяч[446].

### 8 вересня
- Рональд Гарвуд, 85, британський письменник, драматург та сценарист[447].
- Воен Джонс, 67, новозеландський та американський математик[448].

### 7 вересня
- Абдул Кадир Баджамал, 74, єменський політичний діяч, Прем'єр-міністр Ємену (2001—2007)[449].
- Громцев Валерій Павлович, 71, український композитор, Заслужений діяч мистецтв України (2009)[450].
- Козій Микола Тимофійович, 79, український актор дубляжу, диктор, теле-радіоведучий та журналіст[451].
- Колтаков Сергій Михайлович, 64, радянський та російський актор[452].
- Альфред Рідль, 70, австрійський футболіст та тренер[453].

### 6 вересня
- Бєляєв Сергій Миколайович, 60, казахстанський спортсмен-стрілець та тренер з кульової стрільби[454].
- Когтянц Костянтин Артемович, 64, український журналіст та письменник[455].

### 5 вересня
- Їржі Менцель, 82, чеський режисер та сценарист; COVID-19[456].
- Мар'ян Яворський, 94, український кардинал, архиєпископ-митрополит Львівський (1991—2008)[457].

### 4 вересня
- Джо Вільямс, 85, політичний діяч та Прем'єр-міністр Островів Кука (1999); COVID-19[458].
- Іскандарова Ханіфа Сіражівна, 92, радянський та російський педагог, Народний вчитель СРСР (1982)[459].

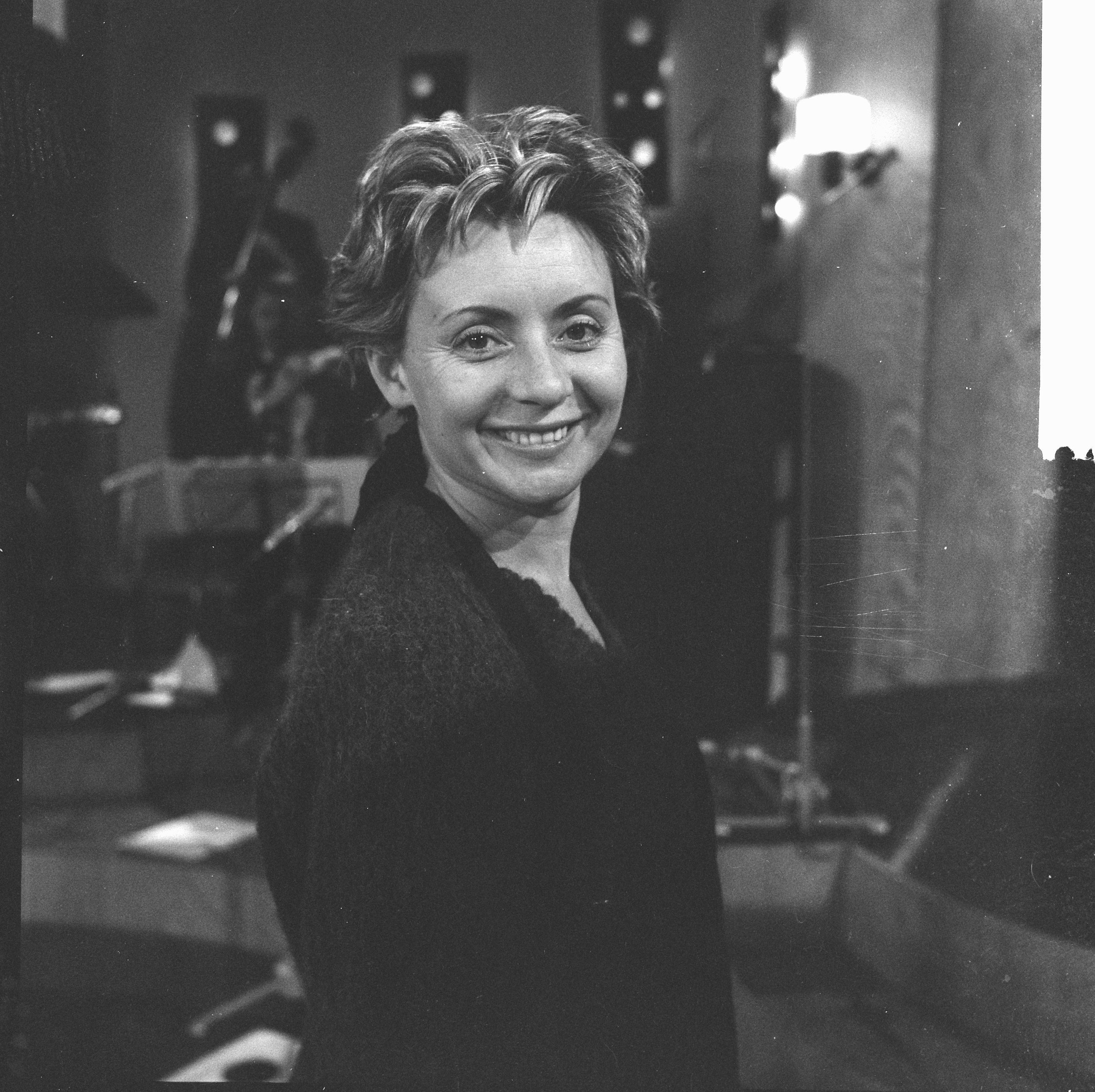
бельгійська співачка та акторка Анні Корді у 1961 році

- Анні Корді, 92, бельгійська співачка та акторка[460].
- Дмитро Свєтушкін, 40, молдовський шахіст, гросмейстер (2002); самогубство[461].
- Алекс Семенець, 30, канадський футболіст українського походження; дата повідомлення про смерть[462].
- Шенгардт Олександр Сергійович, 95, радянський російський авіаконструктор[463].

### 3 вересня
- Гурнак Віталій Миколайович, 83, український економіст, журналіст та краєзнавець; COVID-19[464].

### 2 вересня
- Девід Гребер, 59, американський антрополог[465].
- Адріанус Йоганнес Сімоніс, 88, нідерландський кардинал, архієпископ Утрехтський (1983—2007)[466].

### 1 вересня
- Золотова Євгенія Борисівна, 91, радянська і українська акторка та режисер, Народна артистка Української РСР (1981)[467].

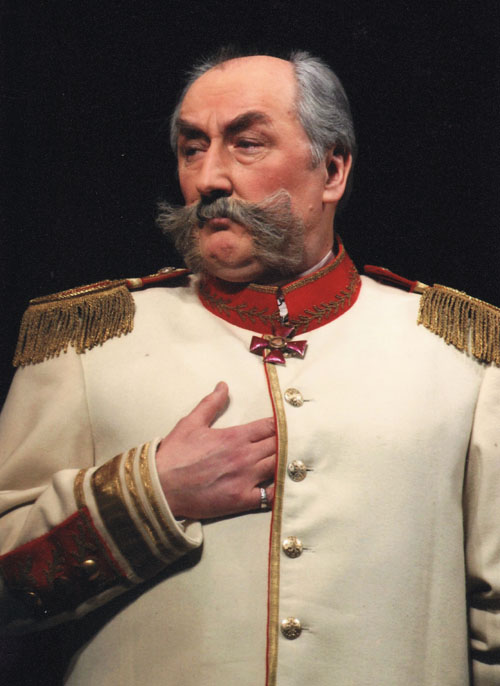
радянський та російський актор Борис Клюєв

- Клюєв Борис Володимирович, 76, радянський та російський актор, Народний артист Росії (2002)[468].
- Комплектов Віктор Георгійович, 88, радянський і російський державний діяч та дипломат[469].
- Крапивін Владислав Петрович, 81, російський письменник, поет та журналіст[470].
- Печернікова Ірина Вікторівна, 74, радянська та російська акторка, Заслужена артистка Росії (1988)[471].

## Серпень

### 31 серпня
- Бочарова Ніна Антонівна, 95, радянська українська гімнастка[472].
- Петров Борис Миколайович, 82, радянський російський футболіст[473].

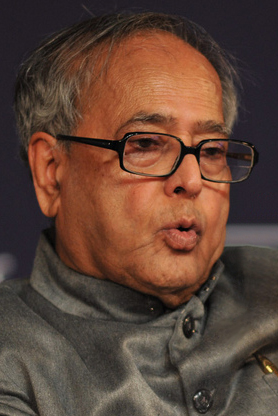
Президент Індії Пранаб Кумар Мукерджі у 2009 році

- Пранаб Кумар Мукерджі, 84, індійський державний діяч, Президент Індії (2012—2017); COVID-19[474].

### 30 серпня
- Гавришкевич Мирон Михайлович, 80, український письменник, поет та музикант[475].
- Ріссенберг Ілля Ісаакович, 72, український російськомовний поет[476].

### 29 серпня
- Кліффорд Робінсон, 53, американський баскетболіст[477].
- Тихонов Віктор Миколайович, 71, український державний діяч, віце-прем'єр-міністр України (2010—2011)[478].
- Хромова Лариса Миколаївна, 80, радянська та молдовська акторка[479].

### 28 серпня
- Бабенко Анатолій Григорович, 79, український економіст[480].
- Чедвік Боузман, 43, американський актор[481].
- Жеплинський Богдан Михайлович, 91, український бандурист, фольклорист, хімік, публіцист та громадський діяч[482].

### 27 серпня
- Шпіцер Василь Іванович, 72, український політик та підприємець, мер Львова (1990—1994)[483].

### 26 серпня
- Гаррі Гупер, 87, британський футболіст[484].
- Джеральд Пол Карр, 88, американський астронавт[485].
- Кейметінов-Баргачан Василь Спиридонович, 79, евенський поет, письменник, лінгвіст та педагог[486].
- Дірк Мадж, 92, намібійський та південноафриканський політик; COVID-19[487].
- Стецько Богдан Теодорович, 76, український актор, Заслужений артист УРСР (1980)[488].

### 25 серпня

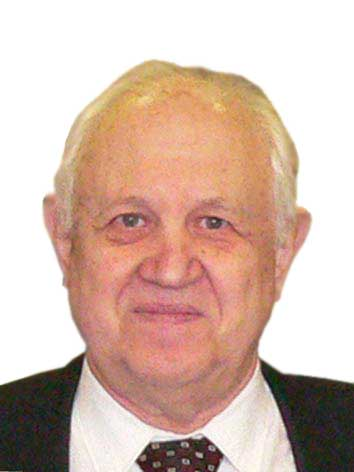
радянський та український фізик Віктор Бар'яхтар у 2010 році

- Бар'яхтар Віктор Григорович, 90, радянський та український фізик, Герой України (2010)[489].

### 24 серпня
- Паскаль Ліссуба, 88, конголезький державний діяч, Президент Республіки Конго (1992—1997)[490].
- Суханова Лариса Федорівна, 97, радянська і українська хорова диригентка та педагог[491].
- Вольфганг Ульманн, 85, німецький шахіст, гросмейстер (1959)[492].

### 23 серпня
- Прудскова Валентина Олександрівна, 81, радянська російська фехтувальниця[493].
- Марія Яніон, 93, польський історик літератури[494].

### 22 серпня
- Дмитрієв Валентин Іванович, 93, радянський партійний діяч та дипломат, посол СРСР в Ефіопії (1986—1990)[495].
- Пономаренко Анатолій Якович, 75, радянський і російський співак (баритон) та режисер, Народний артист Росії (1986)[496].
- Янпавліс Вітольд Гнатович, 90, радянський український актор та режисер латвійського походження[497].

### 21 серпня

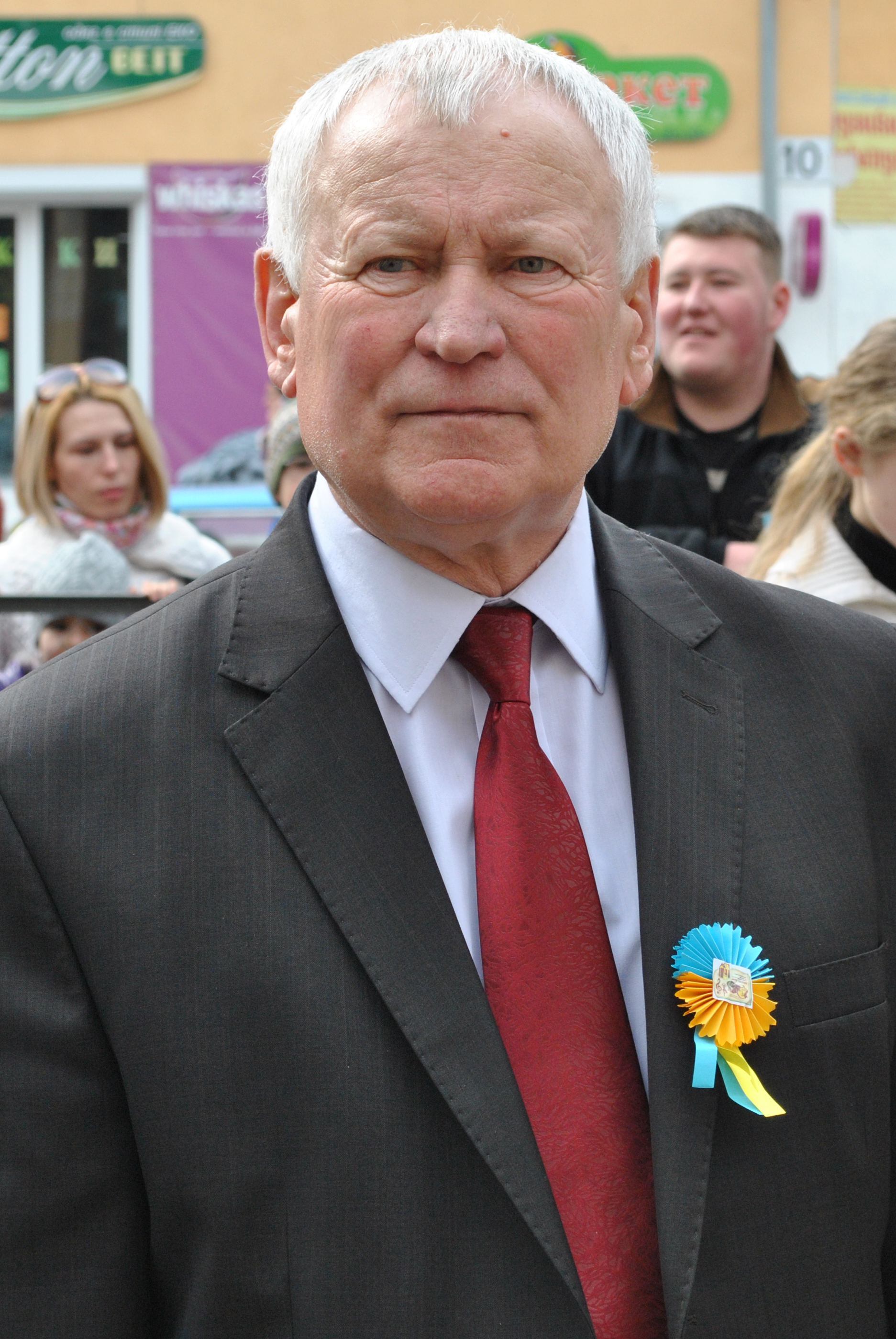
український хоровий диригент та педагог Остап Гайдукевич у 2015 році

- Гайдукевич Остап Іванович, 78, український хоровий диригент та педагог, Заслужений працівник культури України (2006)[498].
- Педро Нахера, 91, мексиканський футболіст[499].
- Шер Мирон Наумович, 68, радянський та американський шахіст, гросмейстер (1992)[500].

### 20 серпня
- Анджей Валіцький, 90, польський філософ та історик[501].
- Залман Нехемія Гольдберг, 89, ізраїльський рабин[502].
- Севастьянов Юрій Володимирович, 58, український футбольний функціонер та тренер[503].

### 19 серпня
- Слейд Гортон, 92, американський політик[504].

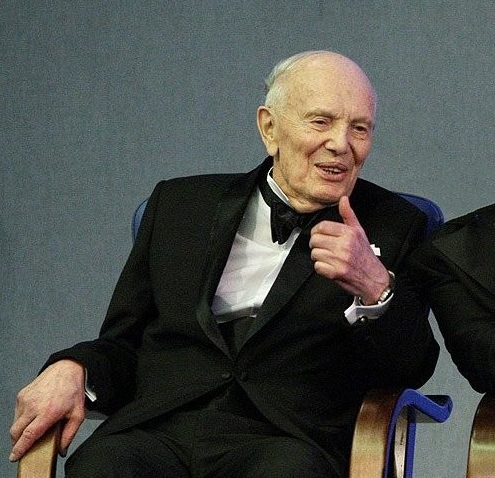
радянський та український науковець Борис Патон у 2010 році

- Патон Борис Євгенович, 101, радянський та український науковець у галузі металургії та технології металів, президент НАН України (1962—2020), перший нагороджений званням Герой України (1998)[505].
- Геннадій Шутов, 44, білоруський водій та громадський активіст; вбивство[506].

### 18 серпня
- Амвросій (Парашкевов), 78, єпископ Болгарської православної церкви, митрополит Доростольський; COVID-19[507].
- Дейл Гаверчук, 57, канадський хокеїст та тренер[508].
- Бен Кросс, 72, британський актор[509].
- Сташков Олег Веніамінович, 73, радянський і український боксер та тренер[510].
- Фіцалович Христина Павлівна, 82, українська акторка, Народна артистка Української РСР (1984)[511].

### 17 серпня
- Базиликут Богдан Омелянович, 81, український оперний співак, Народний артист України (1992)[512].

### 16 серпня

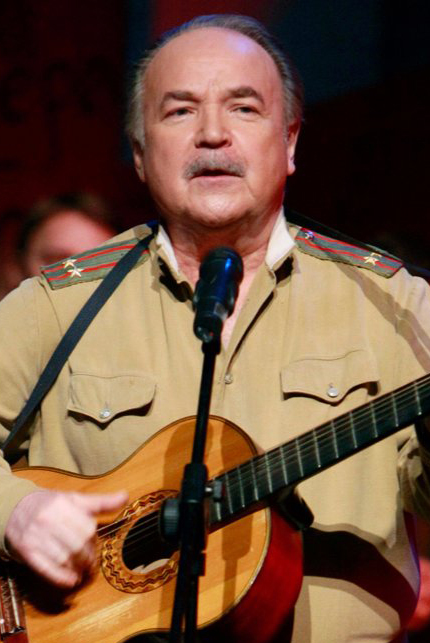
радянський та російський актор, режисер Микола Губенко

- Губенко Микола Миколайович, 78, радянський та російський актор, режисер, сценарист, міністр культури СРСР (1989—1991), Народний артист Росії (1985)[513].
- Марта Коломиєць, 61, українська журналістка та громадська діячка[514].
- Назарбаєв Айсултан Рахатович, 29, казахстанський футболіст[515].
- Георг Фолькерт, 74, німецький футболіст[516].

### 15 серпня
- Генрик Вуєць, 79, польський політичний, громадський і профспілковий діяч[517].
- Запорожець Іван Іванович, 79, український господарський та політичний діяч, Герой України (1999); ДТП[518].
- Лефті Рід, 92, канадський куратор Зали слави хокею (1967—1992)[519].

### 14 серпня
- Апопій Віктор Володимирович, 79, український економіст[520].
- Ева Димарчик, 79, польська співачка[521].
- Ернст Жан-Жозеф, 72, гаїтянський футболіст[522].
- Легкоступова Валентина Валеріївна, 54, радянська та російська співачка, Заслужена артистка Росії (2001)[523].

### 13 серпня
- Перепічаєнко Раїса Степанівна, 92, українська радянська діячка[524].
- Підлуцький Олексій Георгійович, 64, український журналіст та письменник[525].

### 12 серпня
- Білязе Олександр Олексійович, 93, радянський та український тренер з легкої атлетики[526].
- Павол Бірош, 67, чехословацький футболіст[527].
- Моніка Мігель, 84, мексиканська акторка та режисер[528].
- Тимченко Іван Артемович, 81, радянський та український юрист, 2-й голова Конституційного суду України (1996—1999)[529].
- Олександр Вихор, 25, білоруський громадський активіст; вбивство[530].

### 10 серпня
- Владица Попович, 85, югославський та сербський футболіст та тренер[531].
- Олександр Тарайковський, 34, білоруський підприємець та громадський активіст; вбивство під час масових протестів у Мінську.[532]

### 9 серпня
- Мартін Бірч, 71, британський музичний продюсер[533].
- Франка Валері, 100, італійська акторка[534].
- Іваній Володимир Степанович, 72, радянський і український фізик та педагог[535].
- Сьорен Вульф Йохансон, 48, данський легкоатлет-десятиборець[536].

### 8 серпня
- Дуда Анатолій Іванович, 73, український оперний співак (тенор), Народний артист України (1999)[537].
- Ісидор (Кириченко), 79, єпископ Російської православної церкви, митрополит Єкатеринодарський і Кубанський (1987—2020); COVID-19[538].
- Габріель Очоа Урібе, 90, колумбійський футболіст[539].

### 7 серпня
- Адин Штейнзальц, 83, ізраїльський рабин, перекладач Талмуду сучасними мовами[540].

### 6 серпня
- Вілберт Макклур, 81, американський боксер[541].
- Брент Скоукрофт, 95, американський військовий та державний діяч, радник президента США з національної безпеки (1975—1977, 1989—1993)[542].

### 5 серпня
- Гава Абді, 73, сомалійська правозахисниця[543].
- Безуглий Ігор Вікторович, 64, колишній футболіст, футбольний суддя та функціонер. Голова Федерації футболу Волині (1988—2009)[544].
- Агафонас Іаковідіс, 65, грецький співак та музикант у жанрі ребетіко[545].
- Ходак Ігор Миколайович, 62, український історик та громадський діяч, головний редактор видавництва «Червона Калина»[546].

### 4 серпня
- Френсіс Аллен, 88, американська науковиця в галузі інформатики[547].
- Ірена Седлецька, 91, чеський скульптор[548].

### 3 серпня
- Джон Г'юм, 83, північноірландський політик, лауреат Нобелівської премії миру (1998, спільно з Девідом Трімблом)[549].

### 2 серпня
- Арешян Григор Євгенович, 71, вірменський археолог та державний діяч; COVID-19[550].
- Жаксилик Ушкемпіров, 69, радянський борець греко-римського стилю[551].
- Леон Флейшер, 92, американський піаніст, диригент та музичний педагог[552].

### 1 серпня
- Вілфорд Брімлі, 85, американський актор та співак[553].
- Гергерт Андрій Валерійович, 42, заступник командира Української добровольчої армії, командир 8-го окремого батальйону «Аратта» УДА, ветеринарний лікар[554].
- Забавський Богдан Володимирович, 62, український математик[555].

## Липень

### 31 липня
- Сулейман Лаєк, 89, афганський поет та державний діяч[556].
- Алан Паркер, 76, британський режисер та продюсер[557].
- Роже Фонлантен, 89, швейцарський футболіст та тренер[558].
- Стефан Татав, 57, камерунський футболіст[559].

### 30 липня
- Бочкарьова Ольга Володимирівна, 62, російський історик[560].
- Вороніна Оксана Вікторівна, 52, українська акторка[561].
- Лі Денхуей, 97, тайванський політичний діяч, Президент Республіки Китай (Тайвань) (1988—2000)[562].
- Герман Кейн, 74, американський бізнесмен та політик; COVID-19[563].

### 28 липня
- Аксинін Олександр Тимофійович, 65, радянський легкоатлет[564].

### 27 липня
- Оуен Артур, 70, барбадоський політичний діяч, Прем'єр-міністр Барбадосу (1994—2008)[565].

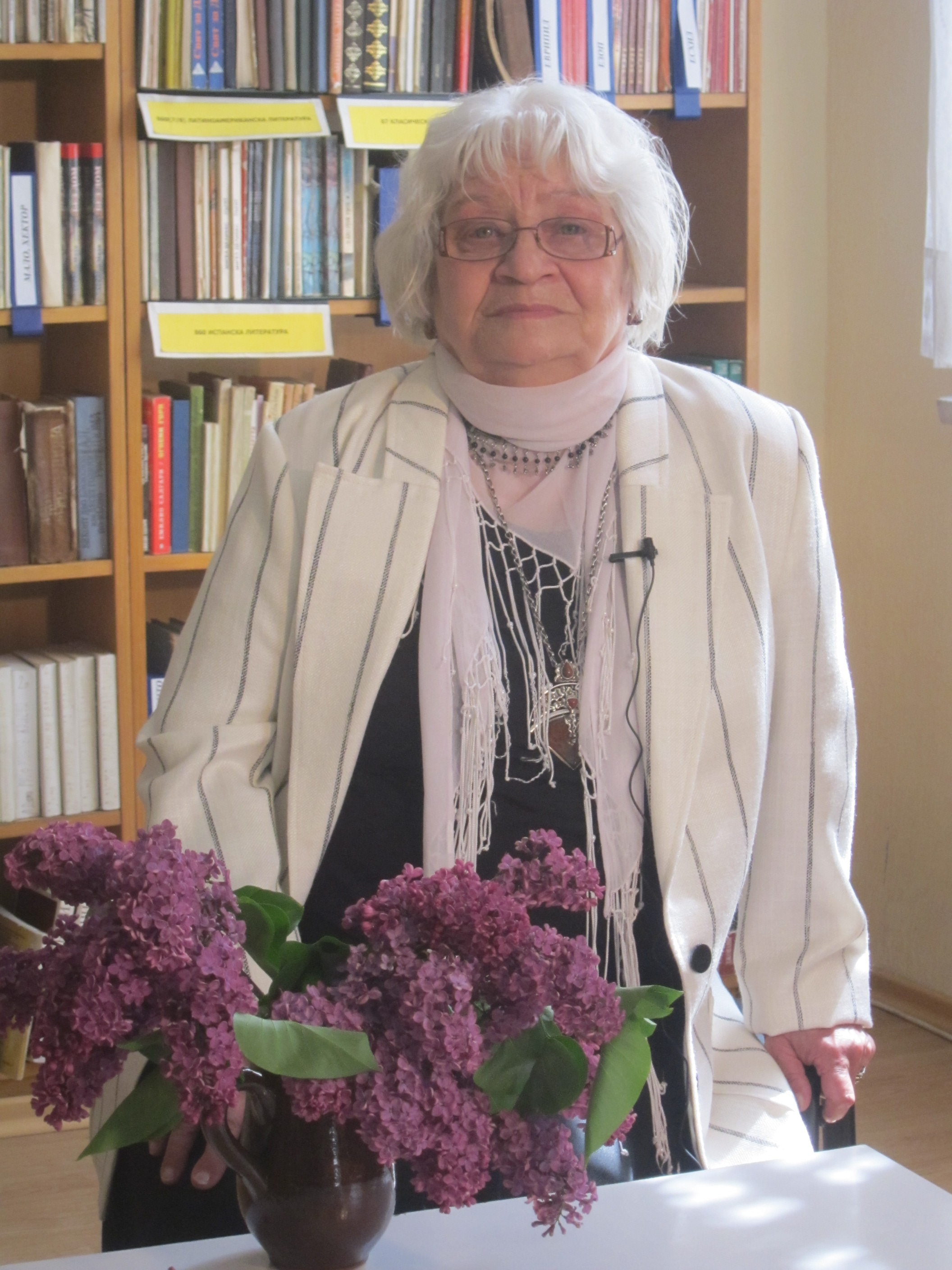
болгарська письменниця Кіна Кидрева у 2011 році

- Кіна Кидрева, 88, болгарська письменниця[566].
- Халіл Таха, 88, ліванський борець[567].
- Малежик Володимир Федорович, 70, український тренер з лижного спорту[568].

### 26 липня

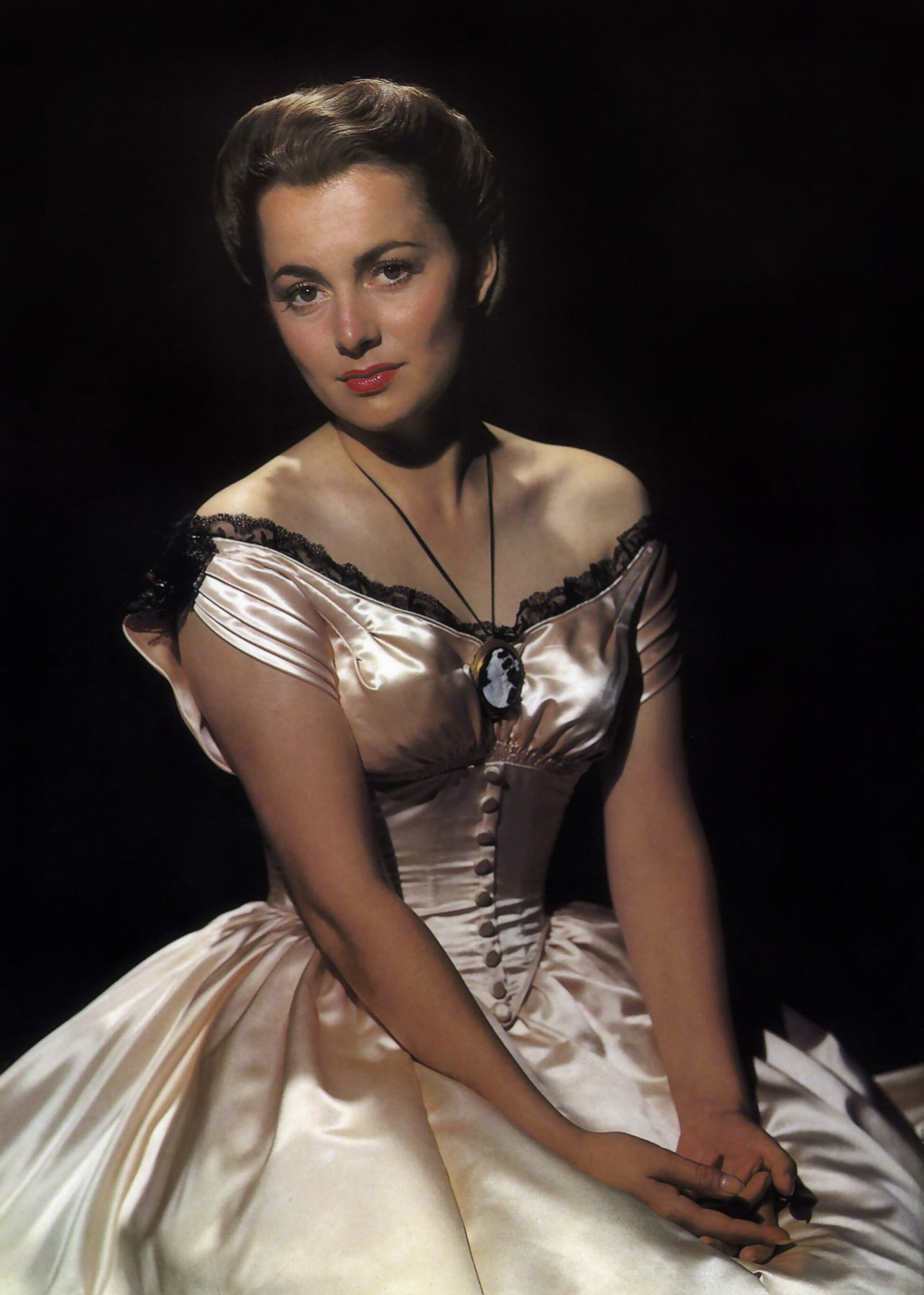
американська акторка Олівія де Гевіленд у 1940 році

- Олівія де Гевіленд, 104, американська акторка[569].

### 25 липня
- Енді Картрайт, 29, український та російський репер[570].
- Максимів Ірина Онуфріївна, 88, українська громадська діячка[571].

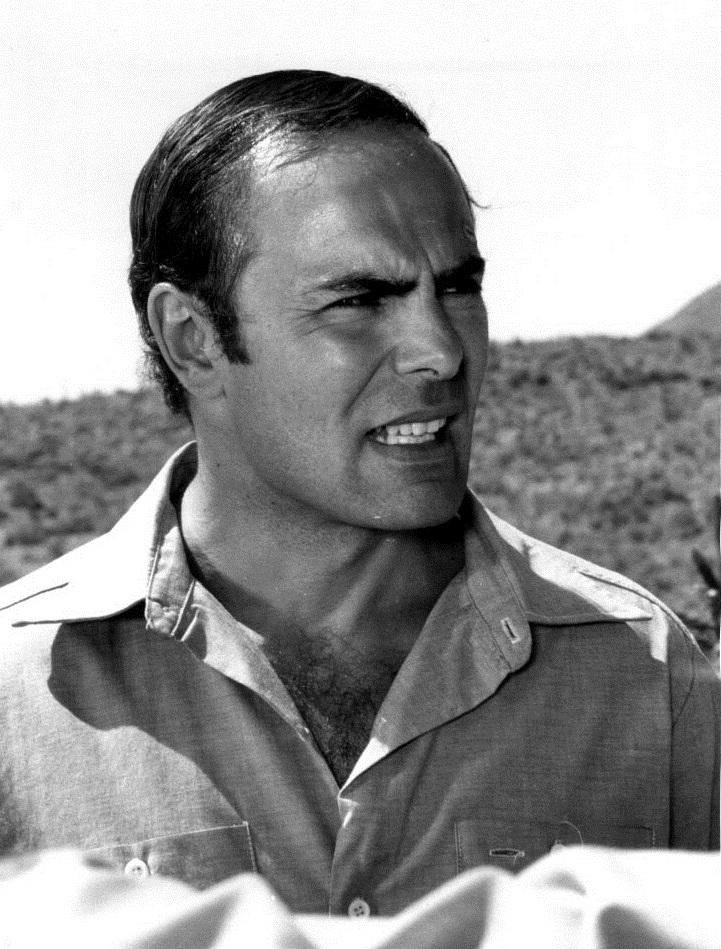
американський актор Джон Саксон у 1975 році

- Джон Саксон, 83, американський актор[572].
- Едді Шек, 83, канадський хокеїст[573].

### 24 липня

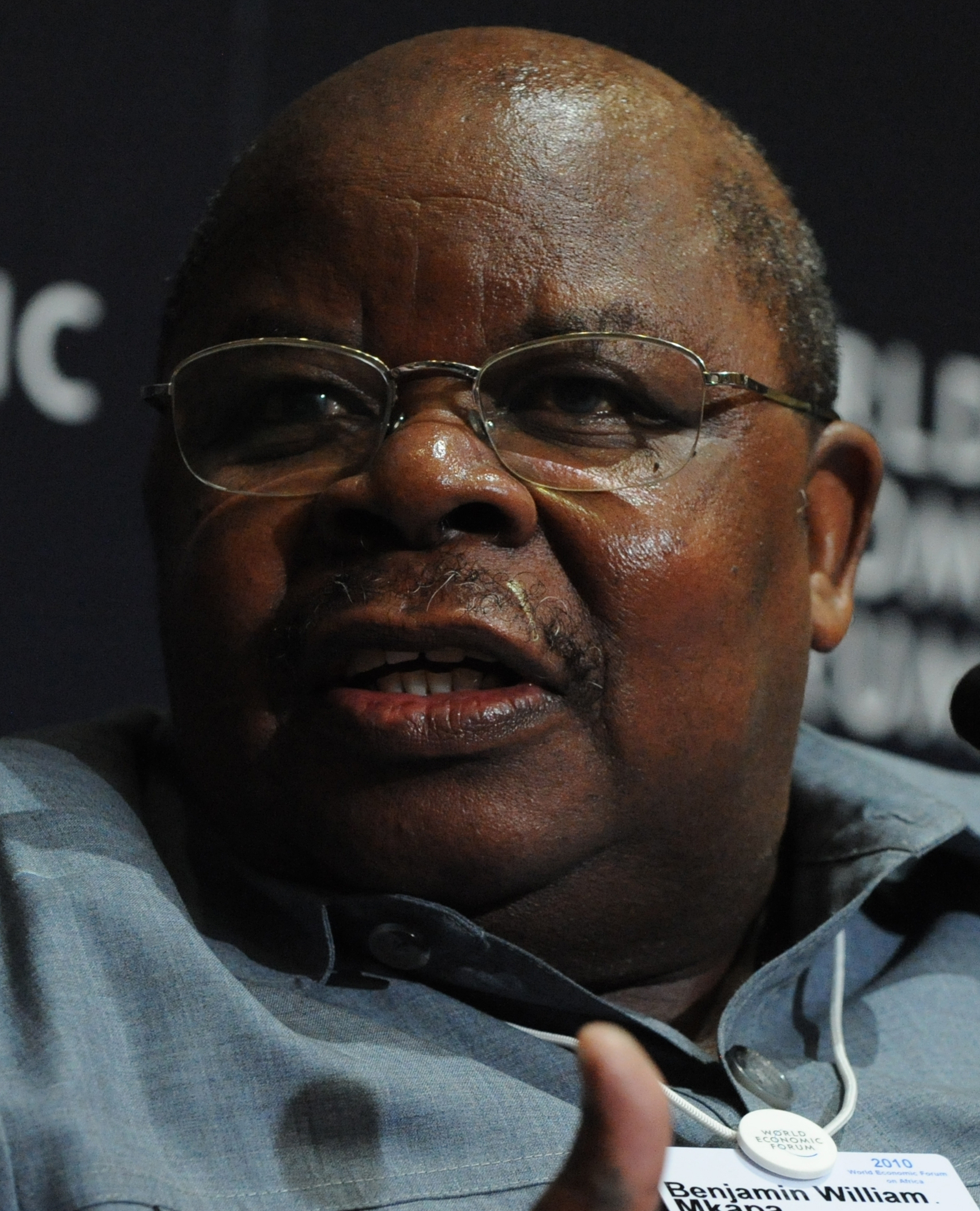
Президент Танзанії (1995—2005) Бенджамін Мкапа у 2010 році

- Бенджамін Мкапа, 81, танзанійський державний діяч, Президент Танзанії (1995—2005)[574].

### 23 липня
- Мінтенко Мірча Дмитрович, 80, український краєзнавець, фольклорист[575].

### 22 липня
- Іваницький Олександр Володимирович, 82, радянський борець вільного стилю, головний редактор спортивних програм Держтелерадіо СРСР[576].
- Джоан Фейнман, 93, американський астрофізик[577].

### 21 липня
- Луціус Вільдхабер, 83, швейцарський суддя, президент Європейського суду з прав людини (1998—2007)[578].
- Ковальков Леонід В'ячеславович, 49, радянський, російський та український футболіст[579].
- Енні Росс, 89, британсько-американська джазова співачка та акторка[580].

### 20 липня
- Скляренко Віталій Григорович, 82, радянський і український лінгвіст та філолог, головний редактор журналу «Мовознавство»[581].
- Чижиков Віктор Олександрович, 84, радянський та російський художник[582].

### 19 липня
- Проскурін Володимир Григорович, 75, радянський і російський футболіст[583].

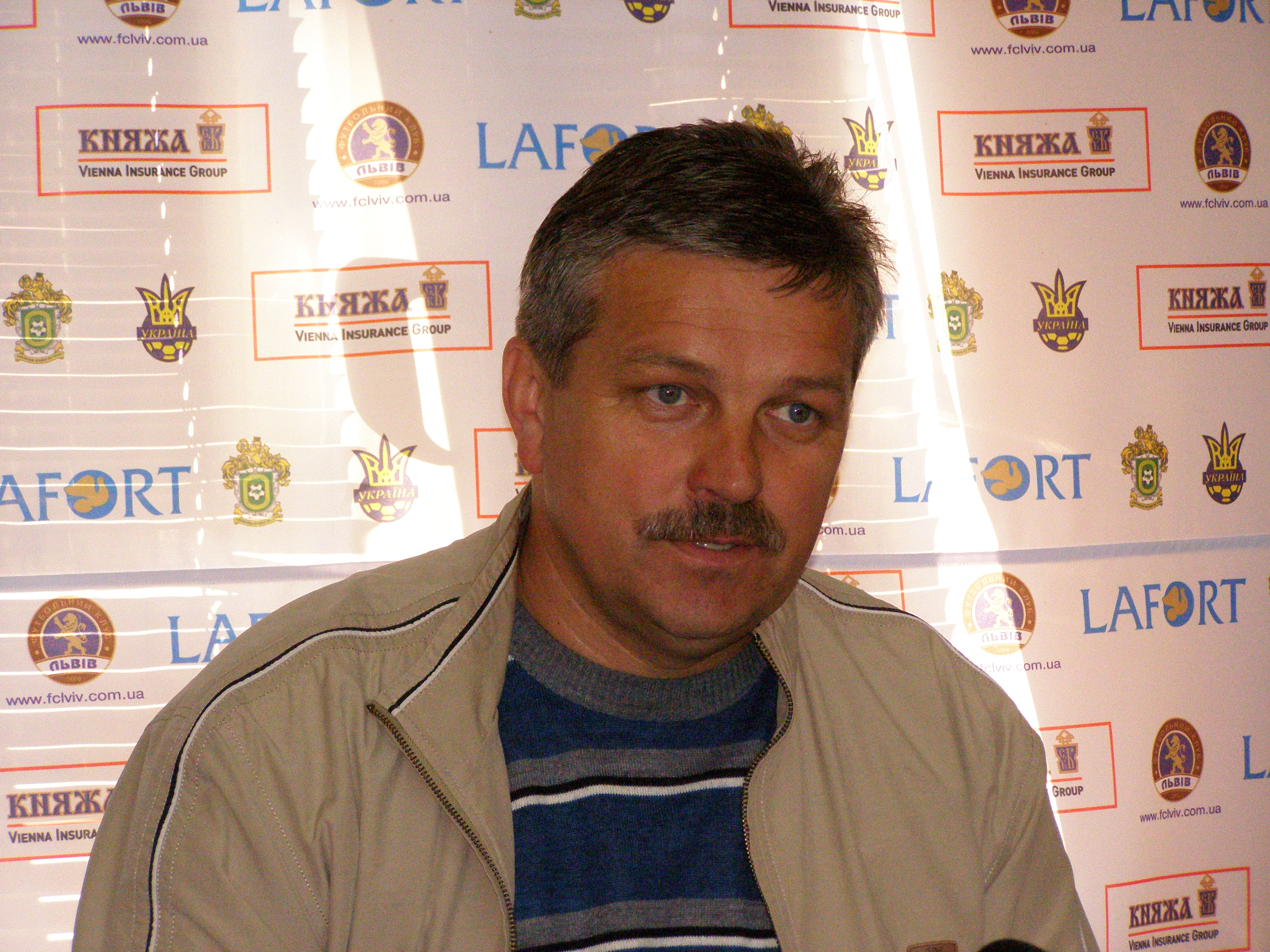
український футболіст та тренер Віктор Ряшко у 2010 році

- Ряшко Віктор Іванович, 56, радянський і український футболіст та тренер; ДТП[584].

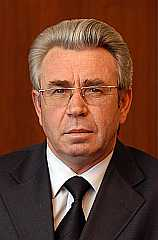
киргизький політик Микола Танаєв у 2009 році

- Танаєв Микола Тимофійович, 74, киргизький політик, Прем'єр-міністр Киргизстану (2002—2005)[585].

### 18 липня
- Рей Ганніген, 93, канадський хокеїст[586].
- Хуан Марсе, 87, іспанський письменник[587].

### 17 липня
- Зенон Ґрохолевський, 80, польський церковний діяч[588].

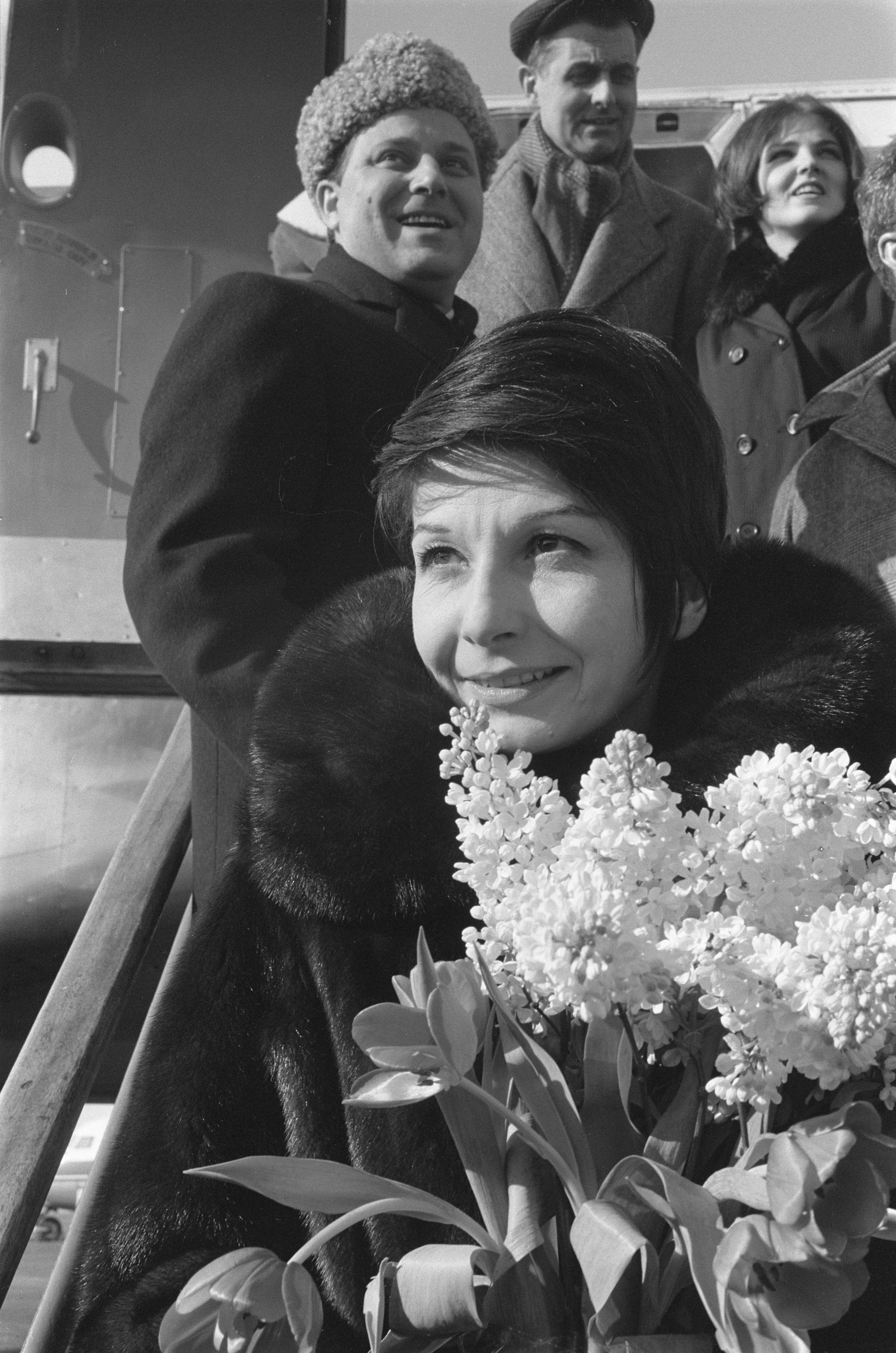
французька балерина Зізі Жанмер у 1963 році

- Зізі Жанмер, 96, французька балерина[589].
- Лозинський Володимир Федорович, 65, радянський, російський і український футболіст та тренер[590].
- Сільвіо Марсоліні, 79 аргентинський футболіст та тренер[591].

### 16 липня
- Тезиков Олексій Павлович, 42, російський хокеїст[592].

### 15 липня
- Кришень Павло Федорович, 99, радянський та український гастроентеролог[593].
- Ладан Олександр Феодосійович, 68, радянський та український геодезист[594].
- Токе Талагі, 69, державний діяч та Прем'єр Ніуе (2008—2020)[595].
- Пол Фуско, 89, американський фотожурналіст[596].
- Черних Ігор Анатолійович, 88, радянський та російський кінооператор, Заслужений діяч мистецтв Росії (1988); COVID-19[597].

### 14 липня
- Адалет Агаоглу, 90, турецька письменниця, журналістика та драматург[598].

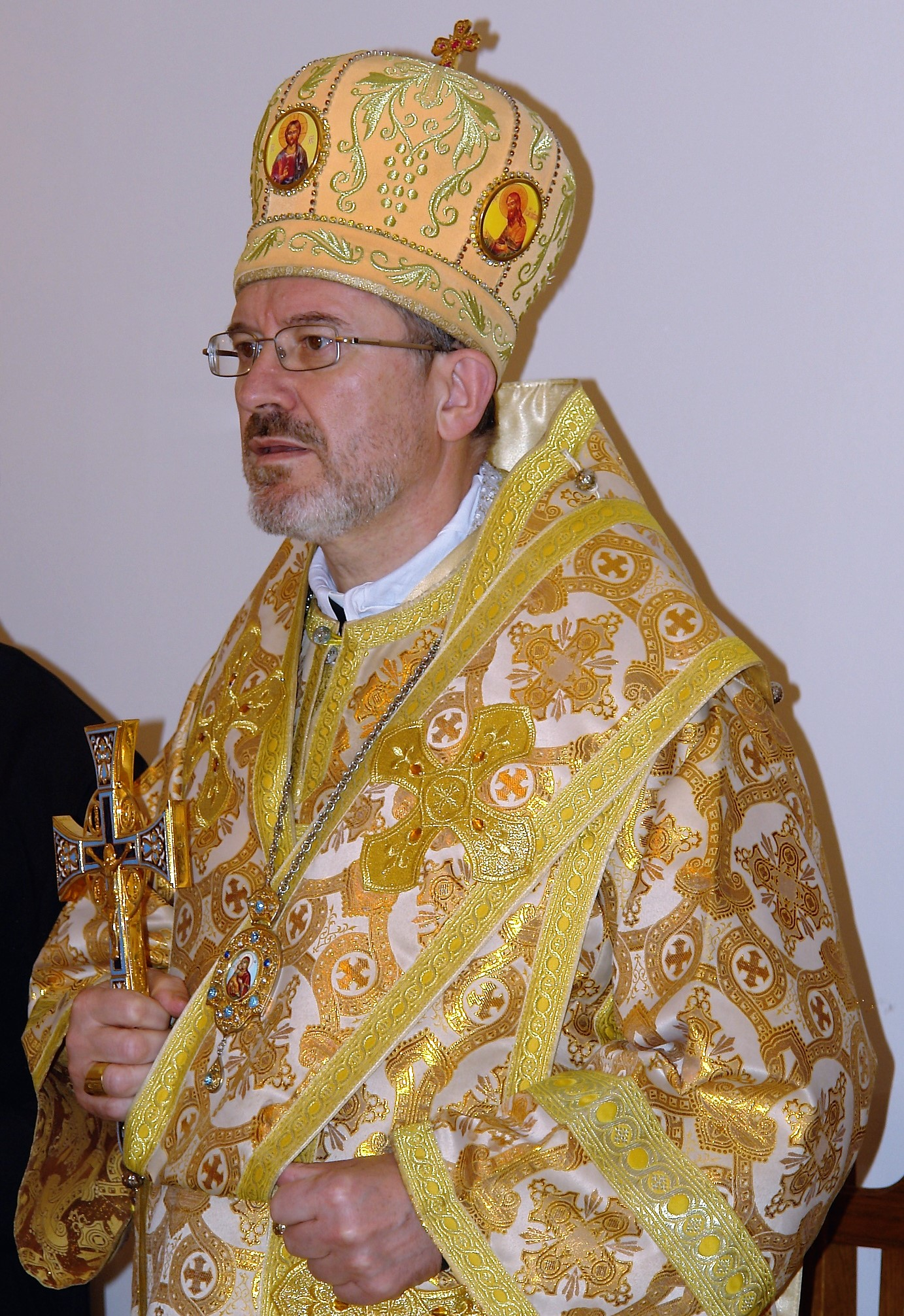
єпископ Русинської греко-католицької церкви Мілан (Шашік) у 2010 році

- Мілан (Шашік), 67, єпископ Русинської греко-католицької церкви, єпископ Мукачевської єпархії (з 2010 року)[599].
- Галін Горг, 55, американська акторка та танцівниця[600].
- Полад Хашимов, 45, азербайджанський військовик[601].

### 13 липня
- Хамед Дахан, 73, марокканський футболіст[602].
- Ґрант Імахара, 49, американський інженер, спеціаліст з електро- та робототехніки[603].
- Кондратенко Олександр Павлович, 75, український науковець та педагог[604].

### 12 липня
- Раймундо Капетільйо, 74, мексиканський актор; COVID-19[605].

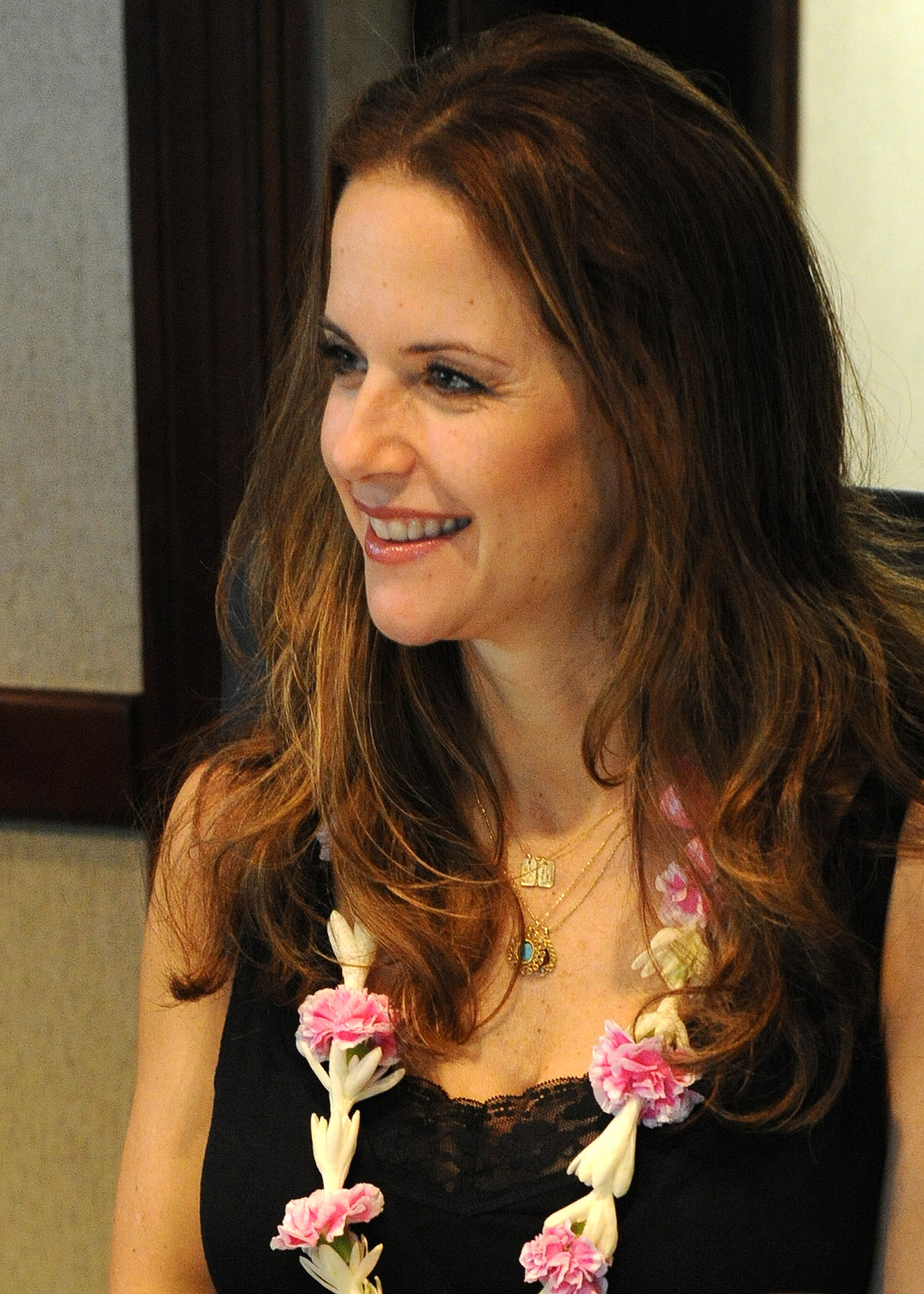
американська акторка Келлі Престон у 2011 році

- Келлі Престон, 57, американська акторка[606].
- Вім Сюрбір, 75, нідерландський футболіст[607].

### 10 липня
- Лара ван Рюйвен, 27, нідерландська шорт-трекістка[608].
- Матвіїв Тарас Тарасович, 31, український журналіст, громадський діяч та військовик. Герой України (посмертно)[609].
- Ананда Моган Чакрабарті, 82, індійський та американський мікробіолог[610].
- Джек Чарльтон, 85, британський футболіст[611].
- Мілош Якеш, 97, чехословацький комуністичний політичний діяч[612].

### 9 липня
- Боб Сабурін, 87, канадський хокеїст[613].
- Сальков Володимир Максимович, 83, радянський, російський і український футболіст та тренер[614].

### 8 липня
- Амаду Гон Кулібалі, 61, івуарійський політичний діяч, Прем'єр-міністр Кот-д'Івуару (з 2017)[615].
- Лобенко Анатолій Олександрович, 82, український ортопед-травматолог[616].

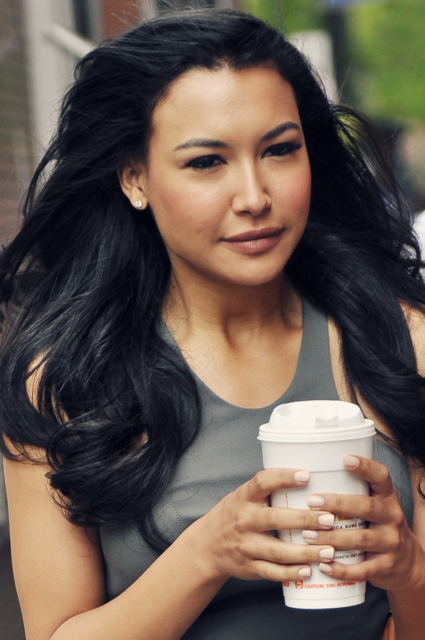
американська акторка та співачка Ная Рівера у 2011 році

- Ная Рівера, 33, американська акторка, співачка та модель[617].
- Фінн Крістіан Ягге, 54, норвезький гірськолижник[618].

### 6 липня
- Чарлі Деніелс, 83, американський кантрі-музикант[619].
- Рональд Грем, 84, американський математик[620].
- Мері Кей Летурно, 58, американська злочиниця і шкільна вчителька[621].

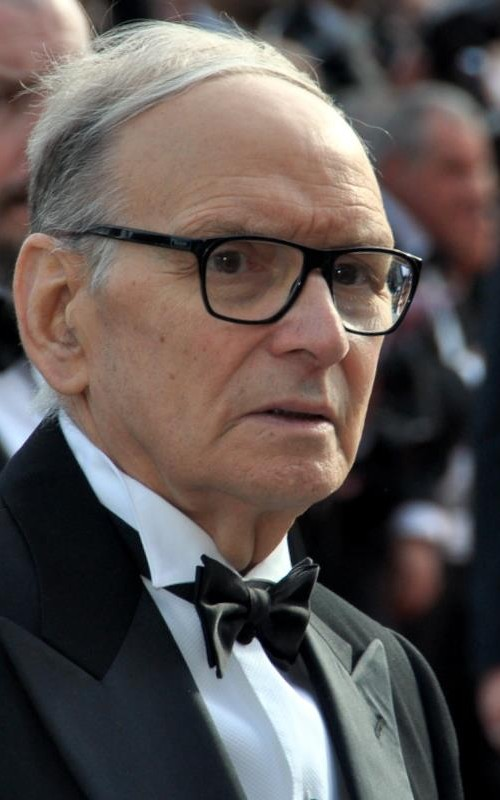
італійський композитор Енніо Морріконе у 2012 році

- Енніо Морріконе, 91, італійський композитор, аранжувальник та диригент[622].
- Сітько Сергій Пантелеймонович, 84, український фізик[623].

### 5 липня
- Романовський Георгій Федорович, 80, радянський та український морський інженер, фахівець у галузі суднового машинобудування[624].

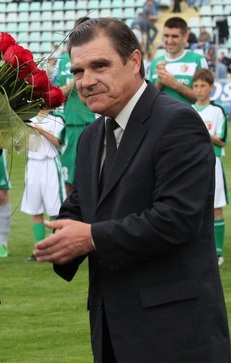
радянський і український футболіст та тренер Володимир Трошкін у 2011 році

- Трошкін Володимир Миколайович, 72, радянський і український футболіст та тренер[625].
- Еугеніуш Шумейко, 73, польський профспілковий та громадський діяч, активіст «Солідарності»[626].

### 4 липня
- Норберт Гоф, 76, австрійський футболіст[627].
- Райчинець Василь Федорович, 67, старший єпископ Союзу вільних церков християн євангельської віри України; COVID-19[628].
- Сенінью, 71, португальський футболіст[629].
- Умаров Маміхан Мухадієвич, 43, чеченський блогер та політичний емігрант; вбивство[630].

### 3 липня
- Войскунський Євгеній Львович, 98, радянський та російський письменник-фантаст[631].
- Ардіко Маньїні, 91, італійський футболіст[632].
- Нурмагомедов Абдулманап Магомедович, 57, російський і український спортсмен та тренер з вільної боротьби; COVID-19[633].

### 2 липня
- Капустін Микола Гіршович, 82, російський композитор, джазовий піаніст; COVID-19[634].

### 1 липня
- Кущ Олег Олегович, 79, український хірург[635].
- Пазич Майя Павлівна, 82, радянська та українська акторка, Народна артистка України (2011)[636].
- Ґеорґ Ратцінґер, 96, німецький католицький священник і музикант, брат Бенедикта XVI[637].

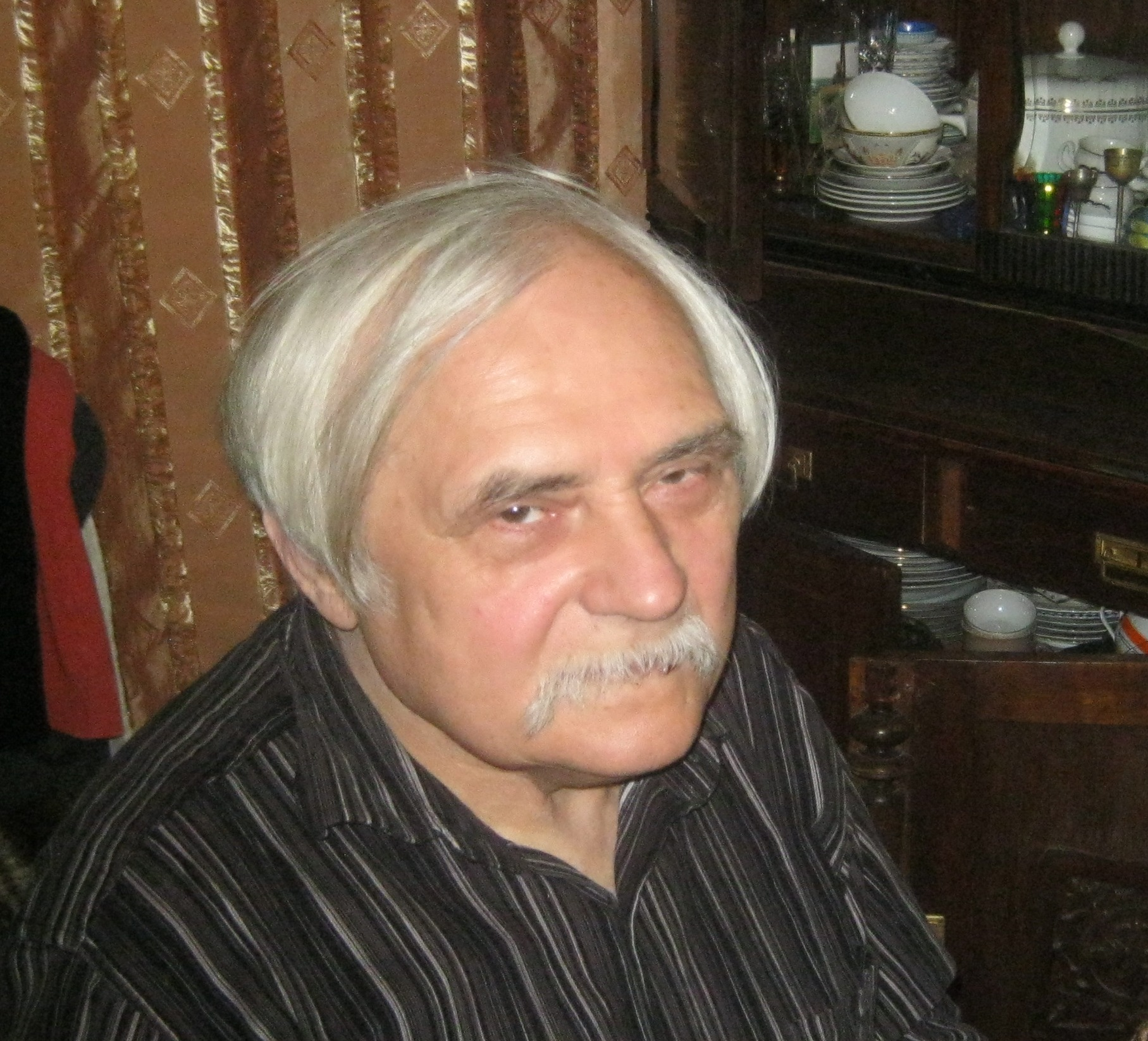
український художник Валерій Шаленко у 2010 році

- Шаленко Валерій Семенович, 72, український художник[638].
- Щербуха Анатолій Якович, 85, український іхтіолог[639].

## Червень

### 30 червня
- Іда Гендель, 91, британська скрипалька та педагог[640].
- Ден Гікс, 68, американський актор[641].
- Проскурін Віктор Олексійович, 68, російський актор, Заслужений артист Росії (1982)[642].
- Людвіг Фіншер, 90, німецький музикознавець[643].

### 29 червня
- Ернесто Марсель, 72, панамський боксер[644].

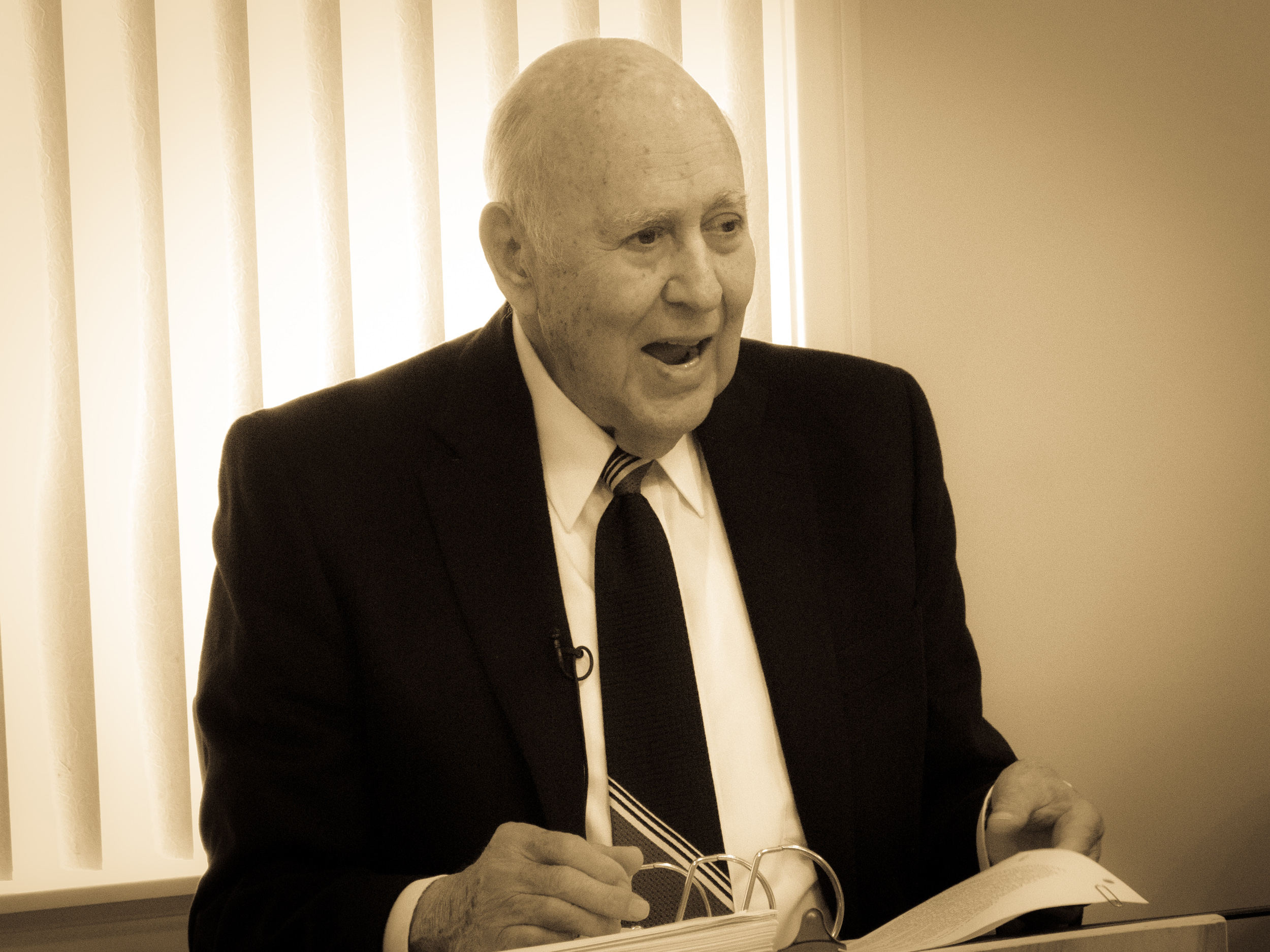
американський актор та режисер Карл Райнер у 2012 році

- Мар'ян Ожеховський, 88, польський політик, історик і політолог[645].
- Карл Райнер, 98, американський актор та режисер[646].
- Свенд Оге Раск, 84, данський футболіст[647].
- Фредерік Тобен, 76, австралійський історик-ревізіоніст[648].

### 28 червня
- Маріан Чишовський, 40, словацький футболіст[649].
- Лань Юй, 99, китайська акторка[650].

### 27 червня
- Белаїд Абдессалом, 91, алжирський політичний діяч, Прем'єр-міністр Алжиру (1992—1993)[651].
- Ілія Петкович, 74, югославський та сербський футболіст; COVID-19[652].

### 26 червня
- Джеймс Данн, 80, британський теолог[653].
- Мілтон Глейзер, 91, американський графічний дизайнер[654].
- Вільям Негрі, 84, італійський футболіст та тренер[655].
- Тарін Павер, 66, американська акторка[656].
- Ярослав Поллак, 72, чехословацький футболіст[657].

### 25 червня
- Патріс Желар, 81, французький політик[658].
- Кіласу Массамба, 69, заїрський футболіст[659].
- Фомін Петро Дмитрович, 80, український хірург[660].

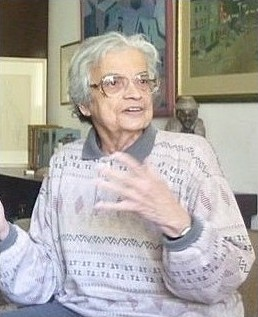
ізраїльська письменниця, радянська дисидентка Майя Улановська у 2010 році

- Улановська Майя Олександрівна, 87, ізраїльська письменниця та перекладач, радянська дисидентка[661].

### 24 червня

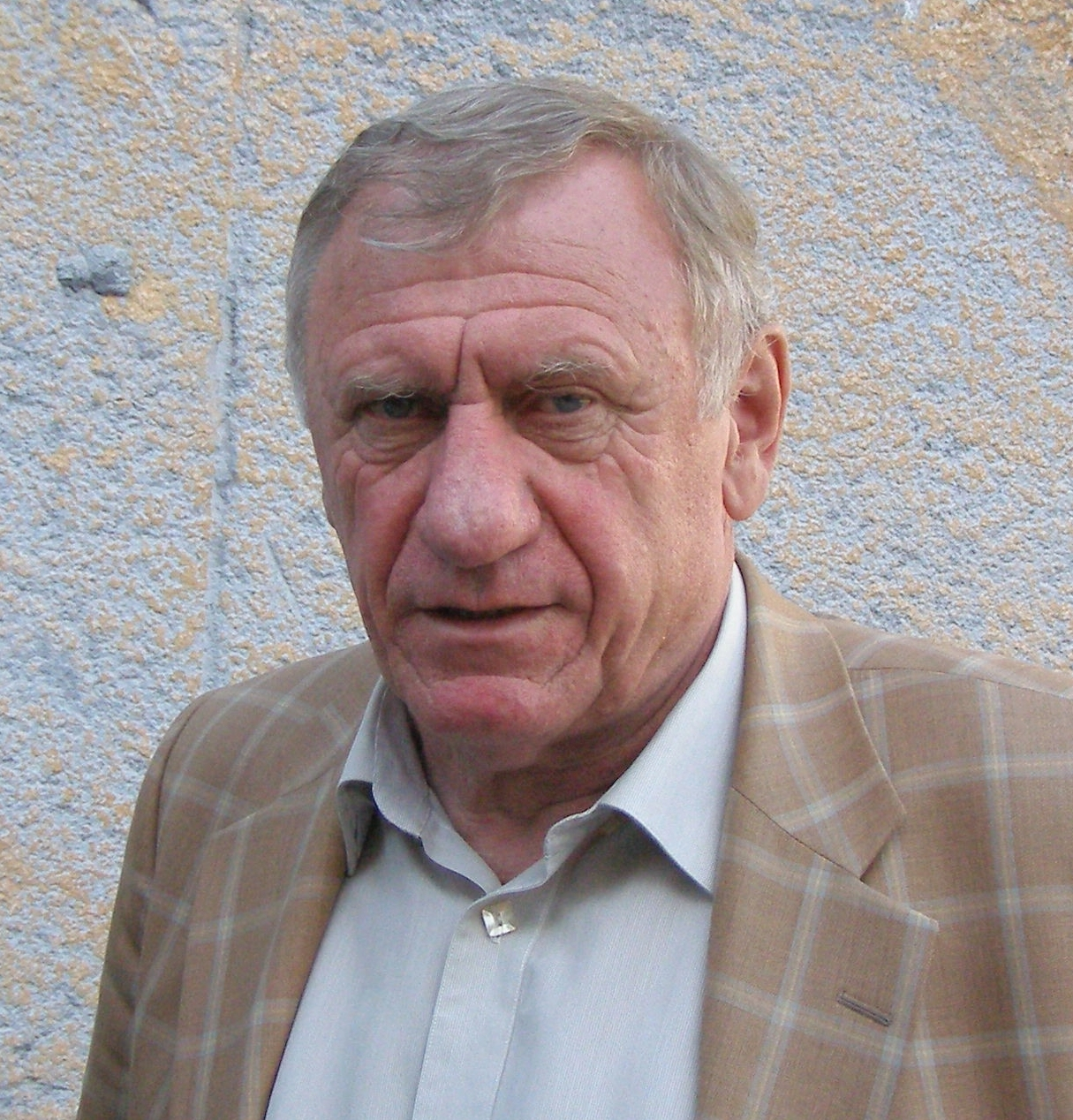
український футболіст та тренер Юрій Дячук-Ставицький

- Дячук-Ставицький Юрій Михайлович, 73, український футболіст та тренер[662].
- Марк Фюмаролі, 88, французький історик, письменник, есеїст[663].

### 23 червня
- Сабаляускайте Геновайте, 97, литовська балерина, балетмейстер та педагог, Народна артистка СРСР (1964)[664].

### 22 червня
- Софроній (Дмитрук), 80, єпископ УПЦ, митрополит Черкаський і Канівський (з 1992 року)[665].
- П'єріно Праті, 73, італійський футболіст[666].
- Бадара Сене, 75, сенегальський футбольний суддя, арбітр ФІФА (1984—1992)[667].
- Джоел Шумахер, 80, американський режисер, сценарист та продюсер[668].
- Юр'єв Зиновій Юрійович, 94, російський радянський письменник-фантаст та сценарист[669].

### 21 червня
- Ахмед Раді, 56, іракський футболіст; COVID-19[670].

### 20 червня
- Маріо Корсо, 78, італійський футболіст[671].

### 19 червня
- Ієн Голм, 88, британський актор[672].

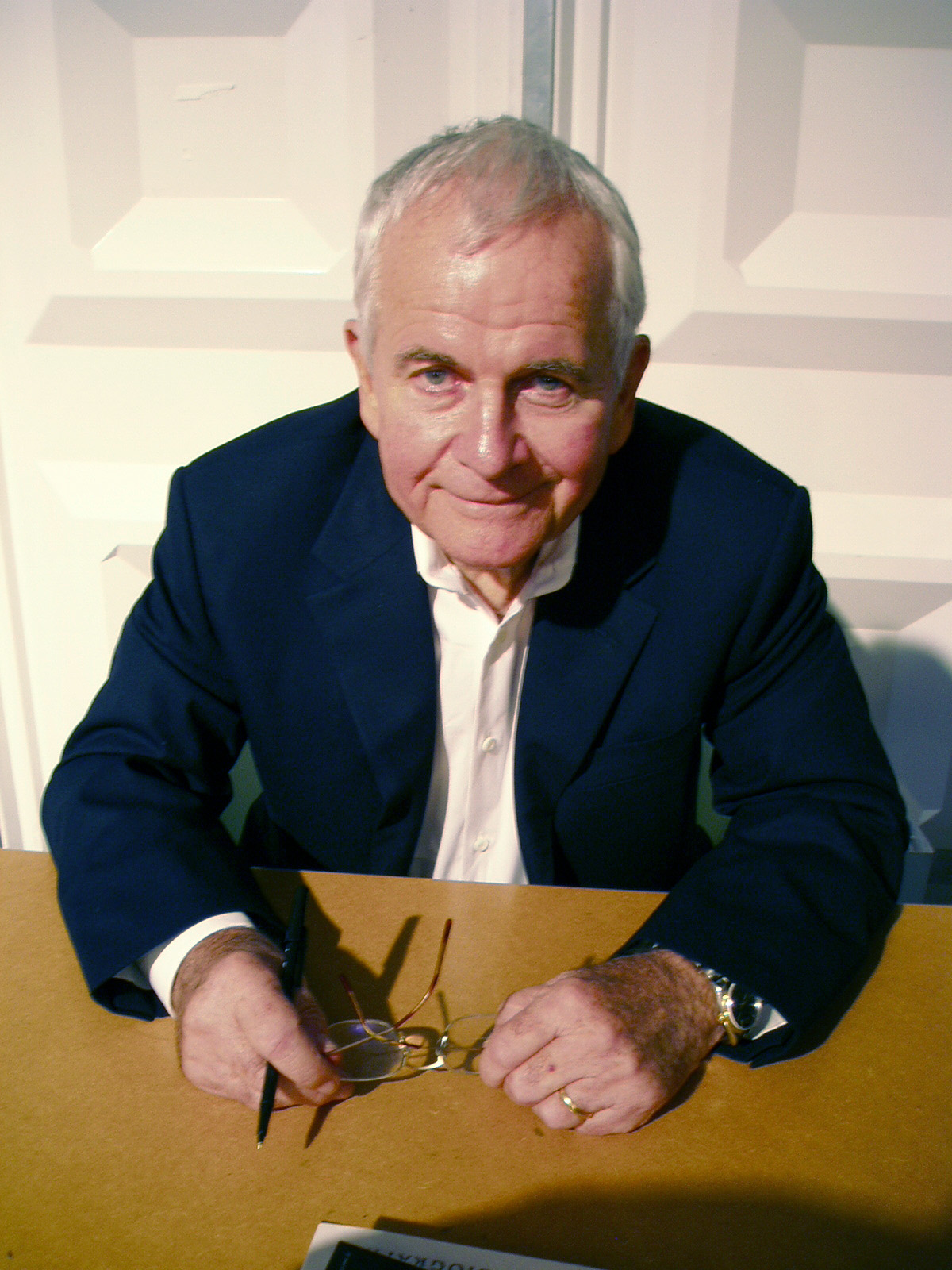
британський актор Ієн Голм у 2004 році

- Несміян Олена Володимирівна, 54, українська журналістка та телепродюсер[673].

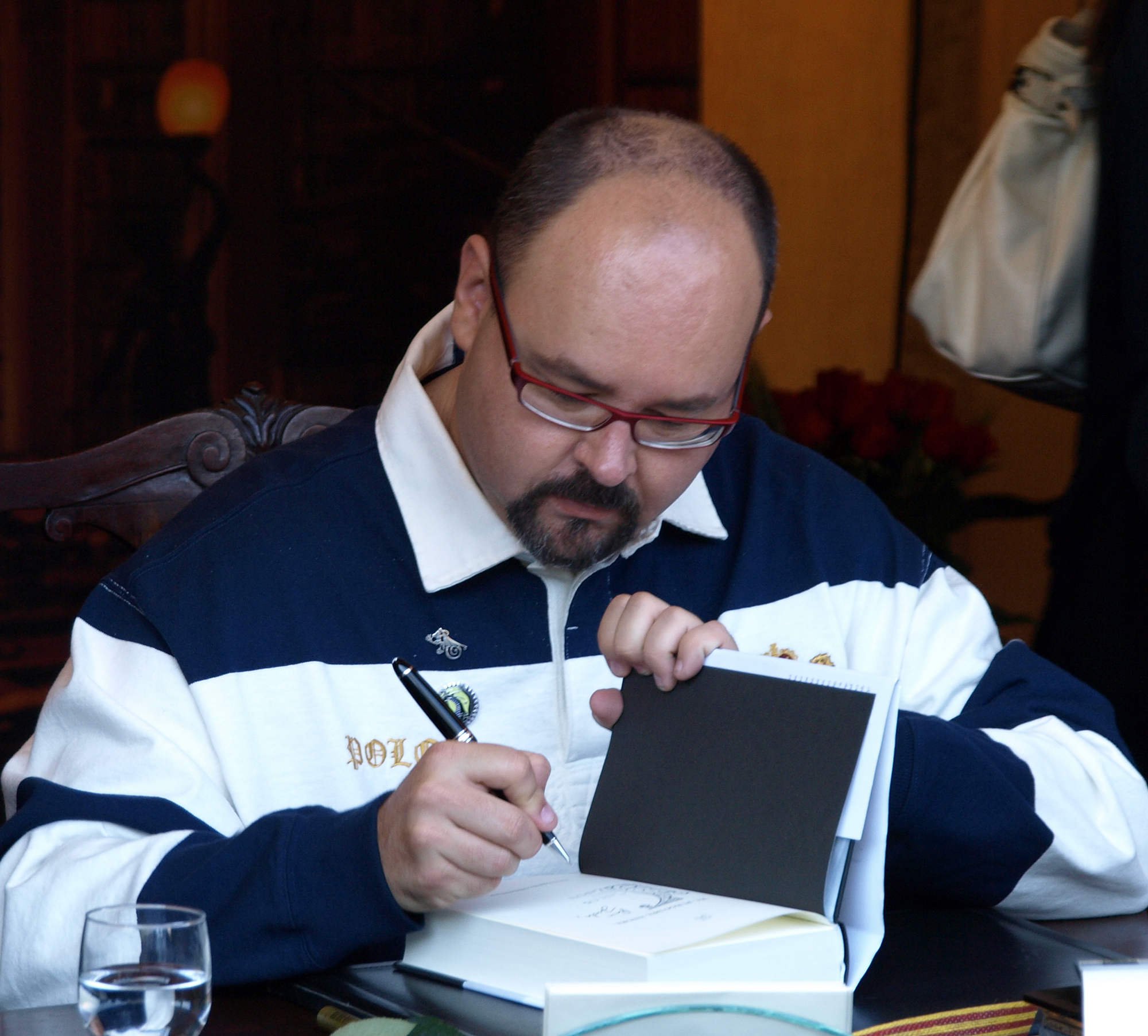
іспанський письменник Карлос Руїс Сафон у 2008 році

- Карлос Руїс Сафон, 55, іспанський письменник[674].
- Сорочук Ярослав Ярославович, 72, український музикант, головний диригент Харківського академічного театру музичної комедії (1974-2020).[675]

### 18 червня
- Тібор Бенедек, 47, угорський ватерполіст[676].
- Ігнатьєв Михайло Васильович, 58, російський політик; COVID-19[677].
- Гайда Іван Михайлович, 58, український воєнний хірург; COVID-19[678].
- Горбатюк Микола Дмитрович, 71, український політик[679].
- Віра Лінн, 103, британська співачка[680].

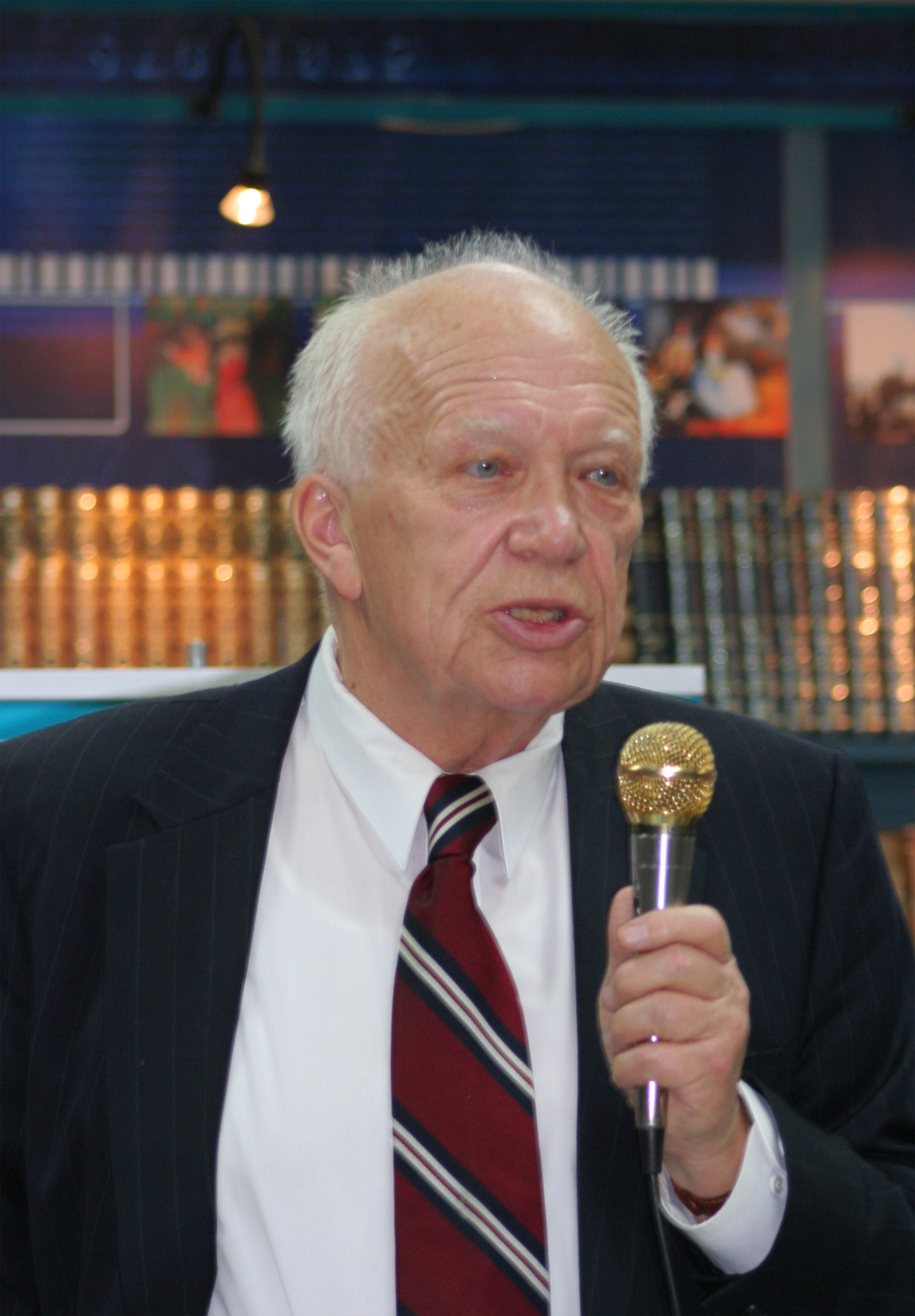
радянський конструктор та вчений Сергій Хрущов у 2010 році

- Хрущов Сергій Микитович, 84, радянський конструктор та вчений у галузі ракетно-космічної техніки, американський політолог[681].
- Артуро Чайрес Різо, 83, мексиканський футболіст[682].

### 17 червня
- Марлен Аренс, 86, чилійська легкоатлетка[683].
- Андерс Ерікссон, 72, шведський психолог[684].

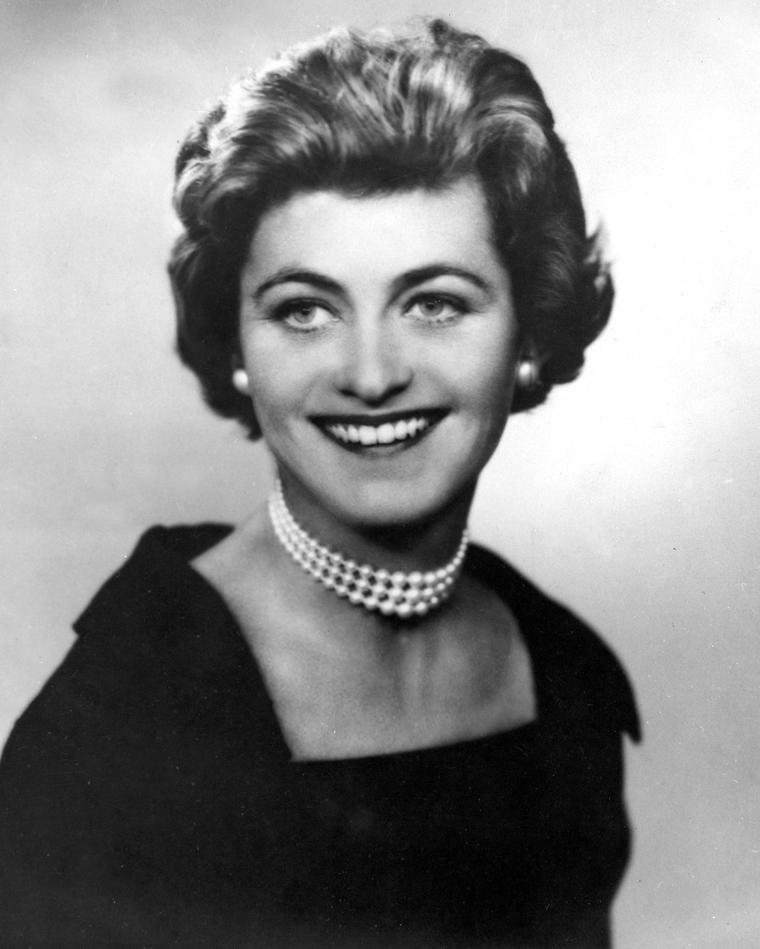
американський дипломат та громадська діячка Джин Кеннеді Сміт у 1953 році

- Джин Кеннеді Сміт, 92, американський дипломат та громадська діячка[685].
- Віллі Торн, 66, британський професійний снукерист[686].

### 16 червня
- Коваль Іван Кирилович, 90, радянський та український астроном[687].
- Лятецька Людмила Володимирівна, 78, український лікар-педіатр, Герой України (2009)[688].
- Порошенко Олексій Іванович, 84, український господарський і політичний діяч, Герой України (2009)[689].

### 14 червня
- Катющева Катерина Євгенівна, 32, українська легкоатлетка[690].
- Лиман Федір Миколайович, 79, радянський та український математик[691].
- Аарон Паділья Гутьєррес, 77, мексиканський футболіст; COVID-19[692].

### 11 червня
- Еммануель Іссозе-Нґонде, 59, габонський політик, дипломат та письменник, Прем'єр-міністр Габону (2016—2019)[693].
- Кацман Володимир Якович, 90, український тренер з легкої атлетики, Заслужений тренер СРСР[694].
- Денніс О'Ніл, 81, американський автор та редактор коміксів[695].

### 10 червня
- Ганс Цеслярчик, 83, німецький футболіст та тренер[696].

### 9 червня
- Зелена Ольга Олексіївна, 82, український бібліотекар, майстриня сучасного декоративно-прикладного мистецтва у галузі аплікації[697].
- Айн Каалеп, 94, естонський поет, письменник та перекладач[698].

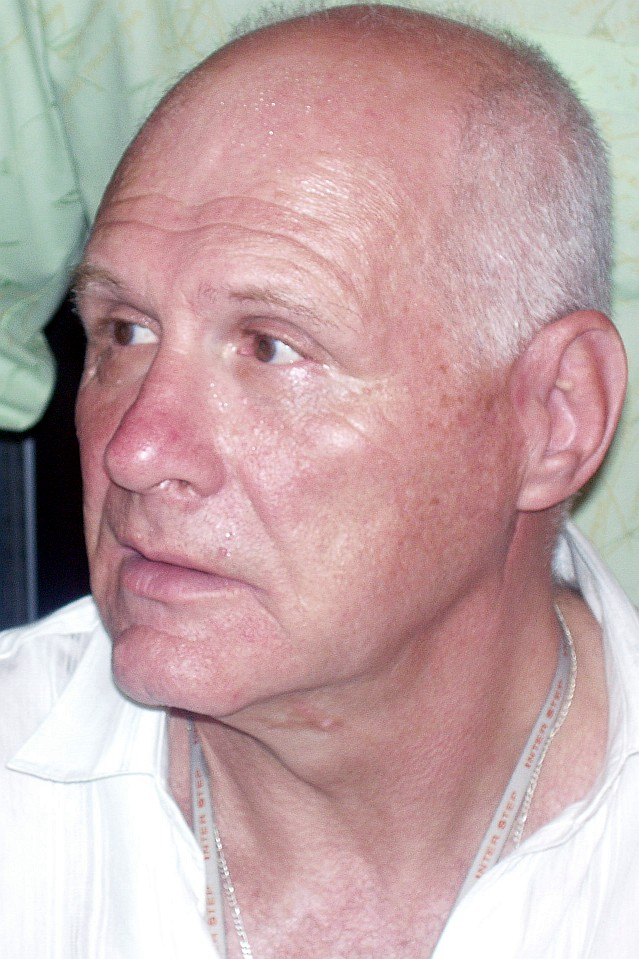
російський письменник-сатирик Анатолій Трушкін у 2008 році

- Трушкін Анатолій Олексійович, 78, російський письменник-сатирик, сценарист та телеведучий; COVID-19[699].

### 8 червня
- Тоні Данн, 78, ірландський футболіст[700].

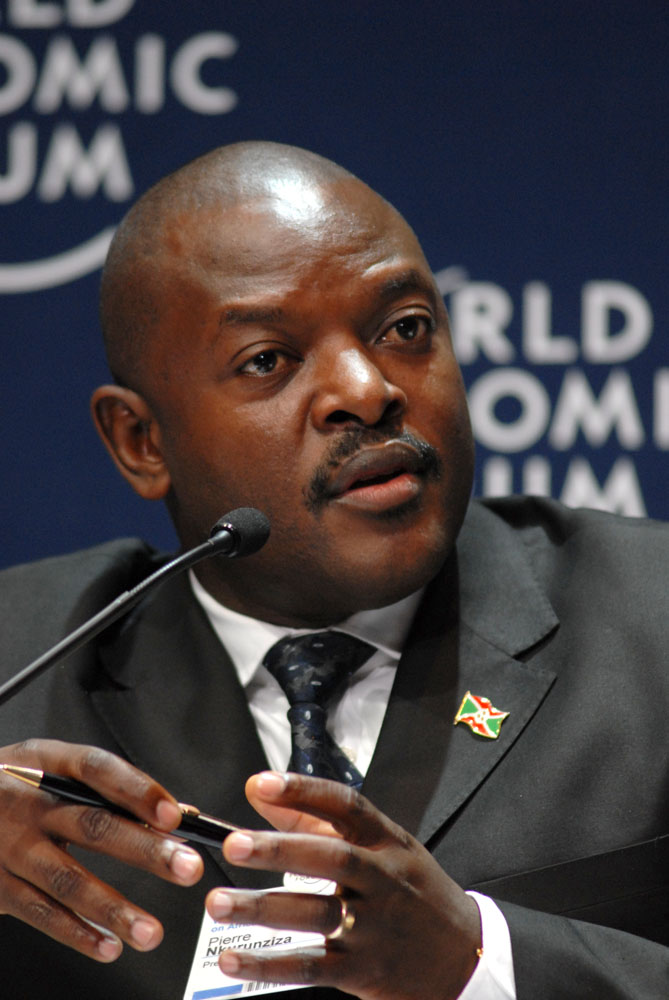
бурундійський політик, Президент Бурунді П'єр Нкурунзіза у 2008 році

- П'єр Нкурунзіза, 56, бурундійський політик, Президент Бурунді (2005—2020)[701].

### 7 червня
- Костюк Богдана Олегівна, 55, українська журналістика[702].
- Петер Марот, 75, угорський фехтувальник; ДТП[703].
- Роже Сан-Віль, 70, гаїтянський футболіст[704].

### 6 червня
- Данилюк Дмитро Дмитрович, 78, український історик[705].
- Петро (Карпусюк), 61, єпископ Білоруського екзархату Російської православної церкви; COVID-19[706].
- Турчиненко Микола Іванович, 59, радянський та український футболіст[707].
- Шелест Віталій Петрович, 79, український фізик[708].

### 5 червня
- Борис Гаганелов, 78, болгарський футболіст[709].

### 4 червня

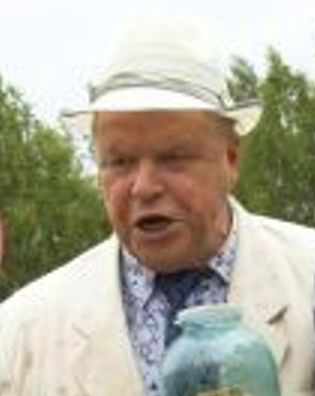
радянський і російський актор Михайло Кокшенов

- Кокшенов Михайло Михайлович, 83, радянський і російський актор, кінорежисер та сценарист. Народний артист Росії (2002)[710].
- Піт Радемахер, 91, американський боксер[711].
- Хрол Василь Петрович, 63, білоруський політик[712].

### 3 червня
- Абдельмалек Друкдель, 50, алжирський ісламістський терорист[713].
- Іштван Каус, 87, угорський фехтувальник[714].
- Розалія Тарнавська, 87, українська поетеса[715].
- Хачатрян Армен Авакович, 62, вірменський дипломат[716].

### 2 червня
- Вес Анселд, 74, американський баскетболіст[717].
- Флойд Зайґер, 94, американський селекціонер та помолог[718].
- Кирей Михайло Ілліч, 83, український радянський державний діяч[719].
- Мардас Геннадій Олександрович, 49, білоруський футболіст[720].
- Карло Уббіалі, 90, італійський мотогонщик[721].

### 1 червня

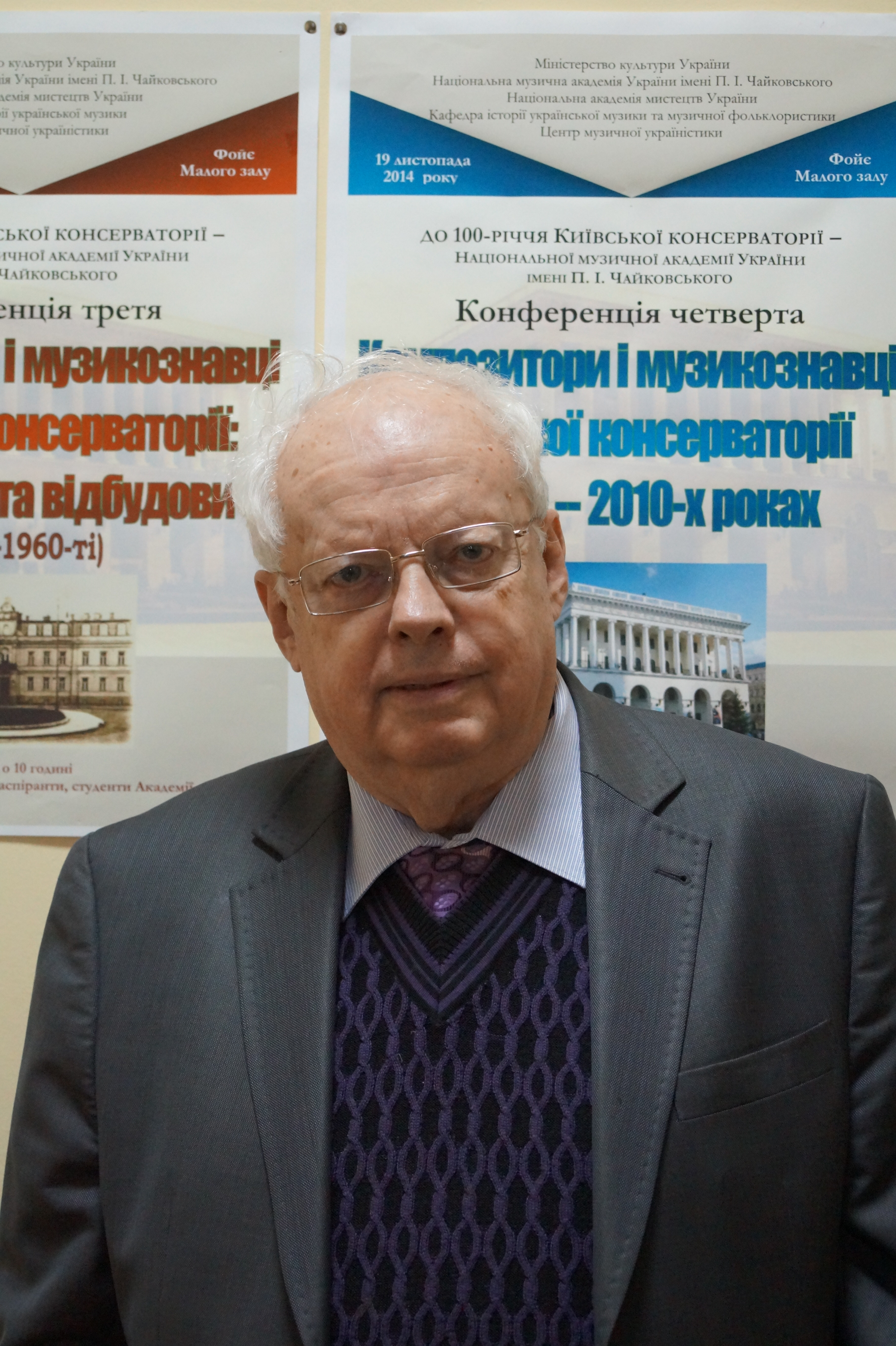
український композитор і музикознавець Мирослав Скорик

- Скорик Мирослав Михайлович, 81, український композитор і музикознавець, Народний артист Української РСР (1988), Герой України (2008)[722].
- Шепітько Ганна Семенівна, 76, українська поетеса, письменниця та освітянка[723].
- Штепа Марія Степанівна, 95, українська письменниця[724].

## Травень

### 31 травня
- Баєвський Роман Маркович, 91, російський фізіолог, фахівець у галузі космічної кардіології[725].
- Харченко Костянтин Павлович, 88, радянський інженер у галузі зв'язку та радіолокації, винахідник антени Харченка (1961)[726].
- Христо Явашев (Крісто), 84, американський художник[727].
- Моріс, 6, півень, що здобув міжнародну підтримку і став символом кампаній із захисту звуків сільської місцевості Франції після того, як опинився в центрі юридичної суперечки[728].

### 30 травня
- Литвиненко Михайло Семенович, 93, український хоровий диригент[729].
- Маді Меспле, 89, французька оперна співачка (колоратурне сопрано)[730].
- Боббі Морроу, 84, американський спринтер[731].
- Ротань Петро Миколайович, 63, радянський український футболіст[732].

### 29 травня
- Єжи Пільх, 67, польський письменник та журналіст[733].

### 28 травня
- Мохнаткін Сергій Євгенович, 66, російський журналіст та правозахисник[734].

### 26 травня
- Флойд Гіллмен, 86, канадський хокеїст[735].
- Олег Горникевич, 93, канадський біохімік[736].
- Прахлад Джані, 90, індійський аскет та йог[737].
- Кліфф Пеннінгтон, 80, канадський хокеїст[738].
- Фішбейн Мойсей Абрамович, 73, український поет та перекладач єврейського походження[739].
- Стенлі Хо, 98, британський і китайський бізнесмен та політик[740].

### 25 травня
- Бєлоножкін Анатолій Іванович, 73, радянський хокеїст[741].
- Каліберда Іван Опанасович, 100, радянський та український воєнний діяч, Герой Радянського Союзу (1943)[742].
- Марселіно Кампаналь, 88, іспанський футболіст[743].
- Писарєва Стелла Володимирівна, 95, радянський та російський музеєзнавець[744].
- Джордж Флойд, 46, американський репер та злочинець; вбивство[745].
- Хьон Син Джон, 101, корейський військовик та політик, 24-й Прем'єр-міністр Південної Кореї (1992—1993)[746].

### 24 травня
- Козловський Микола Павлович, 63, український еколог[747].
- Кривенко Віталій Єфремович, 82, український архітектор[748].
- Нугзаров Тамерлан Темірсолтанович, 77, радянський та російський цирковий артист, Народний артист Росії (1985)[749].
- Джеррі Хаф, 85, американський історик та політолог[750].

### 23 травня
- Марія Велью да Кошта, 81, португальська письменниця[751].
- Давиденко Валерій Миколайович, 47, український політик[752].
- Кімура Хана, 22, японська реслерка; самогубство[753].

### 22 травня
- Милян Мрдакович, 38, сербський футболіст; самогубство[754].
- Луїджі Сімоні, 81, італійський футболіст[755].

### 21 травня
- Олівер Вільямсон, 87, американський економіст, лауреат Нобелівської премії з економіки (2009, спільно з Елінор Остром)[756].
- Герасимов Олександр Петрович, 61, радянський хокеїст[757].
- Крамаренко Сергій Макарович, 97, радянський льотчик-ас, Герой Радянського Союзу (1951)[758].

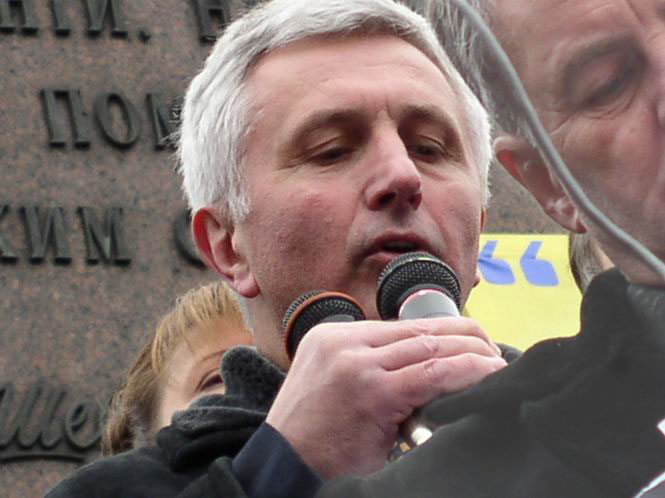
український політик Анатолій Матвієнко

- Матвієнко Анатолій Сергійович, 67, український політик[759].
- Герхард Штрак, 64, німецький футболіст[760].

### 20 травня
- Адольфо Ніколас, 84, іспанський єзуїт, богослов, педагог, Генерал Товариства Ісуса (2008—2016)[761].
- Губанов Сергій Леонідович, 44, український поліцейський, полковник. Герой України (посмертно)[762].
- Джанфранко Теренці, 79, політик Сан-Марино; ДТП[763].

### 18 травня
- Андрієвська Валерія Вікторівна, 81, український психолог[764].
- Бурко (Романишин) Юлія Миколаївна, 52, українська художниця-писанкарка[765].
- Марко Ельснер, 60, словенський футболіст[766].

### 17 травня
- Ду Вей, 57, китайський дипломат, посол КНР в Україні (2016—2020) та Ізраїлі (2020)[767].
- Зісер Юрій Анатолійович, 59, білоруський підприємець та громадський діяч[768].
- Лемачко Тетяна Мефодіївна, 72, радянська, болгарська та швейцарська шахістка, гросмейстер (1977)[769].

### 15 травня
- Берлін Валерій Давидович, 81, український культуролог, журналіст, історик[770].

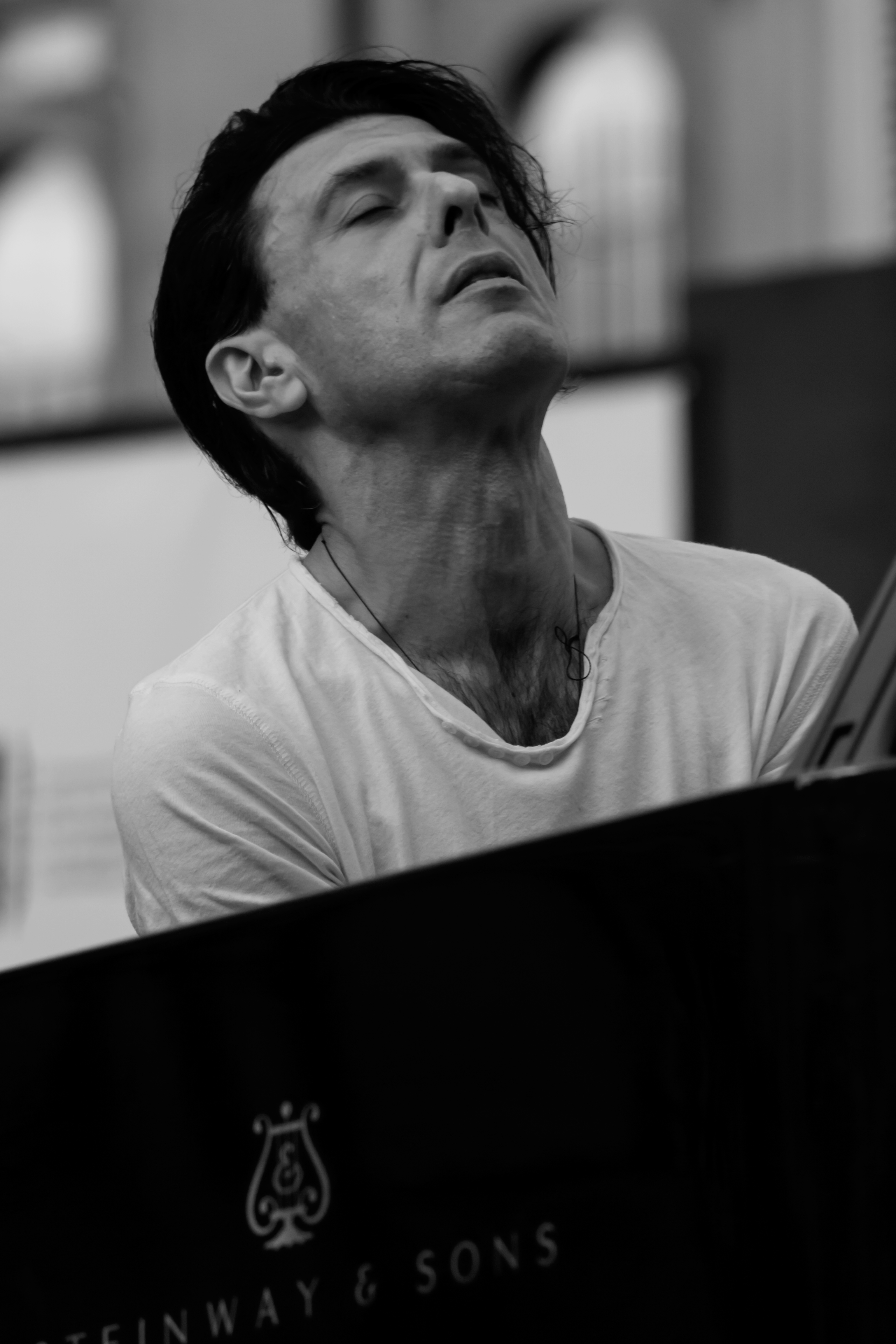
італійський композитор та диригент Еціо Боссо

- Еціо Боссо, 48, італійський композитор та диригент[771].

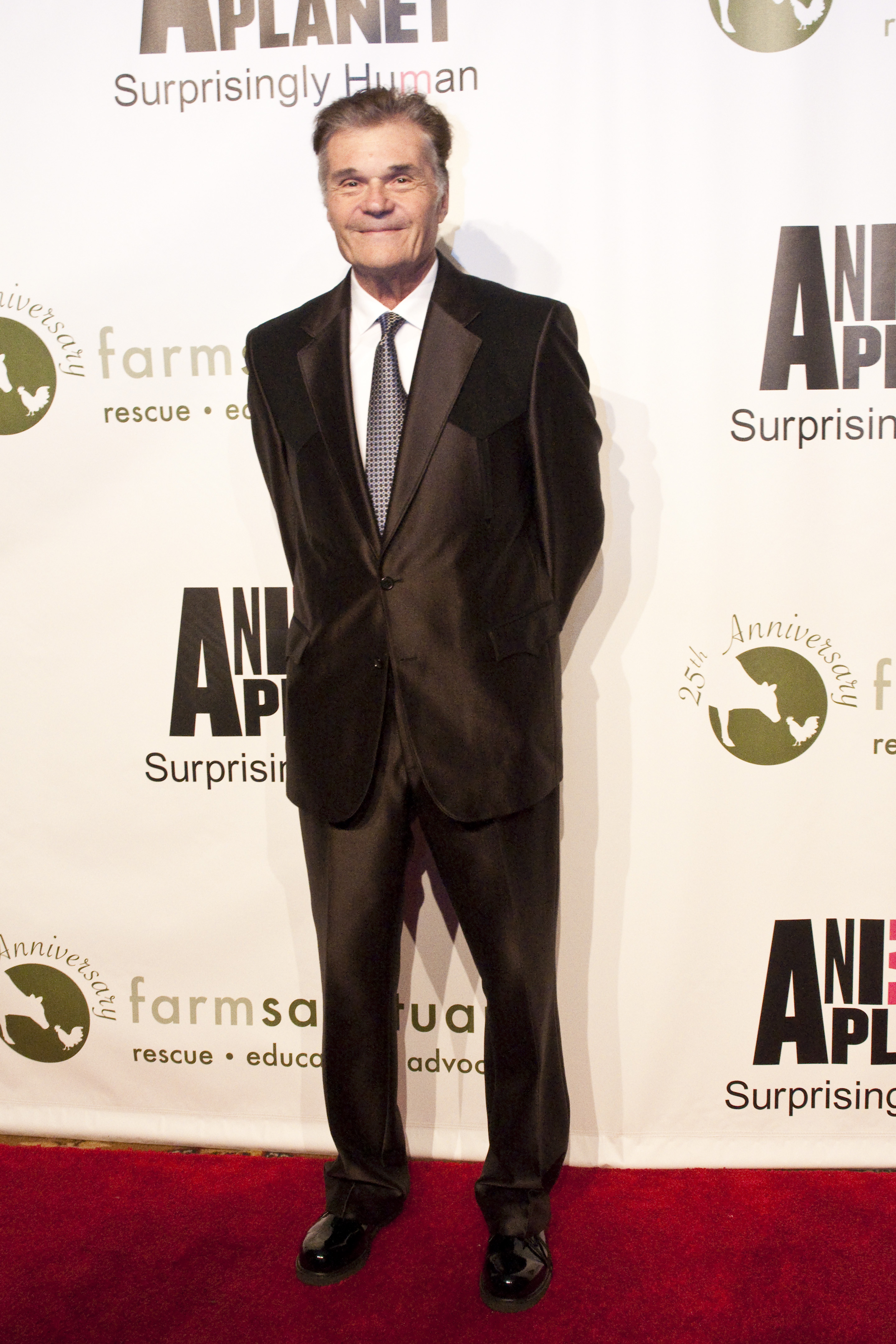
американський актор та письменник Фред Віллард

- Фред Віллард, 86, американський актор та письменник[772].

### 14 травня
- Лазар Лазаров, 75, македонський історик.
- Сокур Петро Павлович, 74, український хірург[773].
- Шкодовський Юрій Михайлович, 72, український архітектор[774].

### 13 травня
- Рольф Гохгут, 89, німецький письменник та драматург[775].

### 12 травня
- Вінберг Ернест Борисович, 82, російський математик; COVID-19[776].

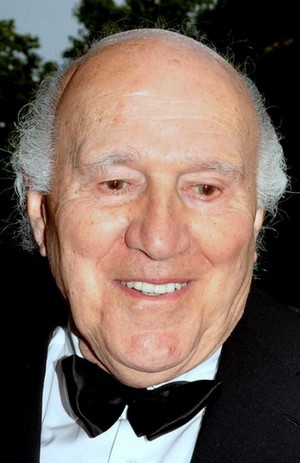
французький актор Мішель Пікколі у 2011 році

- Мішель Пікколі, 94, французький актор[777].
- Філіпп Редон, 69, французький футболіст[778].
- Сісават Кеобунпханх, 92, лаоський військовик та політик, Прем'єр-міністр Лаосу (1998—2001)[779].

### 11 травня
- Мілослав Стінгл, 89, чеський мандрівник, етнограф та письменник[780].

### 10 травня
- Маре Вінт, 77, естонська художниця.
- Барбара Шер, 84, американська письменниця[781].

### 9 травня
- Педро Пабло Леон, 76, перуанський футболіст[782].
- Йорма Рісаннен, 87, фінський математик[783].

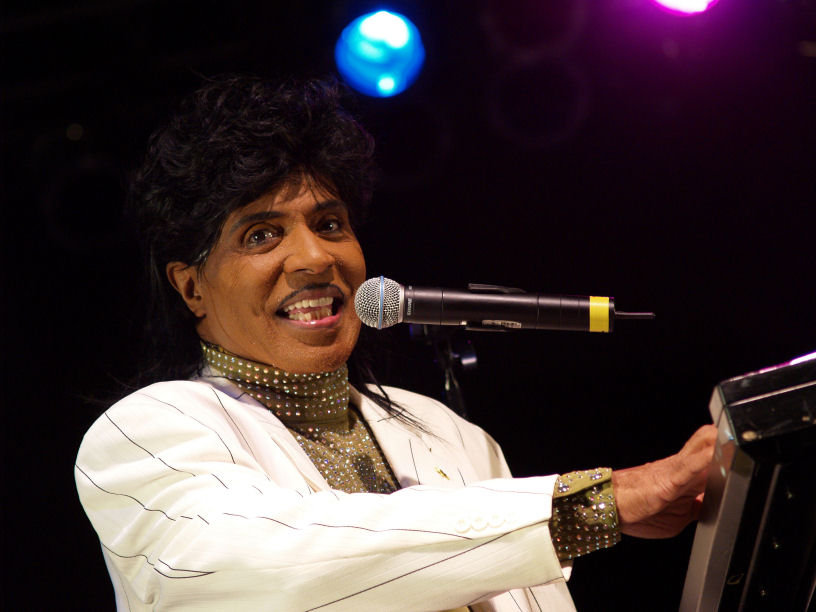
американський співак Літл Річард у 2007 році

- Літл Річард, 87, американський співак[784].

### 8 травня
- Рой Горн, 75, американський ілюзіоніст; COVID-19[785].
- Ірина Б'єнько-Шуль, 101, українська громадська діячка[786].

### 7 травня
- Тищенко Любов Григорівна, 79, радянська та російська акторка[787].

### 6 травня
- Паркіна Тетяна Олексіївна, 68, радянська і російська акторка та співачка[788].

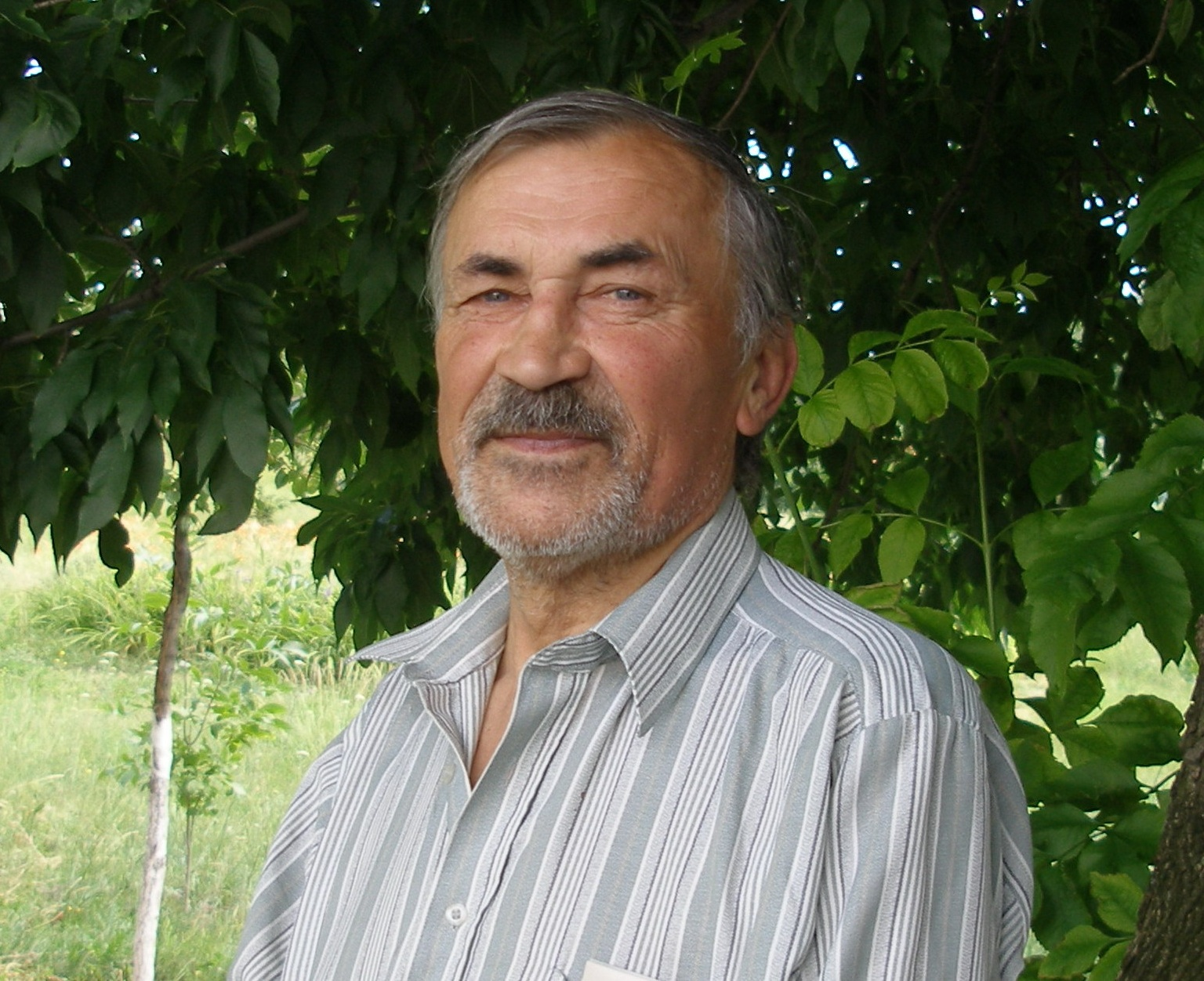
український письменник та журналіст Григорій Половинко у 2008 році

- Половинко Григорій Григорович, 73, український письменник, журналіст та перекладач[789].

### 5 травня
- Адян Сергій Іванович, 89, радянський та російський математик[790].
- Гоян Михайло Іванович, 98, український громадський діяч[791].
- Козаченко Юрій Васильович, 79, радянський та український математик[792].
- Ян Гальварссон, 77, шведський лижник[793].

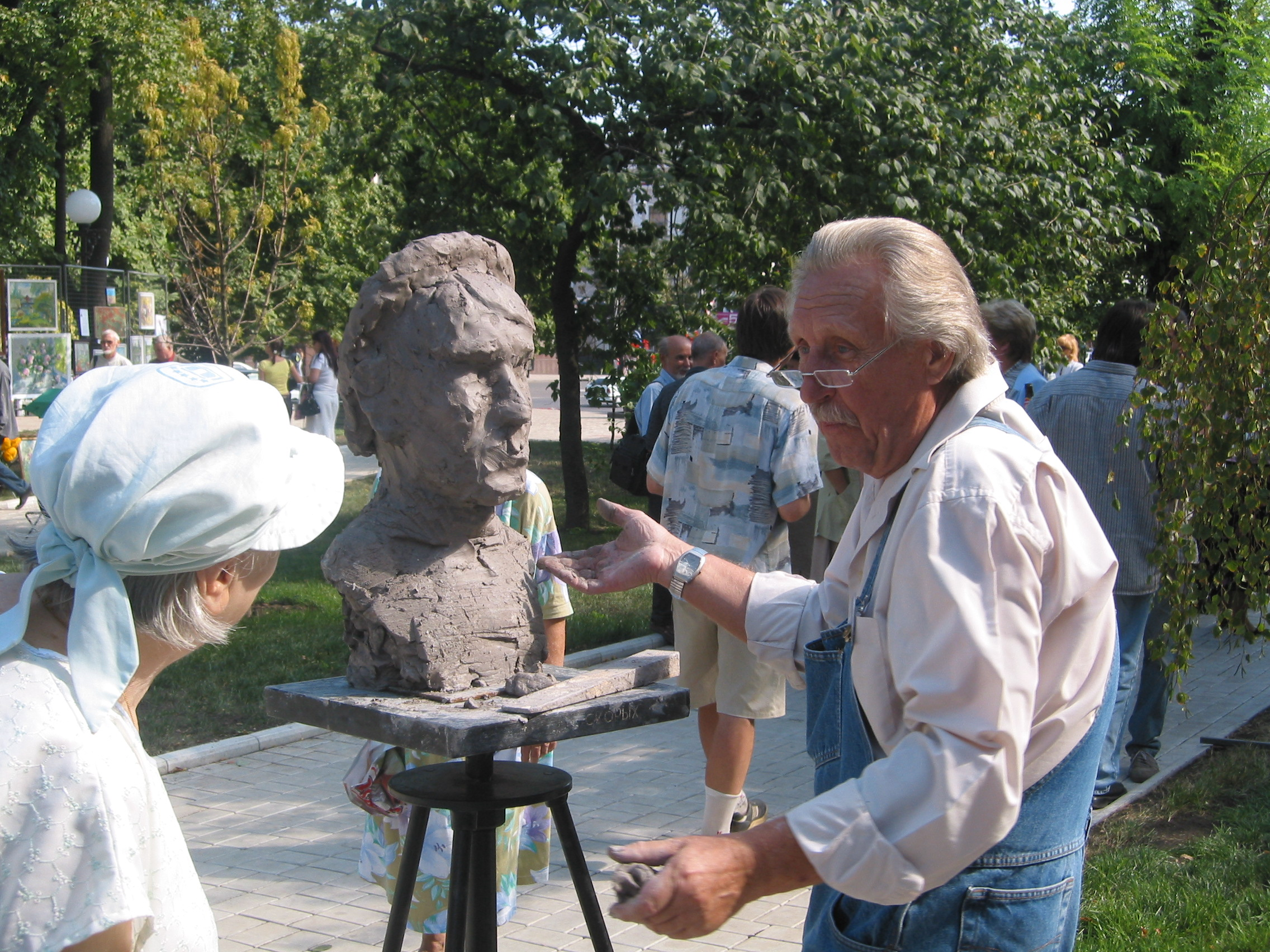
український скульптор Олександр Скорих у 2007 році

- Скорих Олександр Митрофанович, 81, радянський та український скульптор[794].

### 4 травня
- Діана Бурбон-Пармська, 87, французька аристократка, принцеса із кадетської гілки іспанської королівської родини; COVID-19[795].
- Капчик Петро Михайлович, 76, білоруський письменник та журналіст[796].

### 3 травня
- Штермер Євген Львович, 76, український тренер з велоспорту[797].

### 1 травня

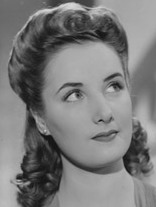
аргентинська акторка Сільвія Легран у 1944 році

- Сільвія Легран, 93, аргентинська акторка[798].
- Юдіт Ессер Міттаг, 98, німецький гінеколог[799].

## Квітень

### 30 квітня
- Кірсо Ніна Владиславівна, 56, радянська та українська співачка, солістка гурту «Фрістайл»[800].
- Мариновський Юрій Юхимович, 67, український історик, журналіст, краєзнавець[801].

### 29 квітня
- Джакомо Далла Торре, 75, Великий Магістр Мальтійського ордена (2018—2020)[802].
- Яніс Лусіс, 80, латвійський легкоатлет (метання списа)[803].
- Савченко Костянтин Костянтинович, 74, український журналіст, редактор, громадський діяч[804].
- Ірфан Хан, 53, індійський актор[805].
- Ях'я Хассан, 24, данський поет палестинського походження[806].
- Тревор Черрі, 72, британський футболіст та тренер[807].

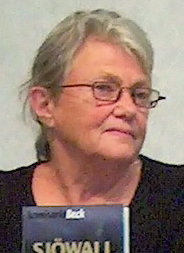
шведська письменниця Май Шевалль у 2005 році

- Май Шевалль, 84, шведська письменниця, журналістка та перекладач[808].

### 28 квітня
- Антонюк Зиновій Павлович, 87, український публіцист, перекладач, правозахисник[809].
- Варварцев Микола Миколайович, 90, український історик[810].
- Луї Кардьє, 77, французький футболіст[811].
- Едді Пітерс Графланд, 86, нідерландський футболіст (голкіпер)[812].
- Майкл Робінсон, 61, ірландський футболіст[813].

### 27 квітня
- Базанова Марина Вікторівна, 57, українська гандболістка[814].
- Робер Ербен, 81, французький футболіст[815].
- Нікулін Ігор Юрійович, 60, радянський український хокеїст[816].
- Гідеон Патт, 87, ізраїльський політик[817].
- Шаповаленко Павлина Михайлівна, 70, українська господарська діячка, Герой України (2001)[818].

### 26 квітня
- Томас Балькасар, 88, мексиканський футболіст[819].
- Заплетнюк Євген Ростиславович, 41, український релігійний діяч, публіцист та місіонер[820].

### 25 квітня
- Пер Улоф Енквіст, 85, шведський письменник та драматург[821].
- Ламах Аліна Миколаївна, 94, радянська та українська художниця тканин[822].

### 24 квітня
- Кі Давпет Нухуанг, 47, лаоський співак та актор[823].
- Антіца Менац, 97, хорватська славістка, філолог та перекладач.

### 23 квітня
- Ллойд деМос, 88, американський історик і психолог, один із засновників психоісторії[824].
- Карпинець Ірина Іванівна, 80, українська художниця[825].
- Ольховський Владислав Сергійович, 82, український науковець, спеціаліст у галузі ядерної фізики[826].

### 22 квітня
- Гартвіг Гаудер, 65, німецький легкоатлет[827].

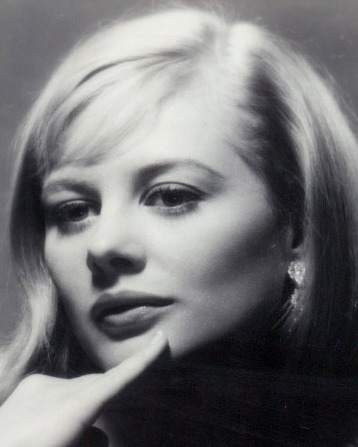
американська акторка Ширлі Найт у 1963 році

- Ширлі Найт, 83, американська акторка[828].
- Пол Ронті, 91, канадський хокеїст[829].

### 21 квітня
- Дмитро Дяченко, 52, американський актор і музикант українського походження[830].
- Абдель Рахім аль-Кіб, 70, лівійський політик та інженер[831].
- Крейг Шерголд, 40, британський хворий на рак, який отримав близько 350 мільйонів вітальних листівок, завдяки чому потрапив до Книги рекордів Гіннесу[832].

### 20 квітня

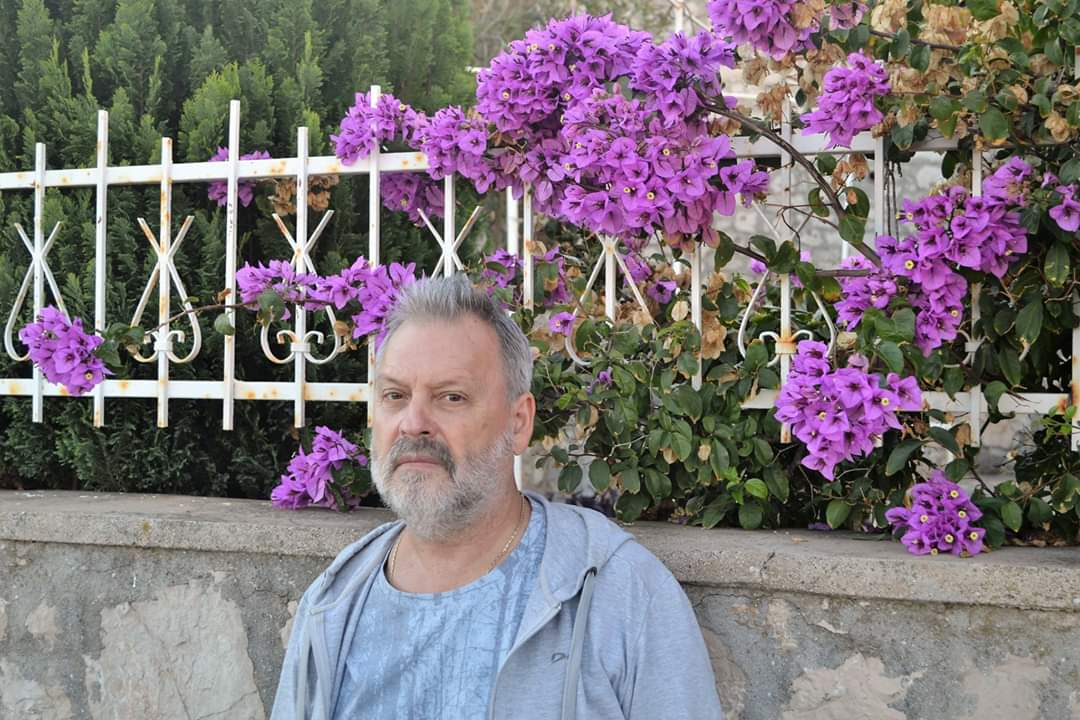
український художник Костянтин Могилевський

- Могилевський Костянтин Вікторович, 66, український художник[833].

### 19 квітня
- Дуейн Аккерсон, 77, американський письменник та поет[834].
- Едмон Барафф, 77, французький футболіст[835].
- Індіо, 89, бразильський футболіст[836].
- Капто Олександр Семенович, 87, радянський партійний діяч та дипломат[837].

### 18 квітня
- Ваверко Людмила Веніамінівна, 92, молдовська піаністка та педагог[838].
- Есадзе Реваз Парменович, 86, грузинський актор, режисер та сценарист[839].
- Урано Наварріні, 74, італійський футболіст; COVID-19[840].
- Пол О'Нілл, 84, американський політик, міністр фінансів США (2001—2002)[841].
- Ласло Падар, 76, угорський футбольний суддя, арбітр ФІФА (1977—1987)[842].

### 17 квітня
- Норман Гантер, 76, британський футболіст; COVID-19[843].
- Макс Квакенбуш, 91, канадський хокеїст[844].
- Карлос Контрерас, 81, чилійський футболіст[845].
- Назаренко Леонід Ферапонтович, 98, український орнітолог[846].
- Сідашенко Олександр Іванович, 71, український науковець та педагог[847].
- Уралова Євгенія Володимирівна, 79, радянська та російська акторка, Народна артистка Росії (2000)[848].

### 16 квітня
- Бобровський Альберт Іванович, 88, радянський воєначальник, заслужений військовий льотчик СРСР[849].
- Джин Дейч, 95, американський художник-мультиплікатор[850].
- Джейн Ді Галл, 84, американська політикиня, 20-та губернаторка Аризони[851].
- Крістоф, 74, французький співак та автор пісень; COVID-19[852].

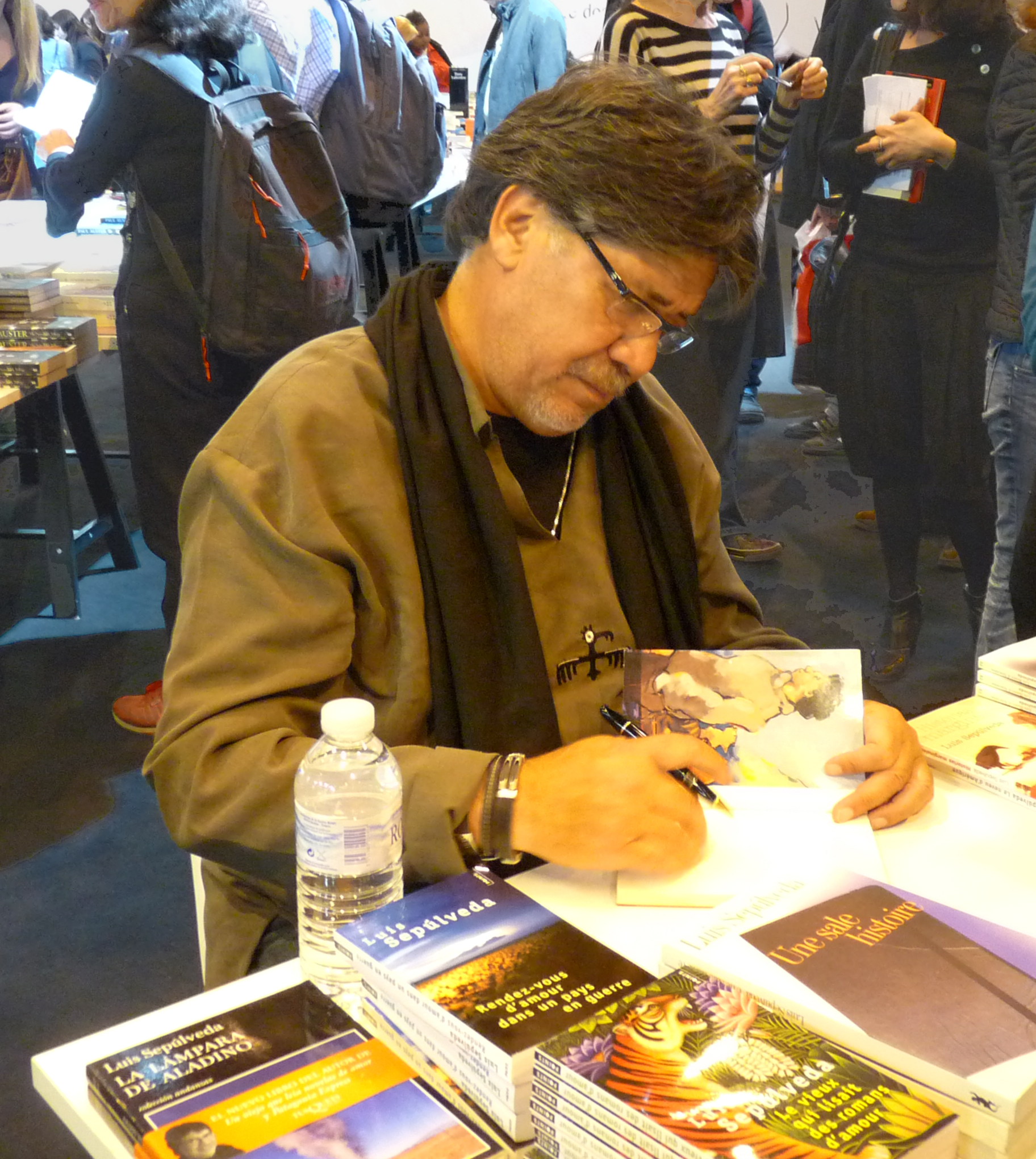
чилійський письменник Луїс Сепульведа у 2010 році

- Луїс Сепульведа, 70, чилійський письменник та журналіст; COVID-19[853].

### 15 квітня

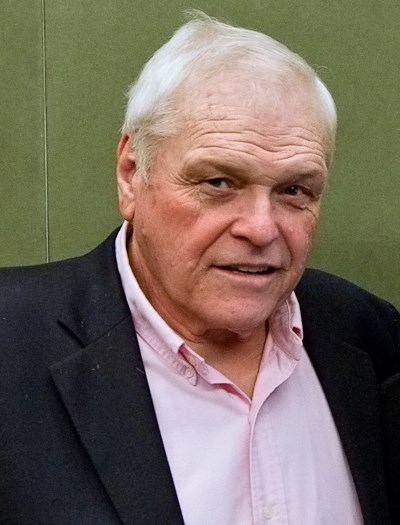
американський актор Браян Деннегі у 2009 році

- Браян Деннегі, 81, американський актор[854].
- Лі Коніц, 92, американський джазовий саксофоніст та композитор; COVID-19[855].
- Мельник Анатолій Васильович, 62, український географ[856].
- Рубен Фонсека, 94, бразильський письменник[857].
- Шаригін Михайло Дмитрович, 81, радянський та російський економіко-географ[858].

### 14 квітня
- Натан Брукс, 86, американський боксер[859].
- Майкл Гілкс, 86, гаянський письменник, COVID-19[860].

### 13 квітня
- Антоненко Зінаїда Опанасівна, 64, радянський та український інфекціоніст[861].
- Єфрем Баух, 86, молдовський та ізраїльський російськомовний письменник, поет, перекладач, журналіст, громадський діяч[862].
- Патриція Мілларде, 63, французька акторка[863].

### 12 квітня
- Пітер Бонетті, 78, британський футболіст[864].
- Українець Анатолій Іванович, 65, український науковець та педагог[865].
- Стірлінг Мосс, 90, британський автогонщик, пілот Формули-1 (1951—1961), переможець Targa Florio (1955)[866].
- Чон Вон Сік, 91, південнокорейський політик, педагог, Прем'єр-міністр Південної Кореї (1991—1992)[867].

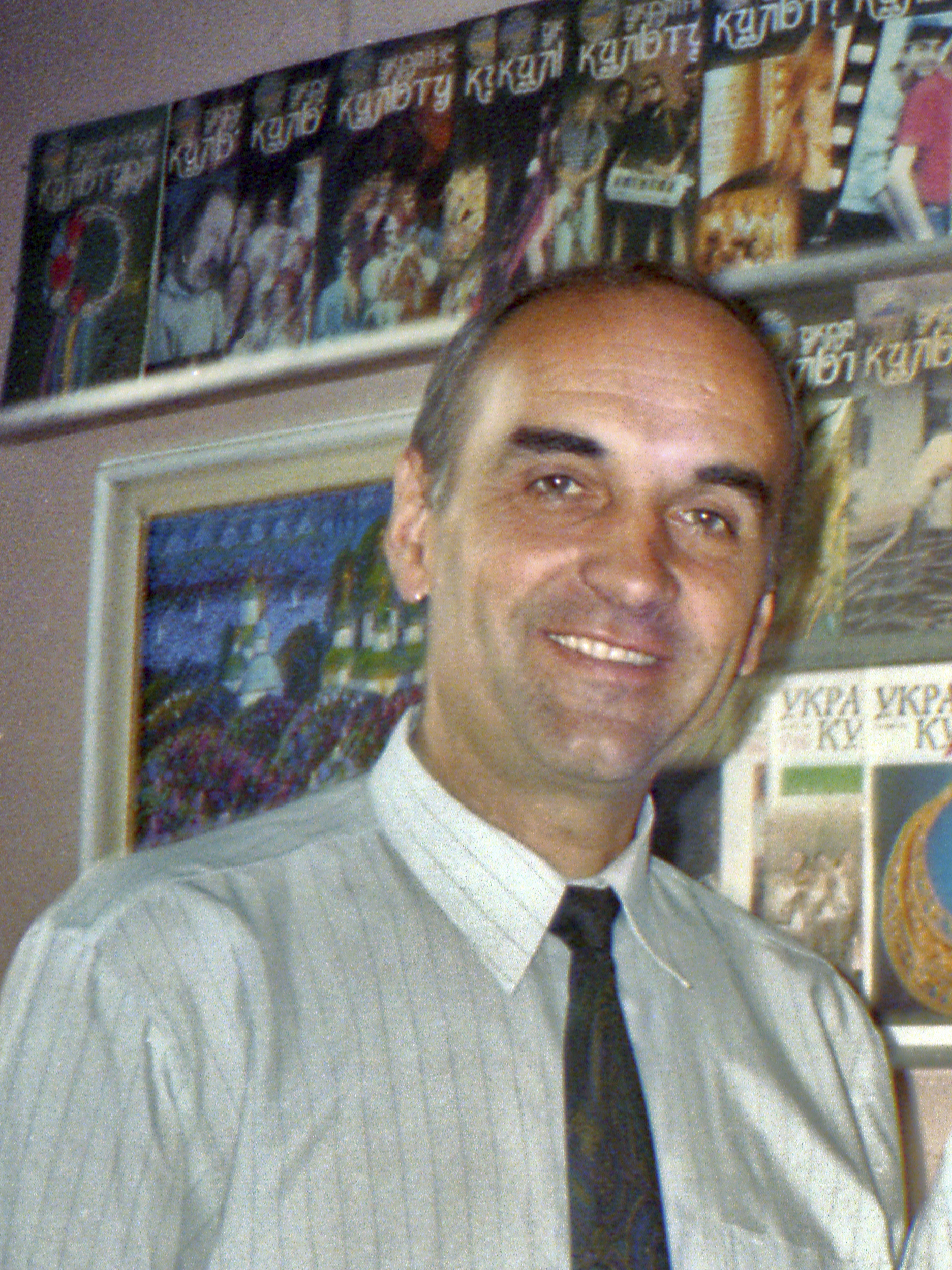
український журналіст Андрій Яремчук у 1996 році

- Яремчук Андрій Андрійович, 71, український журналіст, головний редактор журналу «Українська культура» (1991—2009)[868].

### 11 квітня

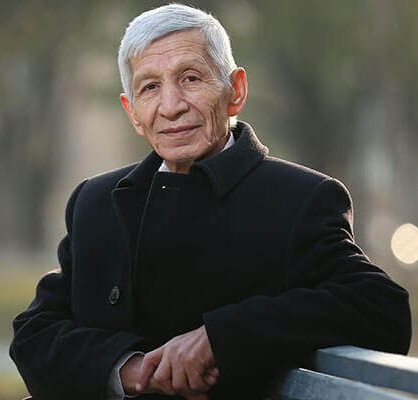
радянський узбецький поет, журналіст та письменник-фантаст Анвар Абіджан

- Анвар Абіджан, 73, радянський узбецький поет, журналіст та письменник-фантаст[869].
- Колбі Кейв, 25, канадський хокеїст[870][871].
- Джон Конвей, 82, британський математик; COVID-19[872].

### 10 квітня
- Том Вебстер, 71, канадський хокеїст та тренер[873].

### 9 квітня

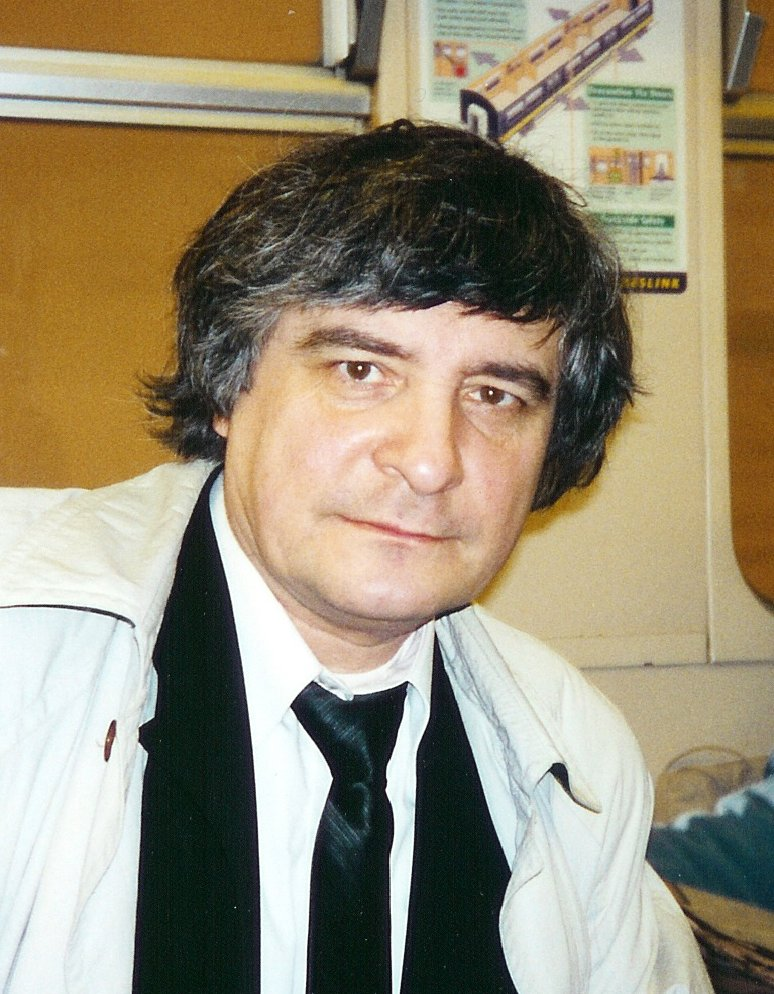
російський та британський композитор Дмитро Смирнов

- Дмитро Смирнов, 71, російський і британський композитор; COVID-19[874].
- Стольберг Фелікс Володимирович, 81, український вчений-еколог, фахівець у галузі фітотехнології[875].
- Татаренко Євдокія Борисівна, 93, українська радянська діячка[876].
- Мігель Хонес, 81, іспанський футболіст; COVID-19[877].

### 8 квітня
- Роберт Лін Керрол, 81, американський палеонтолог; COVID-19[878].
- Валерій Муравський, 70, молдовський політичний діяч та бізнесмен, Прем'єр-міністр Молдови (1991—1992)[879].
- Шимон Окштейн, 69, американський художник; COVID-19[880][881].
- Франческо Ла Роза, 93, італійський футболіст; COVID-19[882].
- Пет Степлтон, 79, канадський хокеїст[883].

### 7 квітня
- Дацюк Олександр Осипович, 56, український музикант, композитор-пісняр, лідер гурту «Лесик Band»; вбивство[884].
- Жан-Лоран Коше, 85, французький режисер, актор театру та кіно, викладач акторського мистецтва; COVID-19[885].
- Федорюк Василь Олександрович, 72, президент футбольного клубу ФСК «Буковина» (1993—1998, 2007—2010); COVID-19[886].

### 6 квітня
- Радомир Антич, 71, сербський футбольний тренер[887].
- Клод Бартелемі, 74, гаїтянський футболіст[888].
- Стефан Сулик, 95, релігійний діяч, митрополит Філадельфійський Української Греко-Католицької Церкви (1980—2000); COVID-19[889].

### 5 квітня
- Маргарет Бербідж, 100, британсько-американський астроном[890].
- Онор Блекман, 94, британська акторка[891].

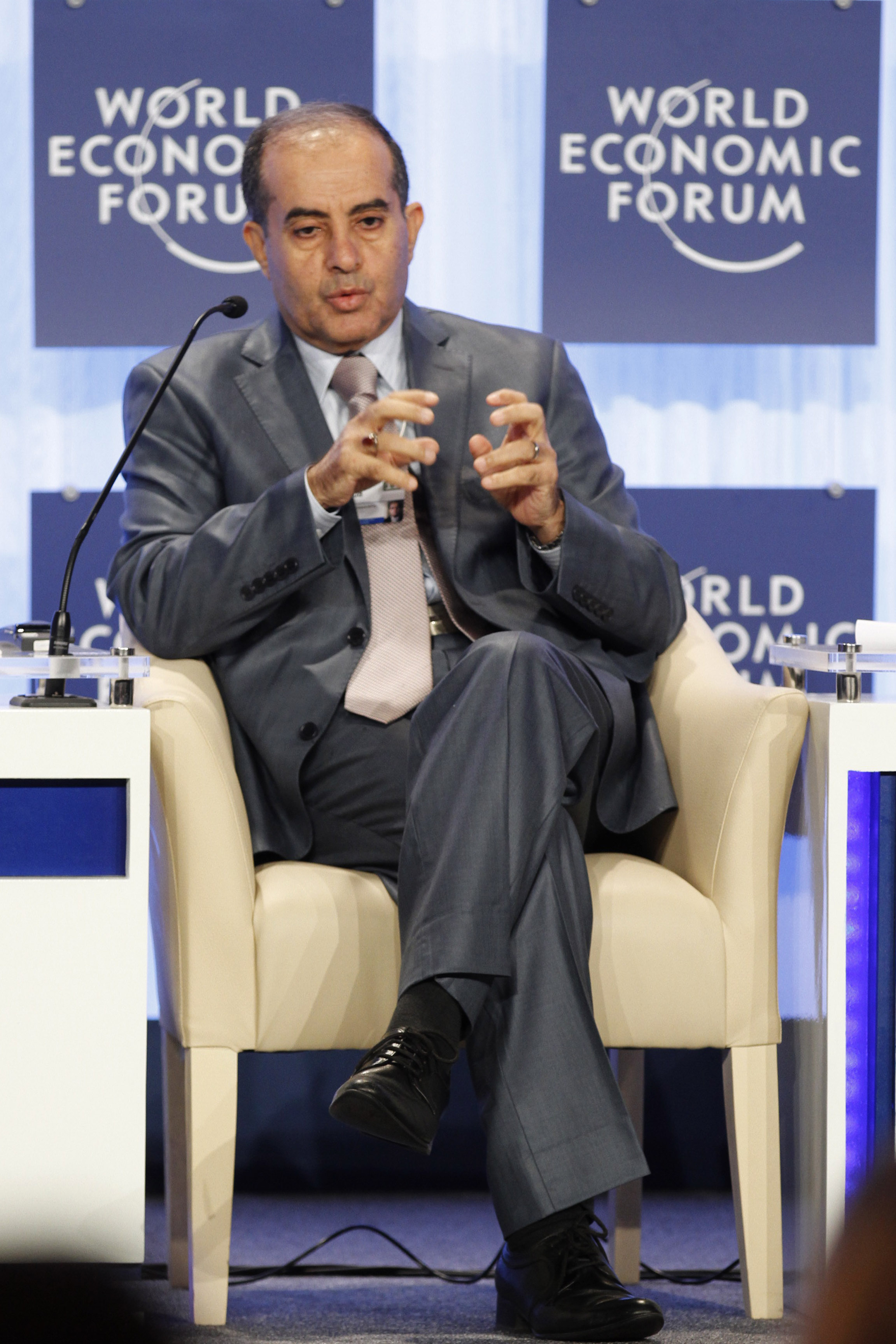
лівійський політик Махмуд Джабріль у 2011 році

- Махмуд Джабріль, 67, лівійський політик, Прем'єр-міністр Перехідної національної ради Лівії; COVID-19[892].
- Каарло Пентті Лінкола, 87, фінський енвайронменталіст, вчений-еколог та письменник[893].
- Оксана Міяковська, 100, діячка української діаспори, архіваріус УВАН[894].
- Свержин Володимир Ігорьович, 55, український російськомовний письменник-фантаст[895].

### 4 квітня

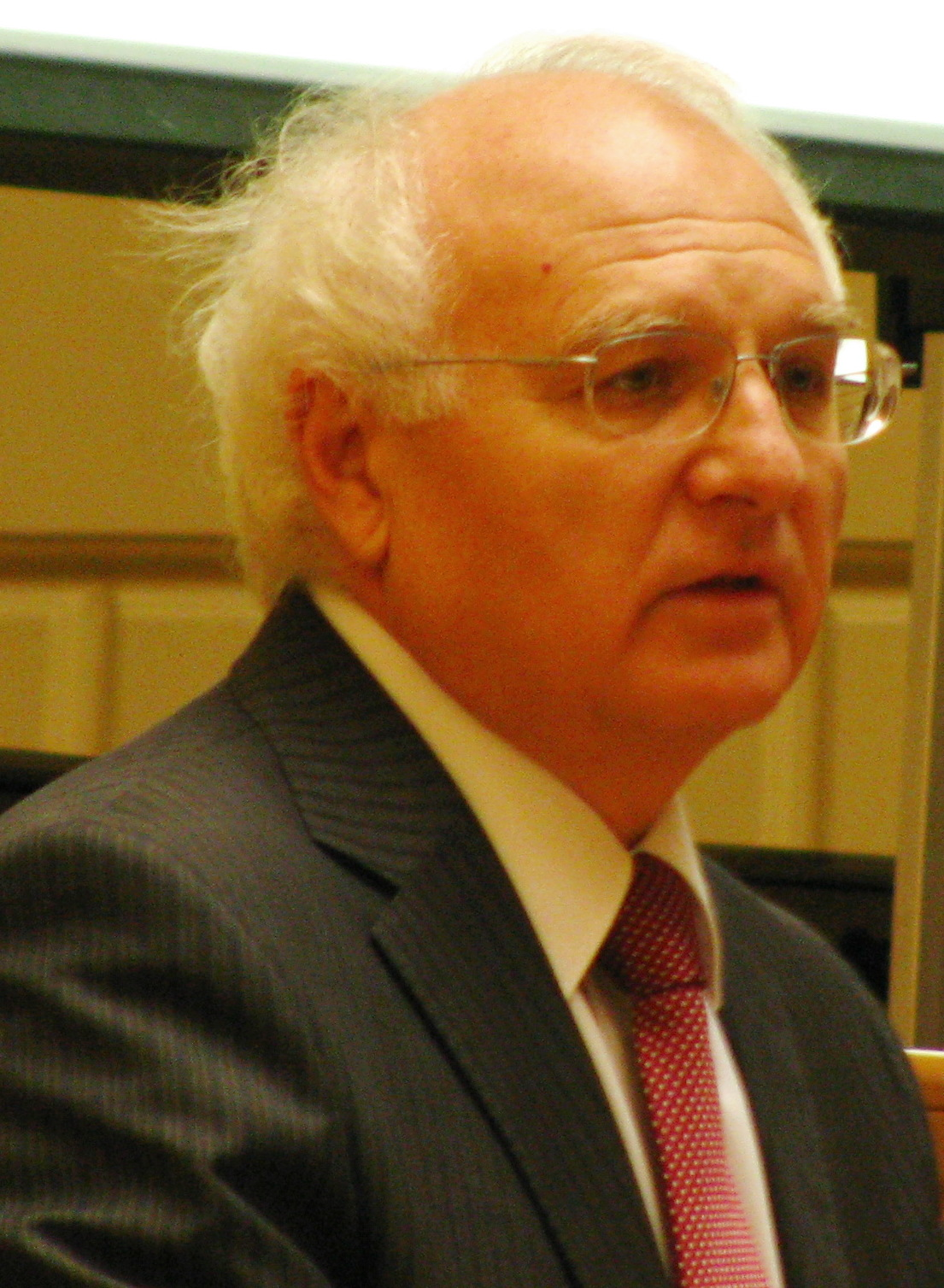
український фізик, політик і громадський діяч, міністр освіти і науки України Іван Вакарчук

- Вакарчук Іван Олександрович, 73, український фізик, політик, педагог та громадський діяч, міністр освіти і науки України (2007—2010), Заслужений діяч науки і техніки України (2006), Герой України (2007)[896].
- Королюк Володимир Семенович, 94, радянський та український математик[897].
- Рафаель Леонардо Кальєхас, 76, гондураський політик, Президент Гондурасу (1990—1994)[898].

### 3 квітня
- Гриценко Олександр Андрійович, 62, український поет та культуролог[899].
- Ганс Маєр, 94, французький актор[900].

### 2 квітня
- Грегоріо Беніто, 73, іспанський футболіст; COVID-19[901].
- Патриція Босворт, 86, американська журналістка, письменниця та акторка; COVID-19[902].
- Дзаккарія Кометті, 83, італійський футболіст; COVID-19[903].
- Арнольд Совінскі, 89, французький футболіст; COVID-19[904].
- Устименко Василь Євдокимович, 83, український журналіст та краєзнавець[905].

### 1 квітня
- Анісімов Микола Тихонович, 85, український художник[906].
- Собков Василь Тимофійович, 75, український військовий діяч, начальник Головного штабу Збройних Сил України — перший заступник Міністра оборони України (1992)[907].
- Маріо Чальду, 77, аргентинський футболіст[908].
- Адам Шлезінгер, 52, американський співак та композитор; COVID-19[909].

## Березень

### 31 березня
- Азбель Марк Якович, 87, радянський та ізраїльський фізик-теоретик[910].
- Пешко Золтан, 83, угорський диригент та композитор-авангардист[911].

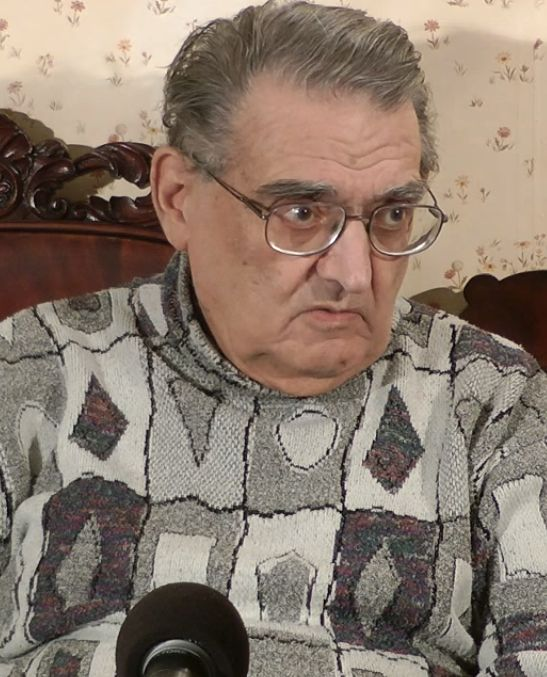
російський письменник, поет та драматург Леонід Зорін у 2012 році

- Зорін Леонід Генріхович, 95, російський письменник, поет, драматург[912].
- Абдель Галім Хаддам, 87, сирійський державний і політичний діяч, віцепрезидент Сирії (1984—2005)[913].
- Річард К. Фрідман, 79, американський психіатр[914].
- Фроліков Олексій Вікторович, 63, радянський та латвійський хокеїст[915].
- Шпиг Федір Іванович, 64, український політик та бізнесмен; ДТП[916].

### 30 березня
- Хао Боцунь, 100, китайський військовик і політик, голова Виконавчого Юаня Республіки Китай (1990—1993)[917].
- Білл Візерс, 81, американський співак та автор пісень у стилі соул[918].
- Маноліс Глезос, 97, грецький політик та письменник[919].
- Жоакім Йомбі-Опанго, 81, конголезький політик, Президент (1977—1979) та Прем'єр-міністр (1993—1996) Республіки Конго; COVID-19[920].
- Мілутин Кнежевич, 71, єпископ Сербської православної церкви, єпископ Валевський; COVID-19[921].
- Квасі Овусу, 74, ганський футболіст[922].
- Катерина Танова, 90, тувинська поетеса, письменниця та перекладач[923].

### 29 березня

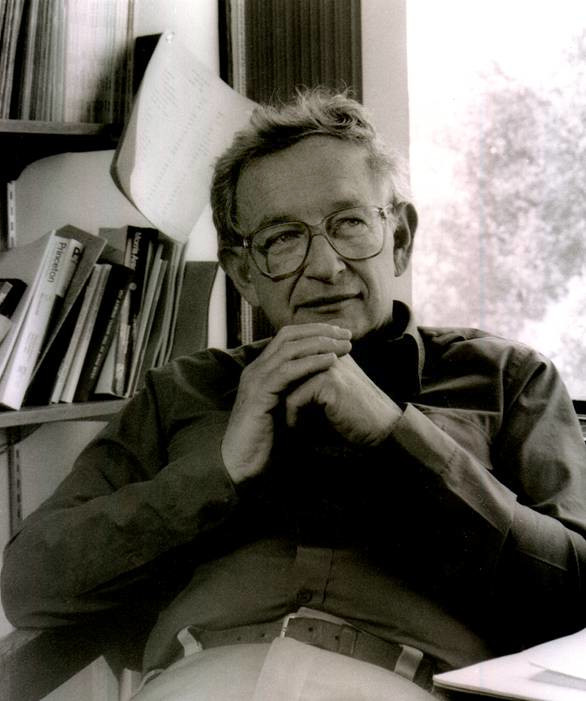
американський фізик Філіп Андерсон

- Філіп Андерсон, 96, американський фізик, лауреат Нобелівської премії з фізики (1977, спільно з Невіллом Моттом та Джоном ван Флеком)[924].
- Бондарев Юрій Васильович, 96, російський письменник та громадський діяч[925].
- Патрік Деведжян, 75, французький політик; COVID-19[926].
- Джо Діффі, 61, американський співак у стилі кантрі; COVID-19[927].
- Хосе Луїс Капон, 72, іспанський футболіст; COVID-19[928].

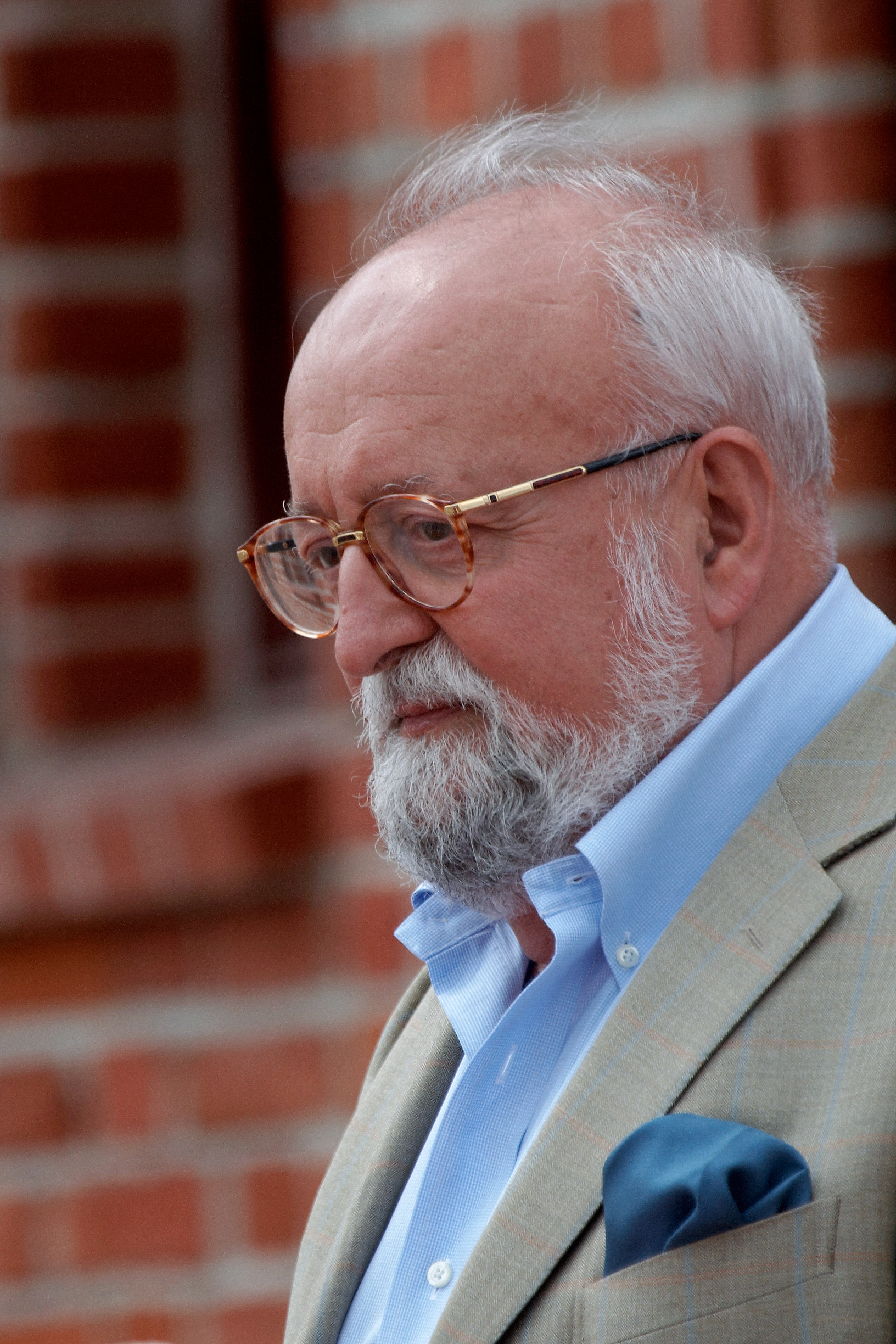
польський композитор Кшиштоф Пендерецький у 2008 році

- Кшиштоф Пендерецький, 86, польський композитор, диригент та педагог[929].

### 28 березня

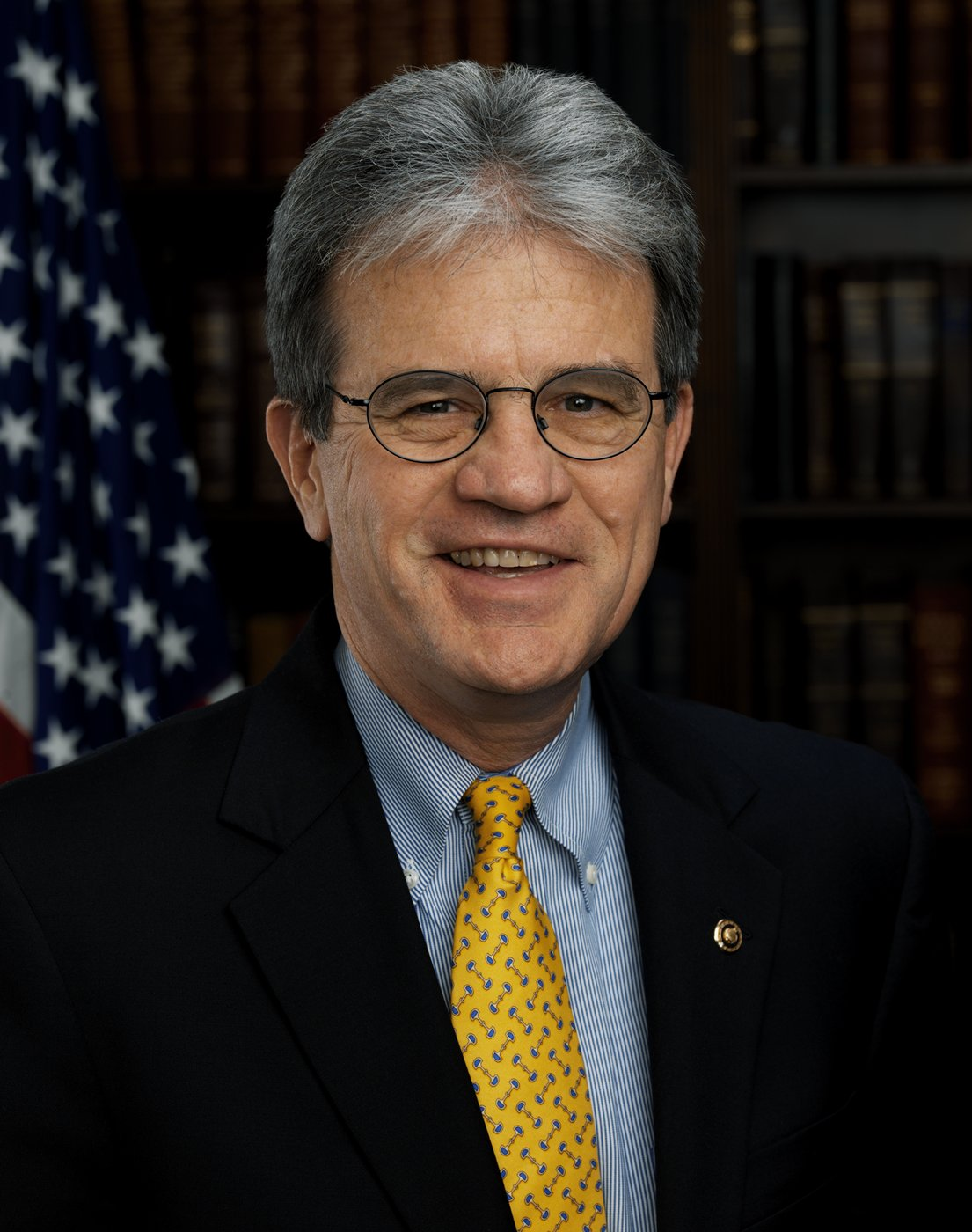
американський політик Том Коберн

- Том Коберн, 72, американський політик[930].

### 27 березня
- Любомудров Володимир Павлович, 80, радянський і російський кінорежисер та сценарист[931].
- Хамед Каруї, 92, туніський політик[932].
- Семенов Юрій Кузьмич, 88, радянський діяч, генеральний директор виробничого енергетичного об'єднання «Донбасенерго», міністр енергетики і електрифікації СРСР (1989—1991)[933].
- Міннуллін Роберт Мугаллімович, 71, радянський і російський татарський поет, журналіст та політичний діяч[934].
- Химочка Степан Іванович, 82, радянський, український та російський художник[935].

### 26 березня
- Марія Тереза Бурбон-Пармська, 86, принцеса із кадетської гілки іспанської королівської родини; COVID-19[936].
- Мішель Ідальго, 87, французький футболіст та тренер[937].
- Дженіфер Клак, 72, британський палеонтолог[938].
- Костомаров Віталій Григорович, 90, радянський і російський лінгвіст та філолог[939].
- Наомі Мунаката, 64, бразильська хорова диригентка японського походження; COVID-19[940].

### 25 березня
- Богомяков Геннадій Павлович, 89, радянський державний діяч[941].
- Марк Блум, 69, американський актор; COVID-19[942].
- Кузнєцов Герард Олексійович, 94, український краєзнавець[943].
- Макарова Інна Володимирівна, 93, радянська та російська акторка, Народна артистка СРСР (1985)[944].
- Детто Маріано, 82, італійський композитор, аранжувальник, пісняр, піаніст, музичний продюсер та видавець; COVID-19[945].

### 24 березня
- Бокий Іван Сидорович, 78, український політик[946].
- Стюарт Гордон, 72, американський режисер та сценарист[947].

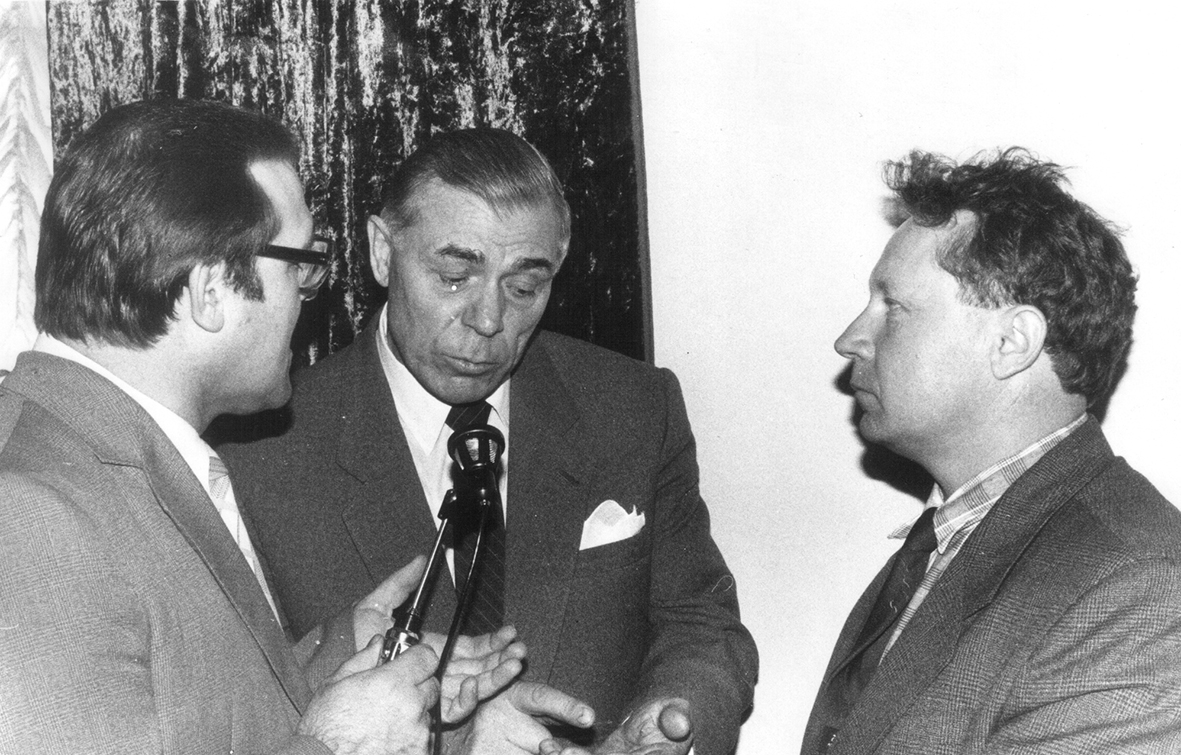
український оперний співак Анатолій Мокренко (в центрі) у 1989 році

- Мокренко Анатолій Юрійович, 87, український оперний співак (баритон), Народний артист України (1973), Народний артист СРСР (1976)[948].
- Ігнасіо Трельєс Кампос, 103, мексиканський футболіст[949].
- Альбер Удерзо, 92, французький художник[950].

### 23 березня
- Лючія Бозе, 89, італійська акторка; COVID-19[951].
- Вістовський Олег Володимирович, 58, український поет та журналіст[952].
- Журавко Валерій Вікторович, 72, радянський український футболіст та тренер[953].
- Альфіо Контіні, 92, італійський кінооператор[954].
- Лисенко Петро Федорович, 88, радянський та білоруський археолог[955].
- Юлія Шигмонд, 90, румунська акторка угорського походження; COVID-19[956].

### 22 березня
- Гулак Анатолій Тихонович, 80, український лінгвіст[957].
- Іфеані Джордж, 26, нігерійський футболіст; ДТП[958].

### 21 березня

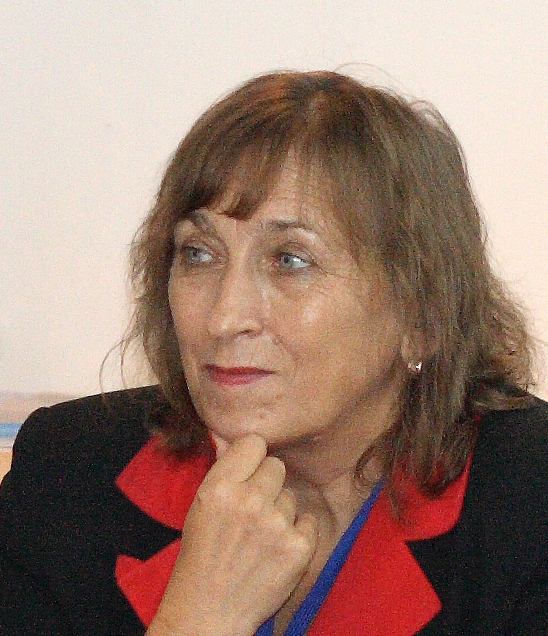
українська соціологиня Ірина Бекешкіна

- Бекешкіна Ірина Ериківна, 68, український соціолог[959].
- Лоренсо Санс, 76, іспанський футбольний менеджер, президент футбольного клубу «Реал Мадрид» (1995—2000); COVID-19[960].
- Вальтер Володимир Петришин, 91, американський математик українського походження[961].

### 20 березня
- Кенні Роджерс, 81, американський музикант, співак та актор[962].
- Прадіп Кумар Банерджі, 83, індійський футболіст і тренер[963].
- Владімір Забродський, 97, чехословацький хокеїст та тенісист[964].
- Амадео Каррісо, 93, аргентинський футболіст[965].
- Пушкар Наталія Юхимівна, 77, український історик[966].
- Пшеничний Микола Іванович, 65, український поет, краєзнавець та видавець[967].
- Федоришин Ярослав Васильович, 64, український театральний діяч, режисер та актор, Заслужений діяч мистецтв України[968].

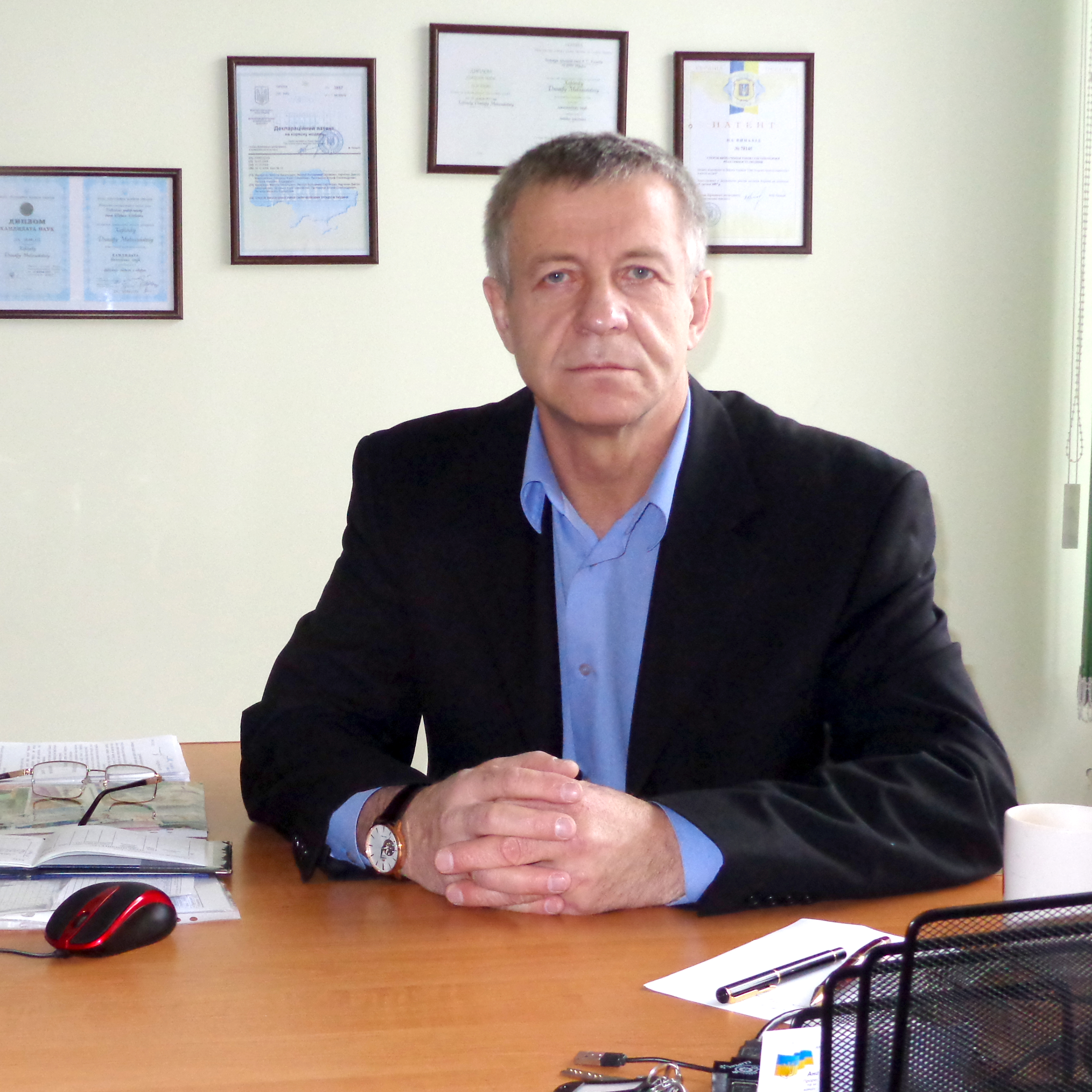
український науковець в галузі психології та фізіології людини Дмитро Харченко

- Харченко Дмитро Миколайович, 61, український науковець в галузі психології та фізіології людини, педагог[969].

### 19 березня
- Пітер Віттінгем, 35, британський футболіст[970].
- Інноченцо Доніна, 69, італійський футболіст; COVID-19[971].
- Орлус Мабеле, 66, конголезький співак та композитор; інсульт і COVID-19[972].

### 18 березня
- Хоакін Пейро, 84, іспанський футболіст та тренер[973].
- Юта Стріке, 49, латвійський політик[974].
- Лучано Федерічі, 81, італійський футболіст; COVID-19[975].

### 17 березня
- Бетті Вільямс, 76, північноірландська громадсько-політична діячка, пацифістка, лауреатка Нобелівської премії миру (1976, спільно з Мейрид Корріган)[976].
- Лимонов Едуард Веніамінович, 77, російський політичний діяч, письменник, поет та публіцист[977].
- Мануель Серіфу Ньямаджу, 61, політичний і державний діяч Гвінеї-Бісау, тимчасовий президент країни (2012—2014)[978].
- Патук Іван Іванович, 97, радянський військовик[979].

### 16 березня
- Серджіо Бассі, 69, італійський співак і автор пісень; COVID-19[980].
- Скорейко Юрій Георгійович, 60, український політично-громадський діяч[981].

### 15 березня
- Вітторіо Ґреґотті, 92, італійський архітектор, містобудівник та теоретик мистецтва, автор ідеї італійського неораціоналізму; COVID-19[982].
- Айтач Ялман, 79, турецький генерал, головнокомандувач турецької армії, COVID-19[983].

### 14 березня
- Кріс Рід, 30, японський фігурист[984].

### 13 березня
- Філіппос Пецальнікос, 69, грецький політик, голова Грецького парламенту (2009—2012)[985].

### 12 березня
- Данута Балицька, 87, польська акторка[986].
- Тоні Маршалл, 68, французька акторка, режисер, сценаристка та продюсер[987].
- Огнєва Інелла Андріївна, 20, українська поетеса[988].
- Мішель Ру, 78, британський шеф-кухар та ресторатор французького походження[989].
- Сухенко Юрій Григорович, 68, радянський та український науковець у галузі харчової промисловості[990].

### 11 березня

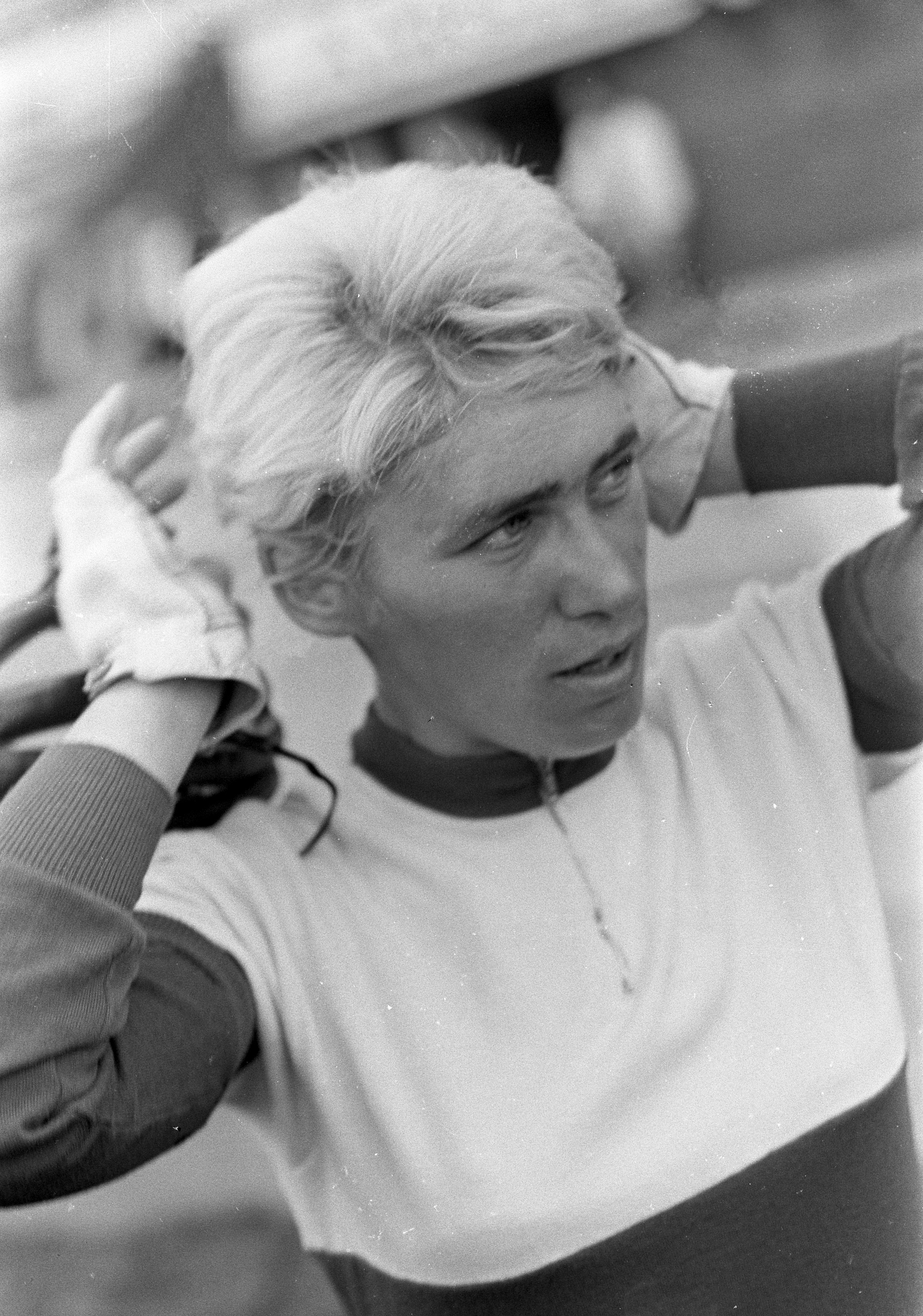
радянська трекова велогонщиця Ірина Кириченко у 1967 році

- Кириченко Ірина Іванівна, 82, радянська трекова велогонщиця[991].
- Пророченко Тетяна Василівна, 67, радянська українська легкоатлетка[992].
- Роберто Стелла, 67, італійський лікар, президент Медичної асоціації провінції Варезе; COVID-19[993].

### 10 березня
- Гнатченко Сергій Леонідович, 72, радянський та український фізик[994].

### 9 березня
- Річард Ґай, 103, британський математик[995].
- Італо Де Дзан, 94, італійський велогонщик, переможець перегонів Мілан — Турин (1947); COVID-19[996].

### 8 березня
- Буйських Сергій Борисович, 70, український історик та археолог[997].
- Концур Григорій Васильович, 78, радянський російський співак (бас) та педагог[998].
- Макс фон Сюдов, 90, шведський актор[999].

### 7 березня
- Жаїр Маріньйо, 83, бразильський футболіст[1000].

український художник Анатолій Покотюк у 2011 році

- Покотюк Анатолій Стратонович, 68, український художник[1001].

### 6 березня
- Бойко Петро Тодосьович, 89, український радіодиктор, Заслужений артист України (1984)[1002].
- Алдоніс Веріньш, 91, латвійський селекціонер[1003].
- Магдалено Меркадо, 75, мексиканський футболіст[1004].
- Девід Пол, 62, американський культурист та актор[1005].
- Анрі Рішар, 84, канадський хокеїст[1006].

### 5 березня
- Богданович Станіслав Едуардович, 27, український шахіст, гросмейстер (2017)[1007].
- Еміліо Капріле, 91, італійський футболіст[1008].
- Антоніо Пермунян, 89, швейцарський футболіст[1009].

### 4 березня

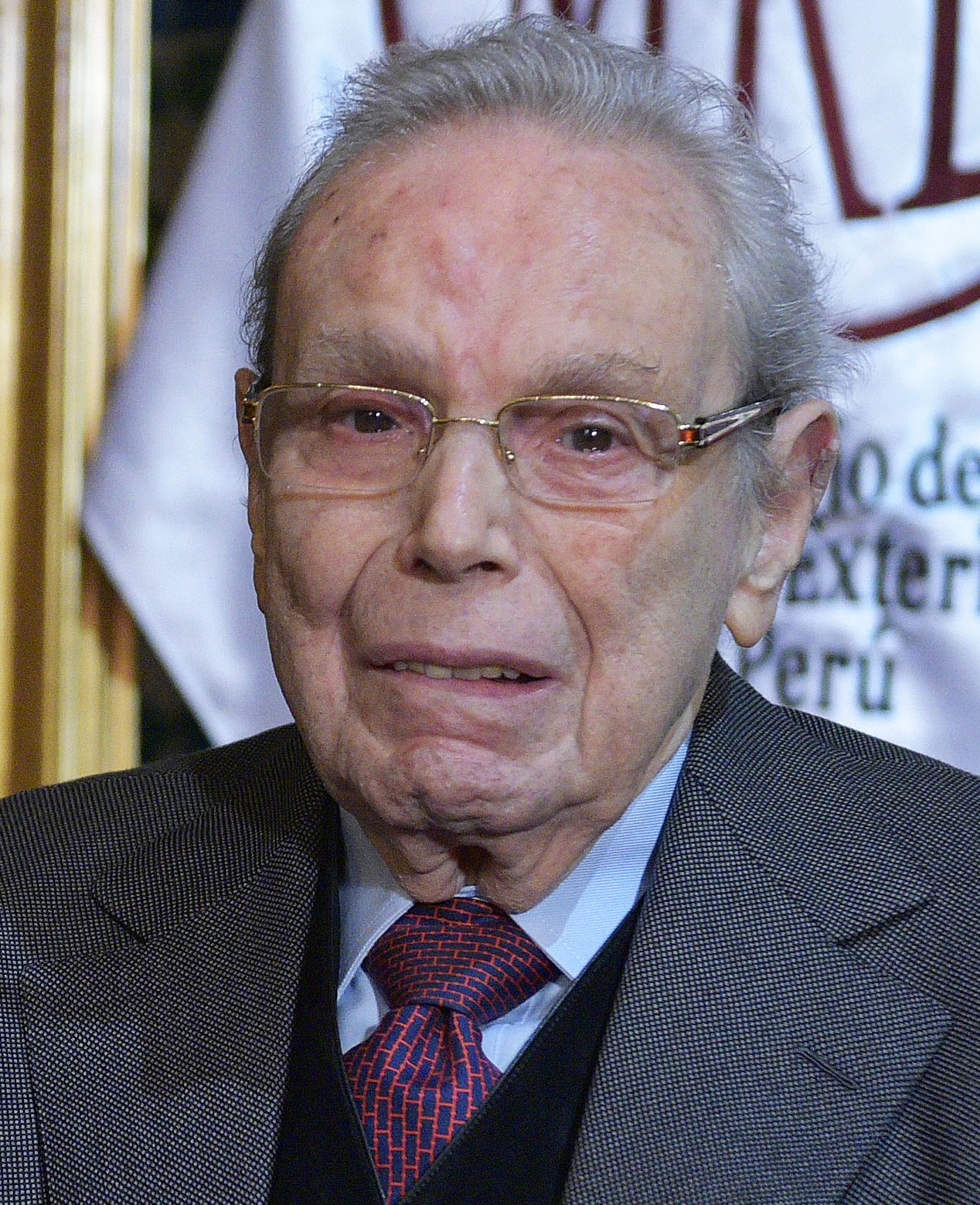
5-й Генеральний секретар ООН (1982—1991) Хав'єр Перес де Куельяр

- Хав'єр Перес де Куельяр, 100, перуанський державний діяч та дипломат, 5-й Генеральний секретар ООН (1982—1991)[1010].
- Демидович Надія Романівна, 93, учасниця білоруського національного спротиву[1011].
- Сорокін Олексій Іванович, 97, радянський військово-морський діяч, адмірал флоту[1012].
- Шавлакадзе Роберт Михайлович, 86, грузинський радянський легкоатлет[1013].

### 2 березня
- Громовий Михайло Пилипович, 79, український політик[1014].
- Шуральов Володимир Михайлович, 84, радянський військовик; ДТП[1015].

### 1 березня
- Антонова Марія Миколаївна, 93, російська співачка (за національністю мокша), Народна артистка Росії (1980)[1016].
- Джек Велч, 84, американський бізнесмен[1017].
- Рудич Фелікс Михайлович, 89, український політик[1018].

## Лютий

### 29 лютого
- Полканов Юрій Олександрович, 84, радянський і український геолог та мінералог[1019].
- Ева Секей, 92, угорська плавчиня[1020].

### 28 лютого

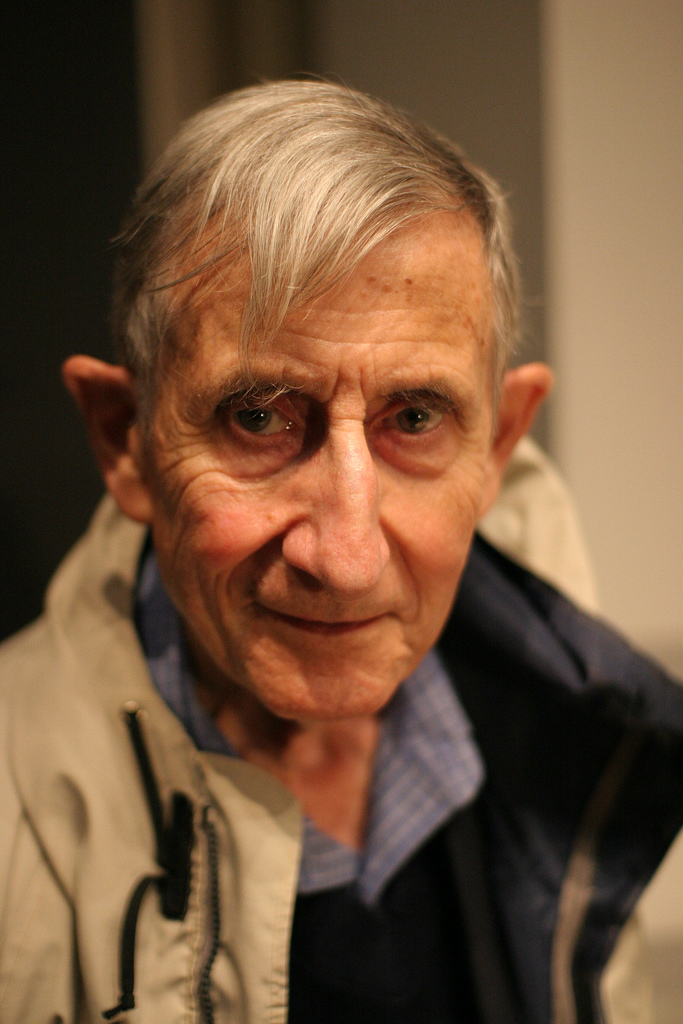
британський фізик-теоретик Фрімен Дайсон у 2005 році

- Фрімен Дайсон, 96, британський фізик-теоретик[1021].
- Кузьмін Геннадій Павлович, 74, український шахіст та тренер, гросмейстер (1973)[1022].

### 27 лютого
- Валдір Еспіноза, 72, бразильський футбольний тренер[1023].
- Алкі Зей, 96, грецька письменниця та драматургиня[1024].
- Мастило Ярослав Іванович, 72, український архітектор[1025].
- Лілліан Оффітт, 82, американська блюзова співачка[1026].
- Браян Толедо, 26, аргентинський легкоатлет (метання списа); ДТП[1027].

### 26 лютого
- Генрі Абрахам, 98, американський правознавець[1028].
- Доренський Сергій Леонідович, 88, радянський та російський піаніст[1029].

### 25 лютого
- Маріо Бунхе, 100, аргентинський філософ[1030].

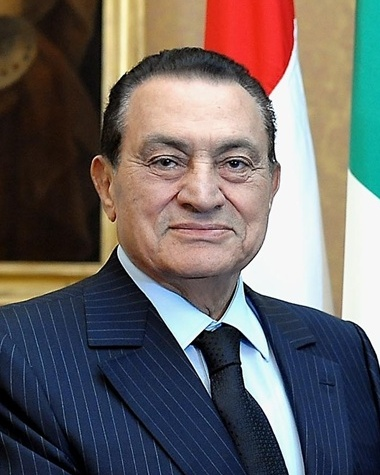
єгипетський політик Хосні Мубарак, Президент Єгипту (1981—2011)

- Хосні Мубарак, 91, єгипетський політик, Президент Єгипту (1981—2011)[1031].
- Мухамед Філіпович, 90, боснійський історик, філософ та письменник[1032].

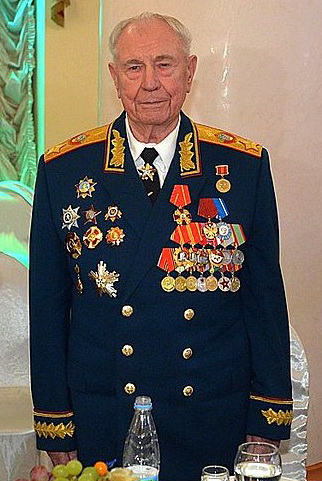
радянський військово-політичний діяч Дмитро Язов у 2014 році

- Язов Дмитро Тимофійович, 95, радянський військово-політичний діяч[1033].

### 24 лютого
- Кетрін Джонсон, 101, американський математик та фізик[1034].

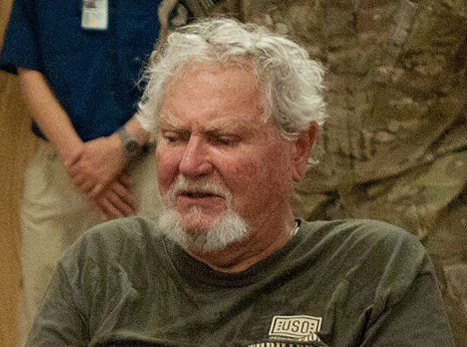
американський письменник Клайв Касслер у 2011 році

- Клайв Касслер, 88, американський письменник та підводний дослідник[1035].
- Іштван Чукаш, 83, угорський поет та письменник[1036].

### 23 лютого
- Янош Гереч, 80, угорський футболіст та тренер[1037].
- Капустін Анатолій Трохимович, 81, український оперний співак (тенор), Народний артист України (1987)[1038].
- Медко Олександр Олексійович, 67, український поет та перекладач[1039].
- Тітецу Ватанабе, 112, японський довгожитель[1040].

### 22 лютого
- Кікі Дімула, 88, грецька поетеса[1041].
- Плахетко Мар'ян Іванович, 75, радянський футболіст[1042].

### 21 лютого
- Філ Мелоуні, 92, канадський хокеїст та тренер[1043].

### 20 лютого
- Литвин Микола Степанович, 76, український кобзар, композитор, письменник, журналіст та громадський діяч[1044].
- Жан-Клод Пекер, 96, французький астроном[1045].

### 19 лютого
- Піт Бабандо, 94, американський хокеїст[1046].

### 18 лютого
- Хосе Фернандо Бонапарте, 91, аргентинський палеонтолог[1047].
- Флавіо Буччі, 72, італійський актор[1048].

### 17 лютого
- Маріу Фернандеш да Граса Машунгу, 79, мозамбіцький політик, Прем'єр-міністр Мозамбіку (1986—1994)[1049].
- Чарльз Портіс, 86, американський письменник[1050].
- Шенгелая Георгій Миколайович, 82, грузинський режисер, сценарист та актор, Народний артист Грузинської РСР (1985)[1051].

### 16 лютого
- Гаррі Грегг, 87, північноірландський футболіст та тренер[1052].

### 15 лютого
- Бондар Микола Сергійович, 29, український фігурист[1053].
- Ватрослав Мимиця, 96, хорватський режисер[1054].
- Каролайн Флек, 40, англійська радіо- і телеведуча[1055].

### 14 лютого
- Бондаренко Григорій Іванович, 78, український політик[1056].
- Назимко Петро Сергійович, 86, радянський та український історик[1057].

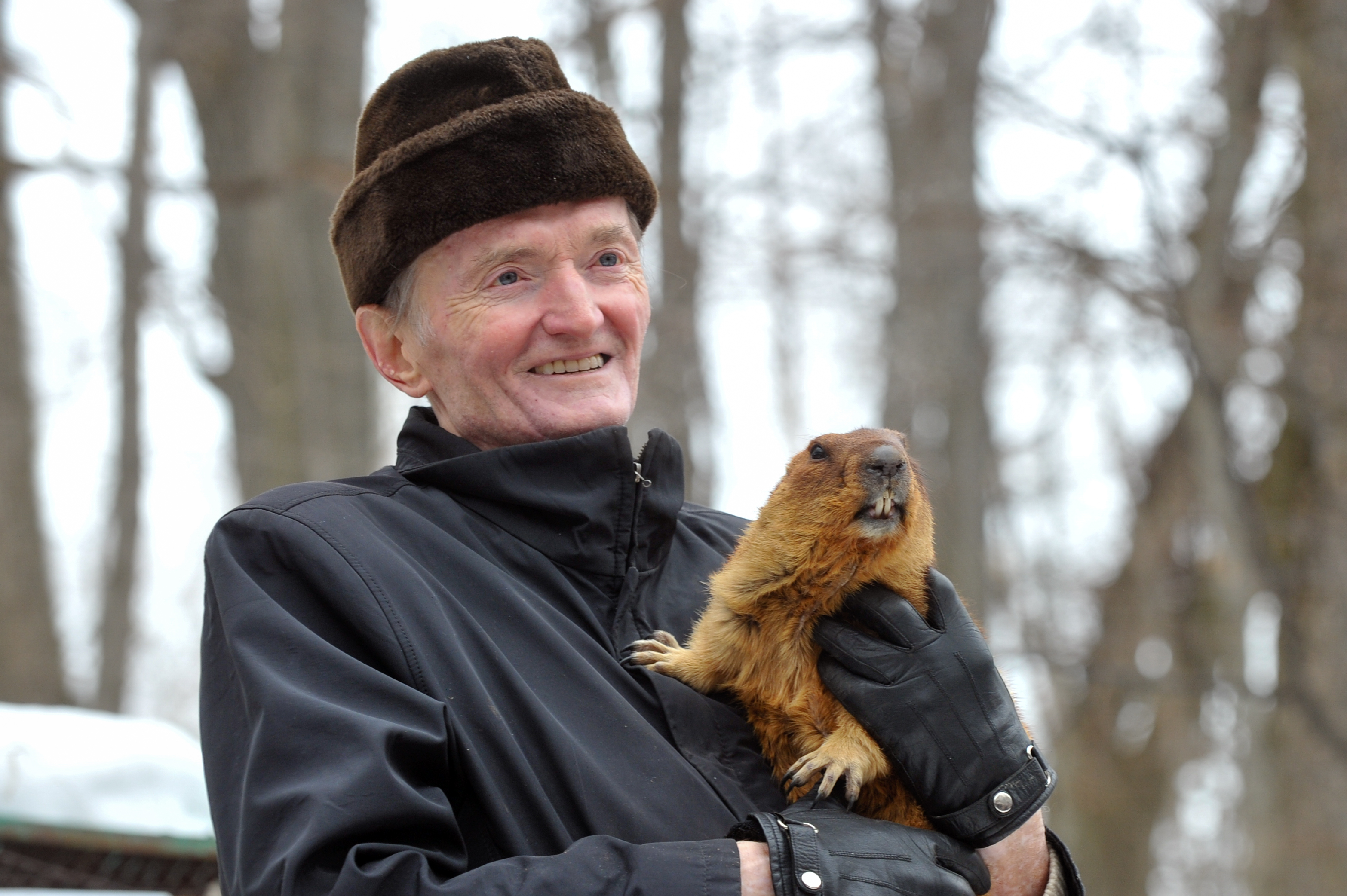
український зоолог та еколог Віктор Токарський у 2016 році

- Токарський Віктор Арсентійович, 65, український зоолог та еколог[1058].

### 13 лютого
- Жариков Володимир Павлович, 88, український і російський скульптор[1059].
- Криволапов Михайло Олександрович, 83, український мистецтвознавець, педагог[1060].

### 12 лютого
- Крісті Блатчфорд, 68, канадська журналістка, телеведуча та мемуаристка[1061].
- Бутенко Євген Павлович, 88, український письменник та краєзнавець[1062].

### 11 лютого
- Дзюба Володимир Володимирович, 73, радянський футболіст, футбольний функціонер та тренер[1063].
- Шевченко Георгій Петрович, 82, український журналіст та письменник[1064].

### 9 лютого
- Госсен Ервін Францевич, 88, радянський вчений-агроном[1065].
- Слонімський Сергій Михайлович, 87, радянський і російський композитор, музикознавець, піаніст та педагог[1066].

### 8 лютого
- Неджміє Ходжа, 99, албанська політична діячка[1067].

### 7 лютого
- Джеймс Джордж, 101, канадський дипломат, активіст[1068].
- П'єр Гійота, 80, французький письменник[1069].
- Браян Гленні, 73, канадський хокеїст[1070].
- Мері Гріффіт, 85, американська ЛГБТ-активістка[1071].
- Лі Веньлян, 33, китайський лікар-офтальмолог, за деякими даними першим повідомив про спалах коронавірусної хвороби COVID-19, через що зазнав утисків з боку влади; COVID-19[1072].
- Неджміє Пагаруша, 86, албанська співачка та акторка[1073].
- Устич Сергій Іванович, 64, український політик та дипломат[1074].

### 6 лютого
- Йосиф Дробоніку, 67, албанський художник[1075].
- Ян Ліберда, 83, польський футболіст[1076].
- Ромуальд Ліпко, 69, польський композитор, мультиінструменталіст[1077].
- Скакандій Василь Юлійович, 78, український художник[1078].

### 5 лютого

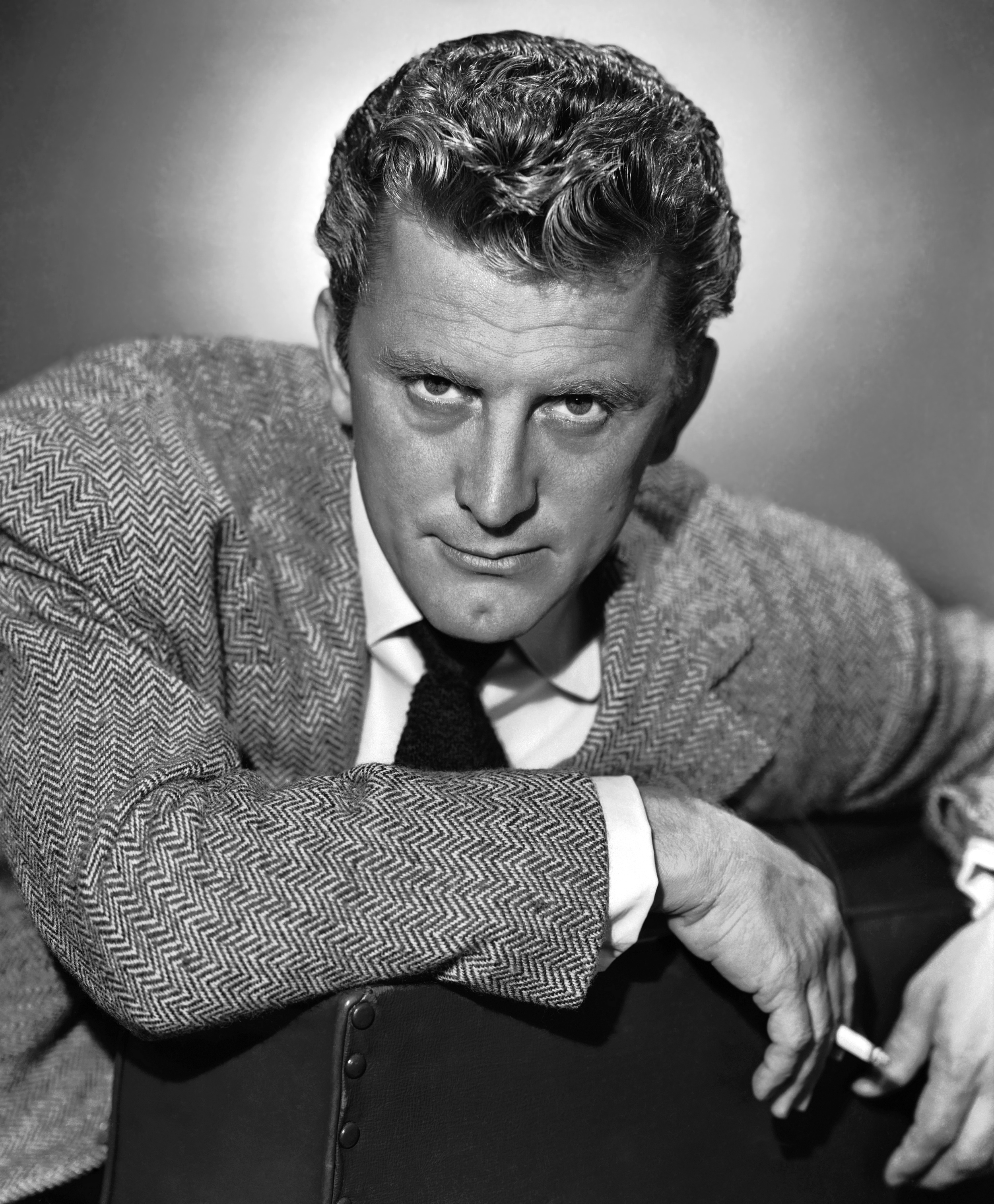
американський актор Кірк Дуглас у 1955 році

- Кірк Дуглас, 103, американський актор[1079].
- Стенлі Коен, 97, американський біохімік, лауреат Нобелівської премії з фізіології і медицини (1986, спільно з Ритою Леві-Монтальчині)[1080].
- Беверлі Пеппер, 97, американський скульптор та художниця[1081].

### 4 лютого
- Хосе Луїс Куерда, 72, іспанський режисер, сценарист та продюсер[1082].
- Данієль арап Мої, 95, кенійський політик, Президент Кенії (1978—2002)[1083].
- Беніто Сарті, 83, італійський футболіст[1084].
- Скворцов Олександр Вікентійович, 65, радянський хокеїст[1085].

### 3 лютого
- Сбітнєв Євген Олександрович, 92, радянський та російський фізик, Заслужений діяч науки Російської Федерації (1998)[1086].
- Джордж Стайнер, 90, американський літературний критик, філософ та письменник[1087].
- Шевченко Валентина Семенівна, 84, радянська діячка, Голова Президії Верховної Ради УРСР (1984—1990)[1088].

### 2 лютого
- Майк Гоар, 100, один із найвідоміших найманців XX ст[1089].
- Іноземцев Володимир Володимирович, 55, український та радянський легкоатлет[1090].
- Педан Олег Ігорьович, 60, український ляльковий майстер, сценарист та режисер-аніматор[1091].
- Янін Валентин Лаврентійович, 90, радянський і російський історик та археолог[1092].

### 1 лютого
- Сауткін Михайло Федорович, 89, радянський і російський спортсмен та фахівець в галузі фізичного виховання, спортивної медицини та лікувальної фізкультури[1093].
- Юрчук Омелян Михайлович, 80, український архітектор[1094].

## Січень

### 31 січня
- Амбарцумов Борис Володимирович, 45, радянський та російський борець греко-римського стилю вірменського походження[1095].
- Білей Петро Васильович, 79, український вчений-лісівник[1096].
- Сіверська Любов Стефанівна, 94, радянська будівельниця, Герой Соціалістичної Праці (1973)[1097].

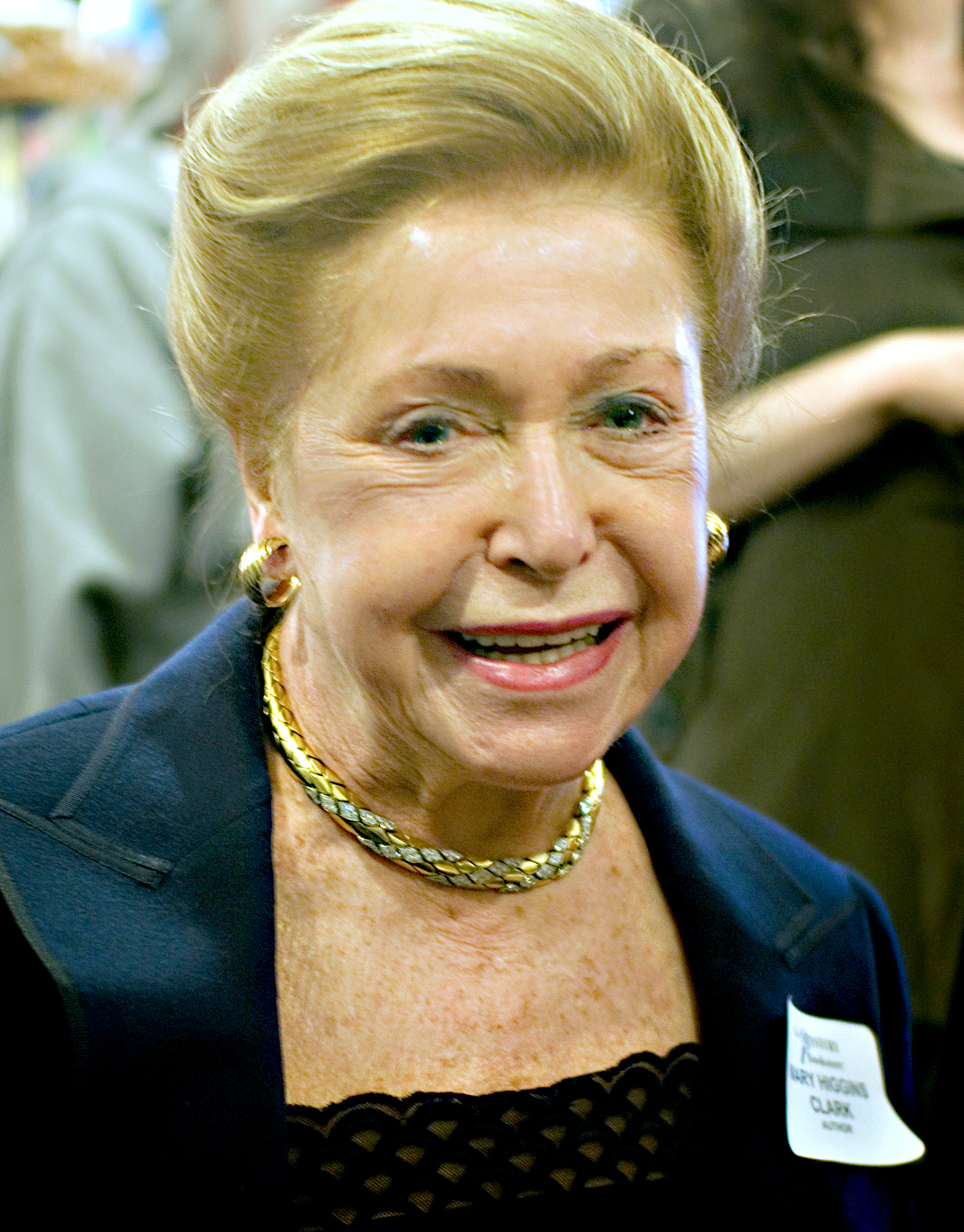
американська письменниця Мері Хіггінс Кларк у 2009 році

- Мері Хіггінс Кларк, 92, американська письменниця[1098].

### 30 січня

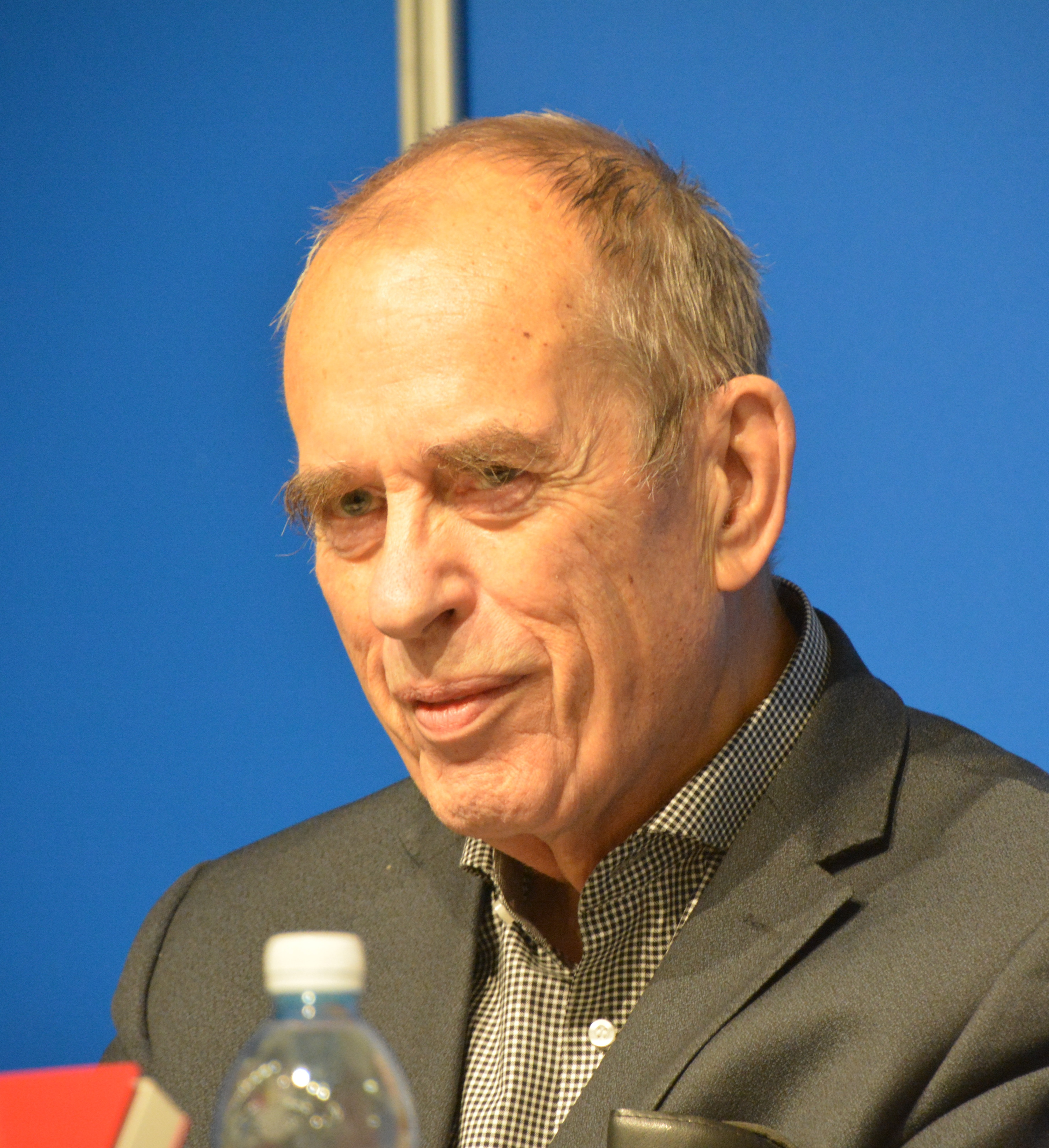
фінський шведськомовний письменник та актор Єрн Доннер у 2015 році

- Єрн Доннер, 86, фінський шведськомовний письменник, режисер, сценарист, продюсер, кінокритик та актор[1099].
- Лапинський Яків Наумович, 92, радянський і український композитор та педагог, Заслужений діяч мистецтв України (1991)[1100].

### 29 січня
- Бойко Віталій Федорович, 82, український юрист і дипломат[1101].
- Кіт Нельсон, 72, новозеландський футболіст[1102].
- Свінціцький Анатолій Станіславович, 71, український вчений-медик[1103].

### 28 січня
- Агеєва Світлана Олексіївна, 79, радянська та російська акторка[1104].

### 27 січня
- Едвардас Ґудавічус, 90, литовський історик[1105].
- Селезньов Віталій Євдокимович, 80, український актор, режисер та письменник, Народний артист України (1993)[1106].
- Удала Раїса Силантіївна, 88, радянська господарська діячка, Герой Соціалістичної Праці (1976)[1107].

### 26 січня

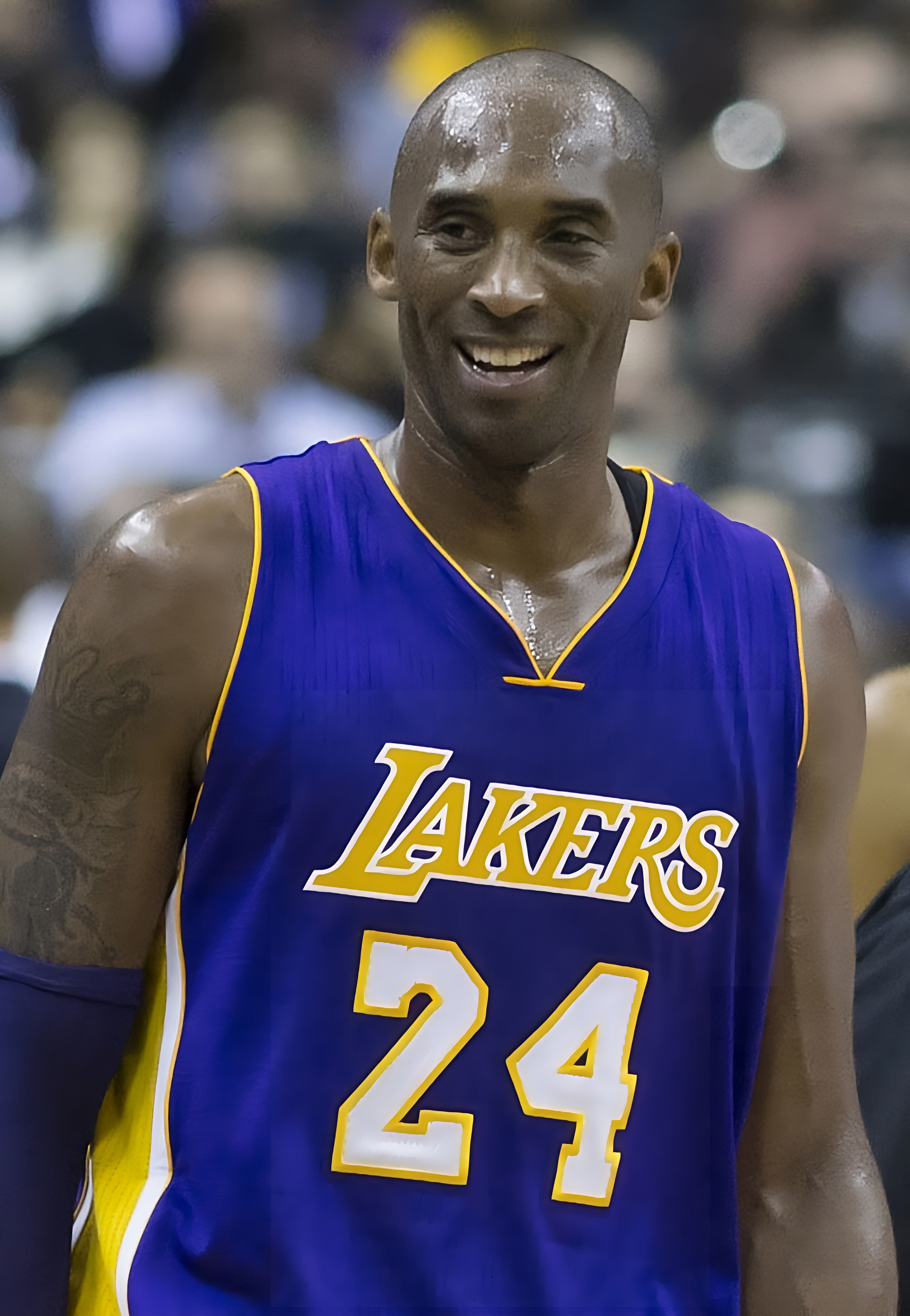
американський баскетболіст Кобі Браянт у 2015 році

- Кобі Браянт, 41, американський баскетболіст; авіакатастрофа[1108].
- Глорія Любкін, 86, американська наукова журналістка, головний редактор журналу «Physics Today» (1984—2003)[1109].
- Луїс Ніренберг, 94, американський математик канадського походження; дата повідомлення про смерть[1110].
- Чаплін Всеволод Анатолійович, 51, російський релігійний діяч[1111].

### 25 січня
- Лян Удун, 60, китайський лікар-оториноларинголог (лікарня Сіньхуа, провінція Хубей), перший лікар, що помер внаслідок внутрішньолікарняної інфекції COVID-19[1112].

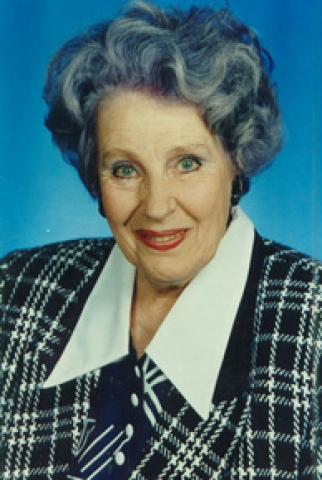
радянська та російська акторка Ідея Макаревич

- Макаревич Ідея Григорівна, 92, радянська та російська акторка, Народна артистка Росії (1960)[1113].

### 24 січня
- Дує Боначич, 90, югославський академічний веслувальник хорватського походження[1114].

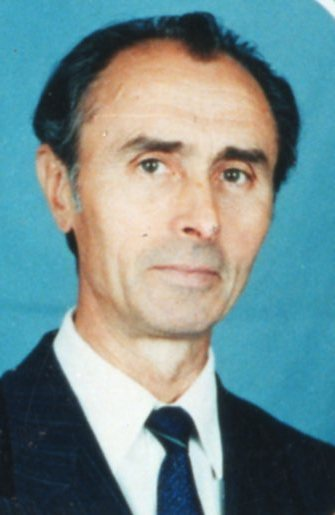
український краєзнавець, публіцист, педагог Микола Йолтуховський

- Йолтуховський Микола Павлович, 78, український краєзнавець, публіцист, педагог[1115].
- Качанов Олександр Іванович, 91, радянський партійний і державний діяч[1116].
- Роб Ренсенбрінк, 72, нідерландський футболіст[1117].
- Хуан Хосе Піссуті, 92, аргентинський футболіст[1118].

### 23 січня
- Фредерік Баллантайн, 83, генерал-губернатор Сент-Вінсента і Гренадин (2002—2019)[1119].
- Альфред Кернер, 93, австрійський футболіст[1120].
- Криворучко Віктор Євгенович, 69, український журналіст[1121].

### 21 січня
- Теодор Вагнер, 92, австрійський футболіст[1122].
- Террі Джонс, 77, британський комедійний актор, режисер, сценарист, композитор та дитячий письменник[1123].
- Сігуа Тенгіз Іполитович, 85, грузинський політик, Прем'єр-міністр Грузії (1992—1993)[1124].

### 20 січня
- Хайреттін Караджа, 97, турецький еколог та громадський діяч[1125].
- Ярослав Кубера, 72, чеський політик[1126].

### 19 січня
- Казим Айваз, 81, турецький борець греко-римського стилю[1127].
- Джон Гібсон, 60, канадський хокеїст[1128].
- Пеунов Вадим Костянтинович, 96, український письменник, Заслужений працівник культури України (2003)[1129].
- Благовест Сендов, 87, болгарський політик, дипломат і математик[1130].

### 18 січня
- Маріо Бергамаскі, 91, італійський футболіст[1131].
- Городенко Георгій Борисович, 83, радянський футболіст[1132].
- Негода Борис Михайлович, 75, український художник[1133].

### 17 січня

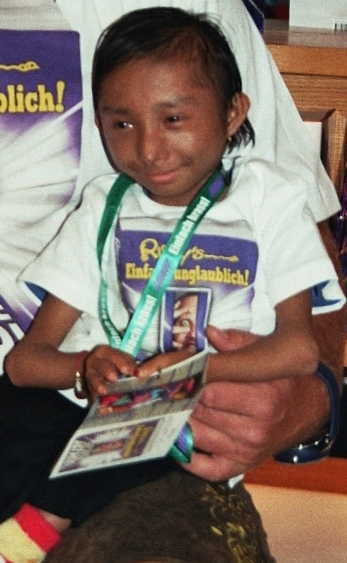
найменша людина на Землі Хагендра Тапа Магар

- Хагендра Тапа Магар, 28, найменша людина на Землі (67 см)[1134].
- П'єтро Анастазі, 71, колишній італійський футболіст[1135].
- Емануеле Северіно, 90, італійський філософ[1136].

### 16 січня
- Магда, 88, єгипетська акторка[1137].
- Крістофер Толкін, 95, британський письменник, літературознавець, лінгвіст[1138].
- Чжао Чжунсян, 78, китайський диктор та телеведучий[1139].

### 15 січня
- Рокі Джонсон, 75, канадський професійний борець[1140].
- Дімітрін Юрій Георгійович, 85, російський драматург та лібретист[1141].
- Суров Олександр Іларіонович, 93, радянський та український військовик[1142].

### 14 січня
- Ян Улоф Екгольм, 88, шведський письменник[1143].

### 13 січня
- Волобуєв Михайло Михайлович, 73, радянський та український спортивний журналіст[1144].
- Жан Делюмо, 96, французький історик[1145].

### 12 січня
- Білий Петро Михайлович, 80, радянський український футболіст[1146].
- Путятін Євгеній Петрович, 78, український науковець та педагог[1147].

### 11 січня
- Стен Кірш, 51, американський актор, сценарист та режисер; самогубство[1148].
- Тентюк Віктор Петрович, 80, український фінансист[1149].

### 10 січня
- Неда Арнеріч, 66, югославська та сербська акторка[1150].
- Бромберг Костянтин Леонідович, 80, радянський та російський кінорежисер, Заслужений діяч мистецтв Росії (1996)[1151].
- Чеслав-Павел Дутка, 83, польський літературознавець, соціолог[1152].

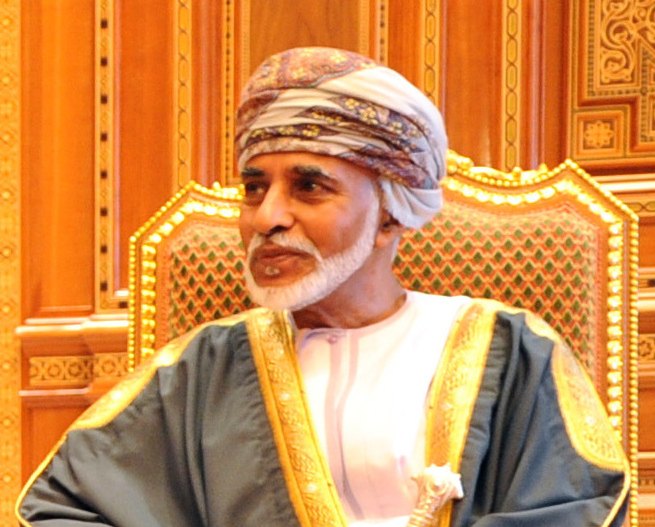
султан Оману Кабус бін Саїд

- Кабус бін Саїд, 79, султан Оману (1970—2020)[1153].

### 9 січня
- Возгрін Валерій Євгенович, 80, радянський і російський історик[1154].
- Ефрас Кезілахабі, 75, танзанійський письменник, поет, науковець (суахілійські студії) і педагог[1155].

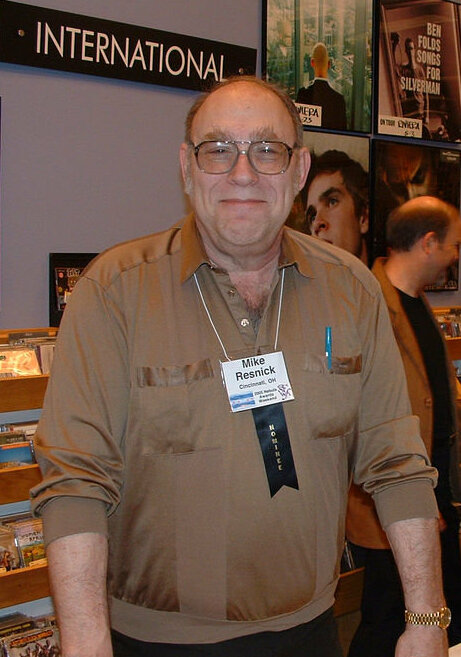
американський письменник-фантаст Майк Резник

- Майк Резник, 77, американський письменник-фантаст[1156].
- Черенков Юрій Дмитрович, 61, радянський та український футболіст[1157].

### 8 січня
- Зайцев Ювеналій Петрович, 95, радянський та український гідробіолог[1158].
- Загиблі у авіакатастрофі Boeing 737 під Тегераном[1159][1160].
- Самедова Фазіля Ібрагім-кизи, 90, азербайджанський інженер, хімік-технолог[1161].

### 7 січня
- Хаміс ад-Дусарі, 46, саудівський футболіст[1162].
- Ніл Пірт, 67, канадський музикант, барабанщик гурту Rush[1163].

### 6 січня
- Галина Воскобійник, 89, українська підприємиця та меценат, голова Фундації ім. Івана Багряного (1975—1982)[1164].
- Кабесао, 89, бразильський футболіст[1165].
- Акбар Падамсі, 91, індійський художник[1166].

### 5 січня
- Борушенко Оксана Павлівна, 80, бразильський історик українського походження[1167].
- Ганс Тільковскі, 84, західнонімецький футболіст[1168].

### 4 січня
- Рассел Беннок, 100, канадський льотчик-ас українського походження[1169].
- Герберт Бінкерт, 96, німецький футболіст[1170].
- Джек Болдвін, 81, британський хімік[1171].
- Щесюк Тамара Михайлівна, 84, українська радянська діячка[1172].

### 3 січня
- Бакунець Степан Сидорович, 94, вояк УПА, політичний в'язень[1173].
- Роберт Бланш, 57, американський актор[1174].

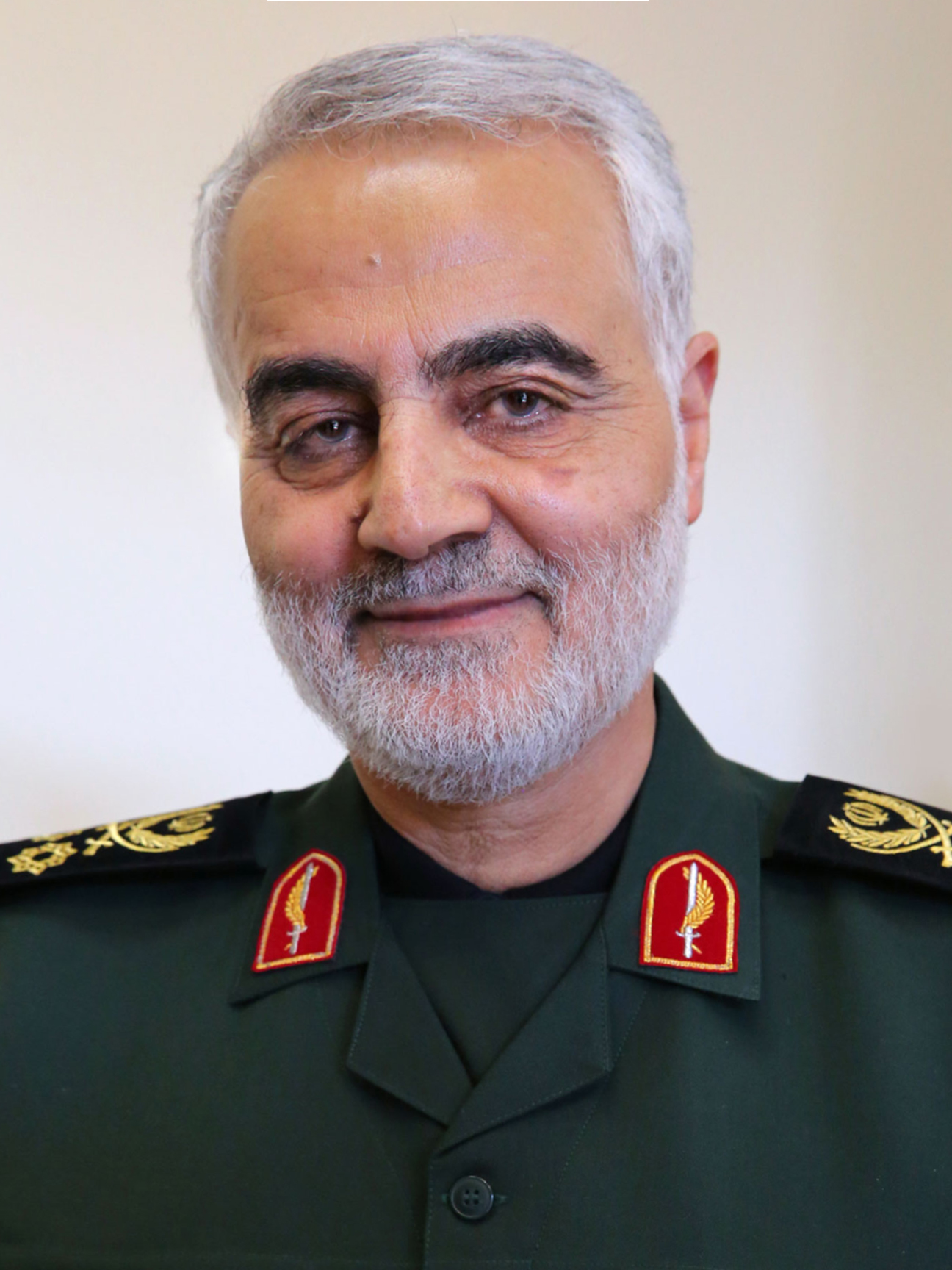
іранський генерал-майор Касем Сулеймані

- Касем Сулеймані, 62, іранський генерал-майор в Корпусі вартових Ісламської революції[1175].
- Абу Махді аль-Мухандіс, 65, ірано-іракський політик та військовий діяч[1176].

### 2 січня
- Джон Бальдессарі, 88, американський концептуальний художник[1177].
- Террі Грей, 81, канадський хокеїст[1178].
- Стеженська Олена Іванівна, 99, український гігієніст[1179].

### 1 січня
- Алексіс Аліджай, 21, американська реперка[1180].
- Карлос Де Леон, 60, пуерторіканський боксер[1181].